# República Popular China
La República Popular de China (en chino, 中华人民共和国; pinyin, Zhōnghuá Rénmín Gònghéguóⓘ), mayormente conocida como China (中国, Zhōngguóⓘ), es un país soberano de Asia Oriental con capital en Pekín. Es el segundo país más poblado del mundo y la primera potencia económica mundial por PIB en términos de paridad de poder adquisitivo (PPA), la segunda según producto nominal, tras EE. UU. Se constituye como un Estado socialista de partido hegemónico gobernado por el Partido Comunista de China.
Está dividida en veintidós provincias, cinco regiones autónomas, cuatro municipios bajo jurisdicción central —Pekín, Tianjin, Shanghái y Chongqing— y dos regiones administrativas especiales —Hong Kong y Macao—. Asimismo, reclama la provincia de Taiwán, que es controlada por la República de China con un estatus político de la isla controvertido después del fin de la guerra civil china, cuando sirvió de refugio a los nacionalistas del Kuomintang.
Con una superficie de 9 596 960 km², China ―que tiene fronteras con catorce Estados soberanos― es el tercer país más extenso del planeta por superficie terrestre detrás de Rusia y Canadá y el cuarto si se cuentan las masas de agua, detrás de Rusia, Canadá y los Estados Unidos. El paisaje chino es vasto y diverso, desde las estepas y los desiertos del Gobi y Taklamakán en el árido norte hasta los bosques subtropicales en el húmedo sur. Las cordilleras montañosas del Himalaya, el Karakórum, Pamir y Tian Shan la separan del sur y el centro de Asia. Los ríos Yangtsé y Amarillo, tercero y sexto más largos del mundo, discurren desde la meseta tibetana hasta desembocar en las densamente pobladas costas orientales. China tiene 14 500 km de costa a lo largo del océano Pacífico, en donde está bañada por los mares Amarillo, de Bohai, de China Oriental y de la China Meridional.
China fue una de las principales potencias económicas del mundo durante la mayor parte de los dos milenios que van del siglo I al XIX. La civilización china, una de las más antiguas del mundo, floreció en la fértil cuenca del río Amarillo. Durante milenios su sistema político se basó en monarquías hereditarias, conocidas como dinastías. La primera de las cuales fue la semimitológica dinastía Xia en torno al 2000 a. C. Desde el 221 a. C., cuando la dinastía Qin conquistó diversos estados y formó el primer Imperio chino, el país se ha expandido, fracturado y ha sido reformado en numerosas ocasiones. La República de China derrocó a la última dinastía en 1911 y gobernó la China continental hasta 1949. Después de la derrota del Imperio del Japón en la Segunda Guerra Mundial y la retirada de sus tropas de China, el Partido Comunista de China se impuso en la guerra civil china y proclamó la República Popular China en Pekín el 1 de octubre de 1949. El derrotado régimen de la República de China, dominado por el partido Kuomintang, trasladó su Gobierno a Taipéi y desde entonces, la jurisdicción de la República de China se limita a Taiwán y algunas islas periféricas.
Desde la introducción de las reformas económicas de 1978 (oficialmente Reforma y Apertura), China ha sido la economía de más rápido crecimiento del mundo, manteniéndose como la segunda potencia por PIB nominal. China es, además, el mayor exportador e importador de bienes y la primera potencia industrial. China dispone del ejército más numeroso del mundo, posee armas nucleares y cuenta con el segundo presupuesto militar después de Estados Unidos. La República Popular China es miembro de la ONU desde 1971, año en que reemplazó a la República de China como miembro permanente del Consejo de Seguridad de las Naciones Unidas, y es reconocida diplomáticamente por casi todos los países del mundo. También es miembro formal o informal de numerosas organizaciones multilaterales, como la OMC, la APEC, los BRICS, la Organización de Cooperación de Shanghái y el G20. China es considerada por numerosos analistas como una superpotencia emergente.

## Etimología
La palabra española «China», al igual que en otras lenguas romances y germánicas, deriva del sánscrito Cīna (चीन); se cree que podría derivar del nombre del Estado Qin (秦, Chin) y posterior dinastía Qin, la primera dinastía del Imperio chino (220 a. C.). El primer registro de este término data de 1516, en el diario del explorador portugués Duarte Barbosa. En español antiguo el país era llamado Catay.
Los nombres con los que se llamaban a sí mismos como país eran los nombres de los estados o dinastías chinas respectivas, aunque también hay dos antiguos términos que pueden traducirse como China. Zhongguó (en chino simplificado, 中国: de zhong —‘central’ o ‘medio’— y guó —‘país’ o ‘países’), es decir, «el país central» o «el reino del medio» y, en tiempos de los Reinos combatientes y anteriores, a los «países centrales» de la Llanura Central; el término zhongguó apareció en varios textos antiguos, como el Clásico de historia del siglo VI a. C. Huaxia (en chino simplificado, 华夏; pinyin, Huáxià), término todavía más antiguo que zhongguó, en un origen no se refería a un país o etnia en particular, sino a las «poblaciones civilizadas» en contraposición a las tribus «bárbaras». Los chinos no fueron los únicos en percibir a su país como el «centro del mundo», ya que casi todas las civilizaciones de la Antigüedad se percibían a sí mismas como el centro de la tierra conocida.
La palabra zhongguó es lo más cercano a la traducción de China en chino, que se usó ampliamente hasta el siglo XIX; no obstante, en la actualidad tanto la RPC como la República de China (Taiwán) utilizan en su nombre oficial el término híbrido Zhonghuá (en chino simplificado, 中华; pinyin, Zhōnghuá), derivado de la unión de zhong y hua. El nombre oficial del país es República Popular China (en chino simplificado, 中华人民共和国; pinyin, Zhōnghuá Rénmín Gònghéguó).

## Historia

### Prehistoria
La evidencia arqueológica sugiere que los primeros homínidos que habitaron China llegaron a ese país hace aproximadamente 2.25 millones de años. Una cueva en Zhoukoudian —cerca de la actual Pekín— contiene fósiles que datan de entre los años 680000 y 780000 a. C. y pertenecen al llamado hombre de Pekín, una subespecie de Homo erectus que vivía de la caza y la recolección, utilizaba el fuego y herramientas de piedra. En el mismo sitio del hombre de Pekín se hallaron restos de un Homo sapiens, que datan de 18000-11000 a. C. La evidencia más temprana de un ser humano completamente moderno en China se encuentra en Liujiang (Guangxi), donde se encontró un cráneo que ha sido fechado en aproximadamente 67 000 años. Sin embargo, persiste la controversia sobre la datación de los restos de Liujiang, especialmente cuando se compara con otros esqueletos similares, como el hallado en Minatogawa, en la isla de Okinawa. Algunos expertos afirman que desde hace 5000 años existió una forma de protoescritura en China.

### Primeras dinastías

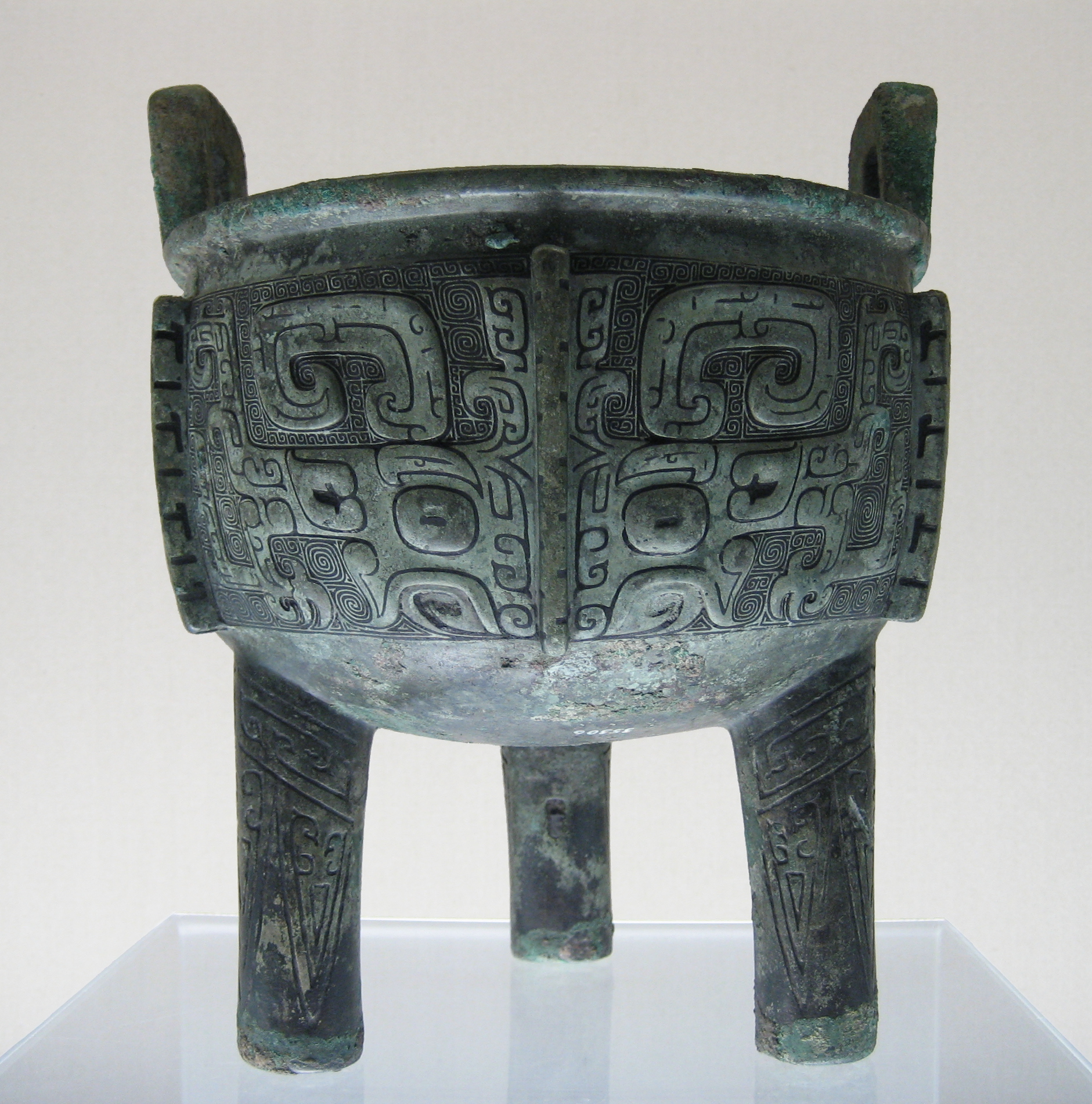
Un Ding, un caldero ritual hecho de bronce, que data de finales de la dinastía Shang (siglos XVIII-XI a. C.)

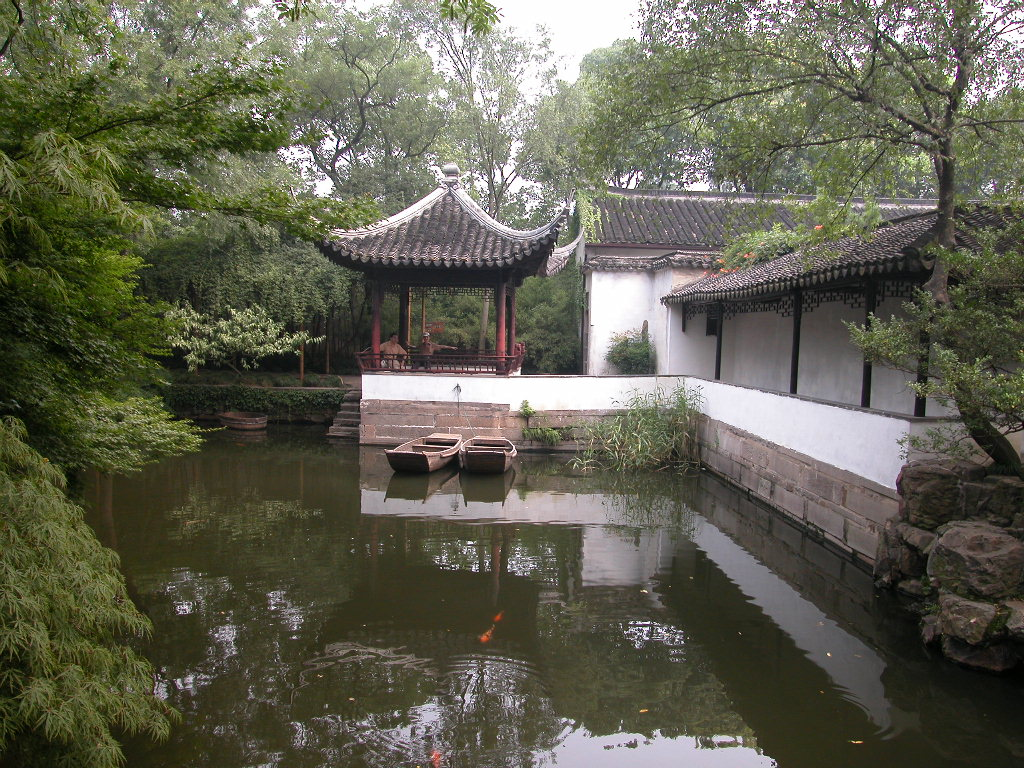
Jardines clásicos de Suzhou

La dinastía Xia fue la primera dinastía del país, aunque todavía no han hallado pruebas concretas de su existencia, solo se tienen registros literarios.Según estas menciones en textos antiguos, se calcula que esta dinastía pudo haber reinado hacia el año 2205 a. C. Precediendo a la dinastía Xia, encontramos la narrativa de un diluvio y el periodo de los Tres Augustos: Fu Xi, Huang Di y Shen Nong. En tiempos previos a la fundación de la dinastía Xia, el poder supremo se basaba en la alternancia en el gobierno entre los Xia y Chi You.
La primera dinastía china que dejó verdaderos registros históricos fueron los Shang, quienes mantuvieron un sistema vagamente feudal a orillas del río Amarillo entre los siglos XVII y IX a. C. Aunque los primeros Shang gobernaron en el sur de la provincia de Shandong, zona pantanosa en aquella época, alcanzaron mayor poder que las tribus situadas en el este del país, llamadas genéricamente yi, con los que mantuvieron estrechas alianzas. El rey Tang, considerado como un rey capaz y virtuoso, expulsó a los Shang de la región y estableció la capital de su reino en Erligang.
La escritura china más antigua encontrada hasta el momento es un oráculo tallado en hueso de la dinastía Shang, y contiene antecedentes directos de los caracteres chinos modernos. Los Shang fueron derrotados por el pueblo Zhou, quienes establecieron la dinastía Zhou, que gobernó entre los siglos XII y V a. C., cuando su autoridad centralizada se dispersó lentamente entre diversos señoríos feudales hasta que, finalmente, del debilitado reino de los Zhou emergieron varios Estados independientes, que lucharon entre sí durante el periodo denominado Primaveras y Otoños. Entre los siglos V y III a. C. se estableció el periodo de los Reinos Combatientes, durante el cual el actual territorio chino estuvo dividido en siete Estados soberanos, cada uno con su propio rey, ministro y ejército.

### China Imperial

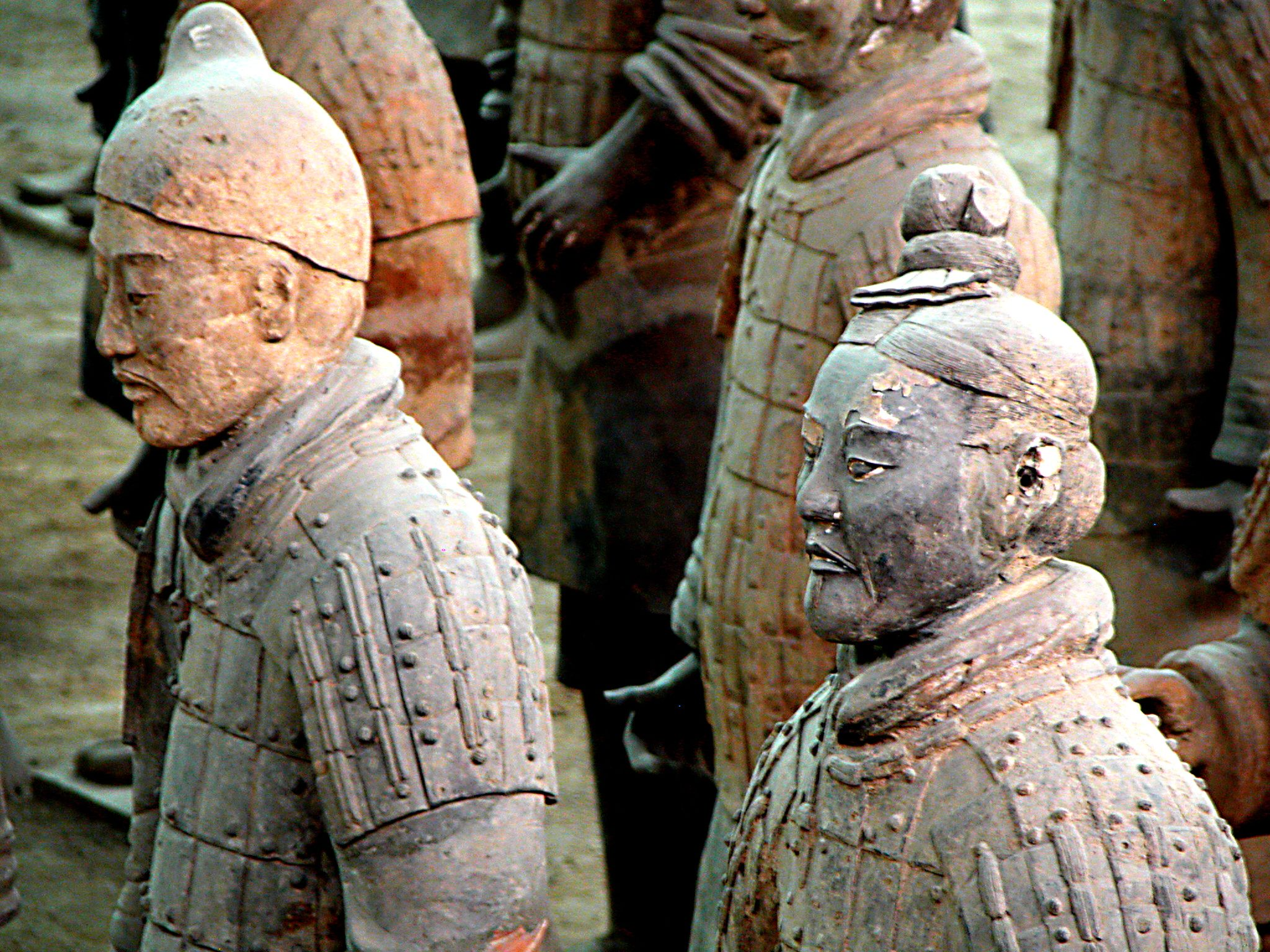
Algunos de los cientos de Guerreros de Terracota, creados durante la dinastía Qin

Los reinos combatientes acabaron en 221 a. C. cuando el reino de Qin conquistó los otros seis reinos, formando el primer Estado unificado chino. Qin Shi Huang se proclamó a sí mismo primer emperador (始皇帝) y estableció reformas a lo largo de China, destacándose la estandarización de los caracteres chinos, de las medidas y del correo. La dinastía Qin se derrumbó después de la muerte de Shi Huang Di, con los legalistas liderando una rebelión.
La siguiente dinastía Han gobernó entre 206 a. C. y 220 d. C. y creó una identidad cultural Han entre la población que dura hasta el día de hoy. Los Han expandieron el territorio considerablemente con campañas militares en el sur de Corea, Vietnam, Mongolia y Asia Central, y establecieron la Ruta de la Seda, que los conectaba con el resto de Eurasia. China se convirtió gradualmente en la economía más grande del mundo antiguo. Se adoptó el confucianismo como ideología oficial del imperio. A pesar de que abandonaron el legalismo, la ideología oficial de la dinastía Qin, las instituciones legalistas se mantuvieron como base del gobierno.

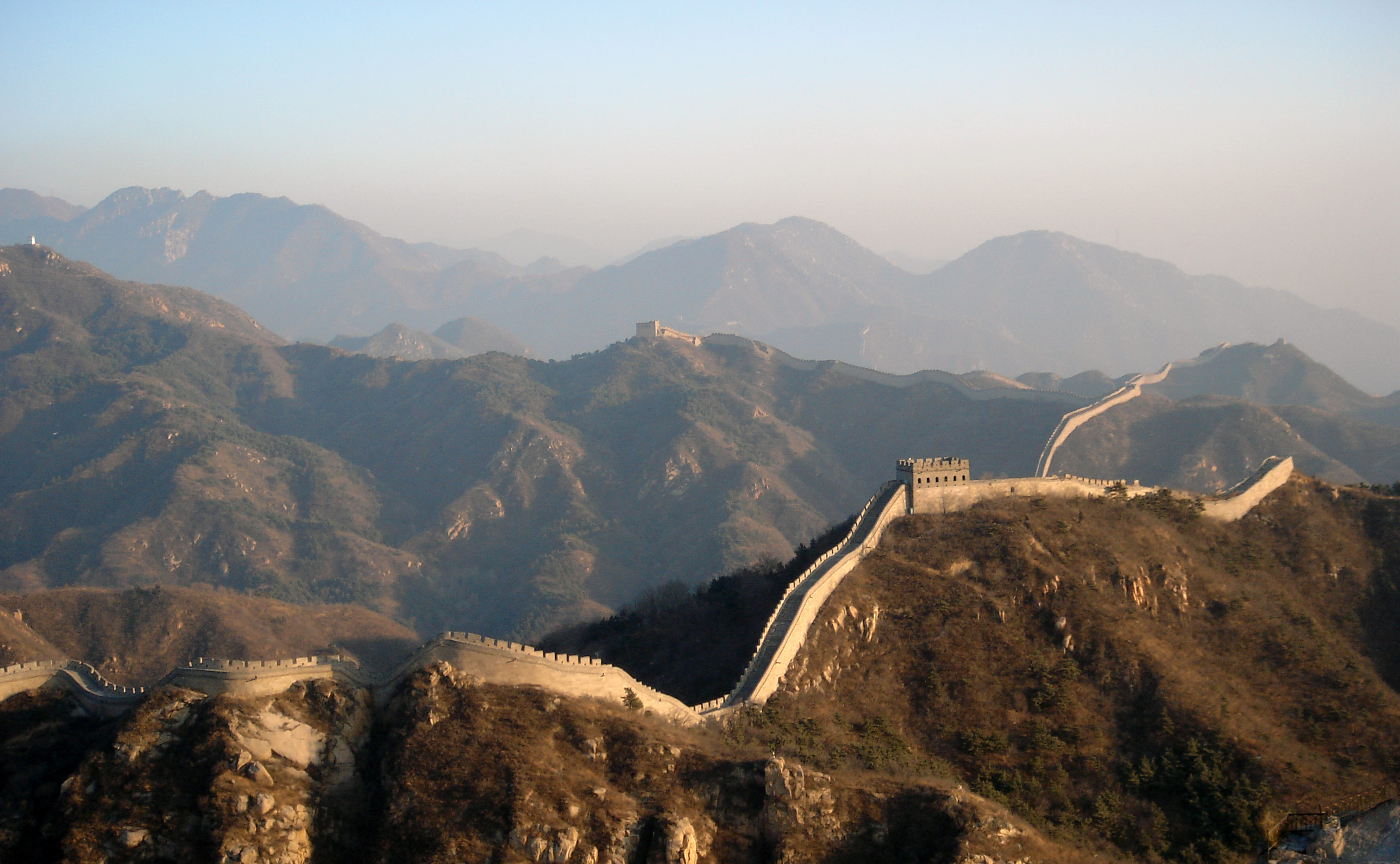
La Gran Muralla china, construida por varias dinastías durante 200 años para protegerse de las invasiones bárbaras

Después del colapso de los Han, comienza el periodo de anarquía conocido como los Tres Reinos. La breve unificación de la dinastía Jin fue destruida por el levantamiento de los cinco bárbaros. En 581 se unificó el país bajo la dinastía Sui, pero la derrota en la Guerra Goguryeo-Sui (598-614) provocó su caída.
Con las dinastías Tang y Song comenzó una edad dorada para la economía, tecnología y cultura china. Después de la campaña contra los turcos se recuperó el control sobre las regiones Occidentales y reabrió la Ruta de la Seda, mas fue destruida por la rebelión de An Lushan en el siglo VIII.
En el 907, en el norte de China, la etnia kitán estableció la dinastía Liao hasta el 1125, cuando fue derrocada por los yurchen, que establecieron la dinastía Jin en la zona conquistada. Después de la caída de la dinastía Liao en 1125 d. C., muchos kitán emigraron al oeste donde establecieron el Estado Kara-Kitán, finalmente destruido por Gengis Kan en 1218.

Territorios de las dinastías Song, Liao y Xi occidentales en 1111.

La dinastía Song fue el primer gobierno en el mundo en usar papel moneda y el primer gobierno chino en tener una fuerza naval que ayudara al comercio a través del mar. Entre los siglos X y XI se dobló la población llegando a los 100 millones gracias a la expansión del cultivo del arroz en el centro y sur del territorio. También se revivió el confucianismo, en respuesta al avance del budismo durante los Tang, junto con un renacimiento del arte y filosofía, alcanzando nuevos niveles de expresión y madurez. Pero, su débil milicia fue atacada por los Yurchen, que establecieron la dinastía Jin.
En 1127 el emperador Song Huizong y la capital fueron capturadas durante las guerras Jin-Song, obligando a lo restante de la dinastía a retirarse al sur.
En el siglo XIII China fue invadida por el Imperio mongol. En 1271 el líder mongol Kublai Kan estableció la dinastía Yuan. Los Yuan conquistaron lo que quedaba de la dinastía Song en 1279. Antes de la invasión mongol la población China eran 120 millones, más fue reducida a 60 millones para el censo de 1300. Zhu Yuanzhang derrotó a los Yuan y estableció la dinastía Ming en 1368. Bajo la dinastía Ming se vivió otra edad dorada, desarrollando la mayor fuerza naval del mundo de ese entonces. Durante este tiempo se desarrollaron los viajes de Zheng He por el mundo, llegando a lugares tan lejanos como África. En los primeros años de gobierno se cambió la capital de Nankín a Pekín. Con la expansión del capitalismo surgieron filósofos como Wang Yangming, criticando al gobierno y expandiendo el Neo-Confucianismo con conceptos tales como individualismo e igualdad social.
En 1644, Pekín fue capturada por una coalición de fuerzas rebeldes lideradas por Li Zicheng. El último emperador Ming, Chongzhen, se suicidó cuando la ciudad cayó. La dinastía manchú Qing se alió con el general Ming Wu Sangui y destronaron a la corta dinastía Shun, haciéndose con el control del imperio.

### Portugueses

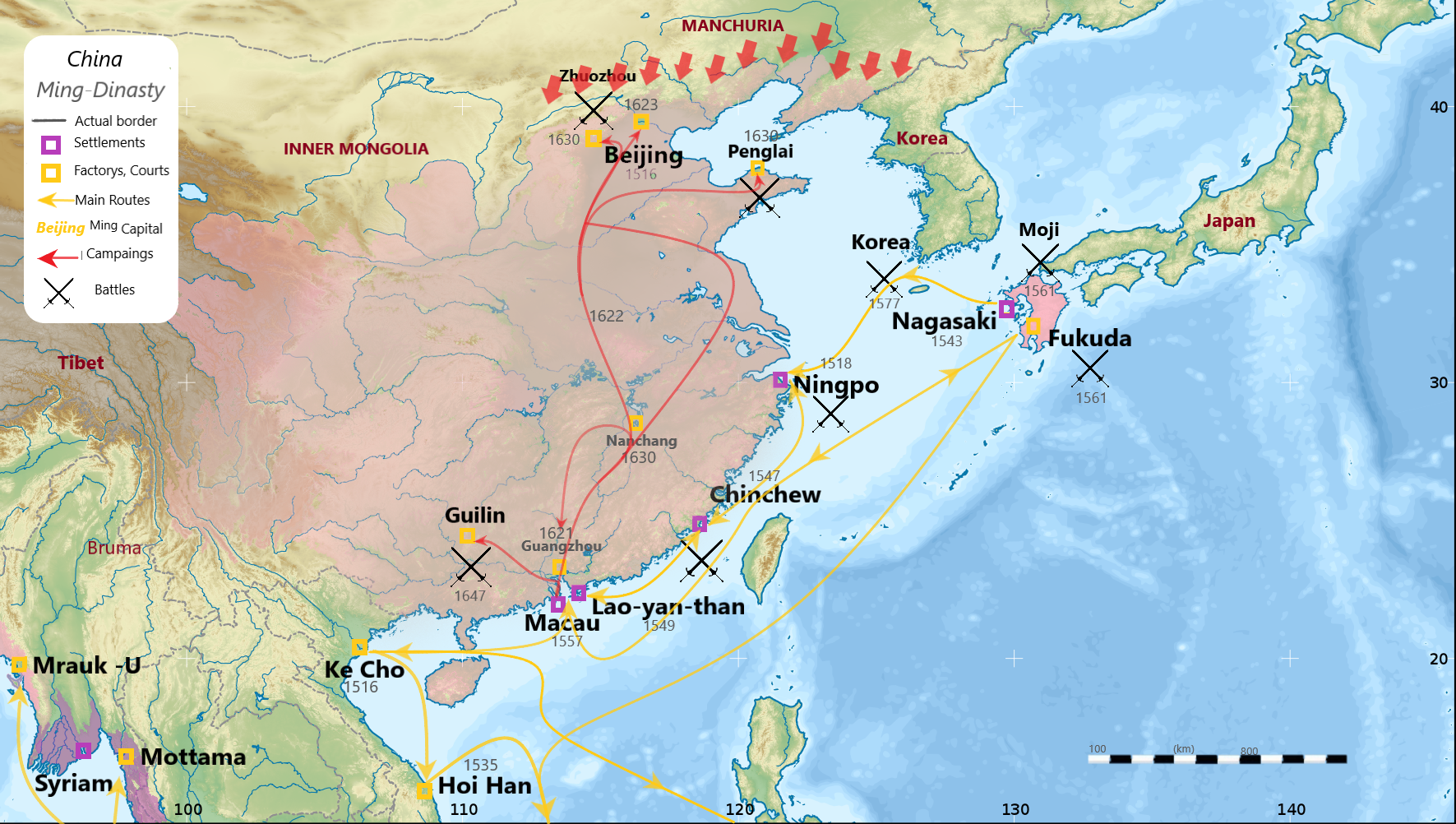
Presencia portuguesa en China desde el hasta 1999. Indicados en morado: Asentamientos; en rosa: Territorios aliados (China Ming); en amarillo: Fábricas y Cortes reales; en rojo: Expediciones terrestres del contra manchúes.

A partir de 1513 con Jorge Álvares, Portugal entró en contacto con China por primera vez tratando de establecer colonias durante los siguientes 40 años a lo largo de la costa e islas chinas dando como resultado varias batallas navales y algunas masacres de colonos por parte de tropas imperiales. Desde el establecimiento de los portugueses en Japón y su presencia continuada en el Mar de China, los portugueses comenzaron a actuar como interlocutores entre Japón e India, uniendo a China con el resto del mundo. En 1554 el Imperio Celeste vio con buenos ojos la creación de un puerto portugués en la región, cediendo el paso con una concesión a la ayuda que los portugueses brindaron en la eliminación de la piratería. Macao se convirtió en colonia portuguesa en los siguientes 445 años.
Con la crisis de la dinastía Ming y la presencia de los jesuitas en la corte Ming, el emperador Tianqui (1621-1627) y más tarde el emperador Chongzhen (1628-1644) antes de las invasiones manchúes que iniciarían la dinastía Quing, convocan varias veces a los militares asistencia de hombres y armas (especialmente cañones y artilleros) a los portugueses de Macao. Estos eran para entrenar tropas chinas o comandar regimientos acompañados de los jesuitas que dominaban el idioma chino.
Más tarde, después de la caída de Pekín en 1644 y el suicidio del último emperador Ming, su esposa y emperatriz, ahora llamada «Helena» y otros miembros de la familia imperial Ming se bautizan en 1648.

### Fin del gobierno imperial

El imperio de la dinastía Qing en 1820, máxima extensión territorial que ha tenido China en su historia.

La dinastía Qing, que gobernó de 1644 a 1912, fue la última de China. En el siglo XIX, los Qing tuvieron que hacer frente al imperialismo occidental en las dos guerras del Opio (1839-1842 y 1856-1860) contra el Reino Unido. Derrotada por la nación europea, China fue forzada a firmar tratados no equitativos, pagar compensaciones, permitir la extraterritorialidad y ceder el puerto de Hong Kong a los británicos.
La primera guerra sino-japonesa (1894-1895) eliminó la influencia de los Qing en la península de Corea, además de ceder el control de la isla de Taiwán a Japón.
El debilitamiento del régimen Qing incrementó los problemas internos. Entre los años 1850 y 1860 la guerra conocida como la rebelión Taiping arrasó el sur de China, mientras que otros levantamientos como las Guerras de los Clanes Punti-Hakka (1855-1867), la Rebelión Nian (1851-1868), la rebelión Miao (1854-1873), la rebelión Panthay (1856-1873) y la rebelión de los dunganes (1862-1877) causaron estragos en todo el país.

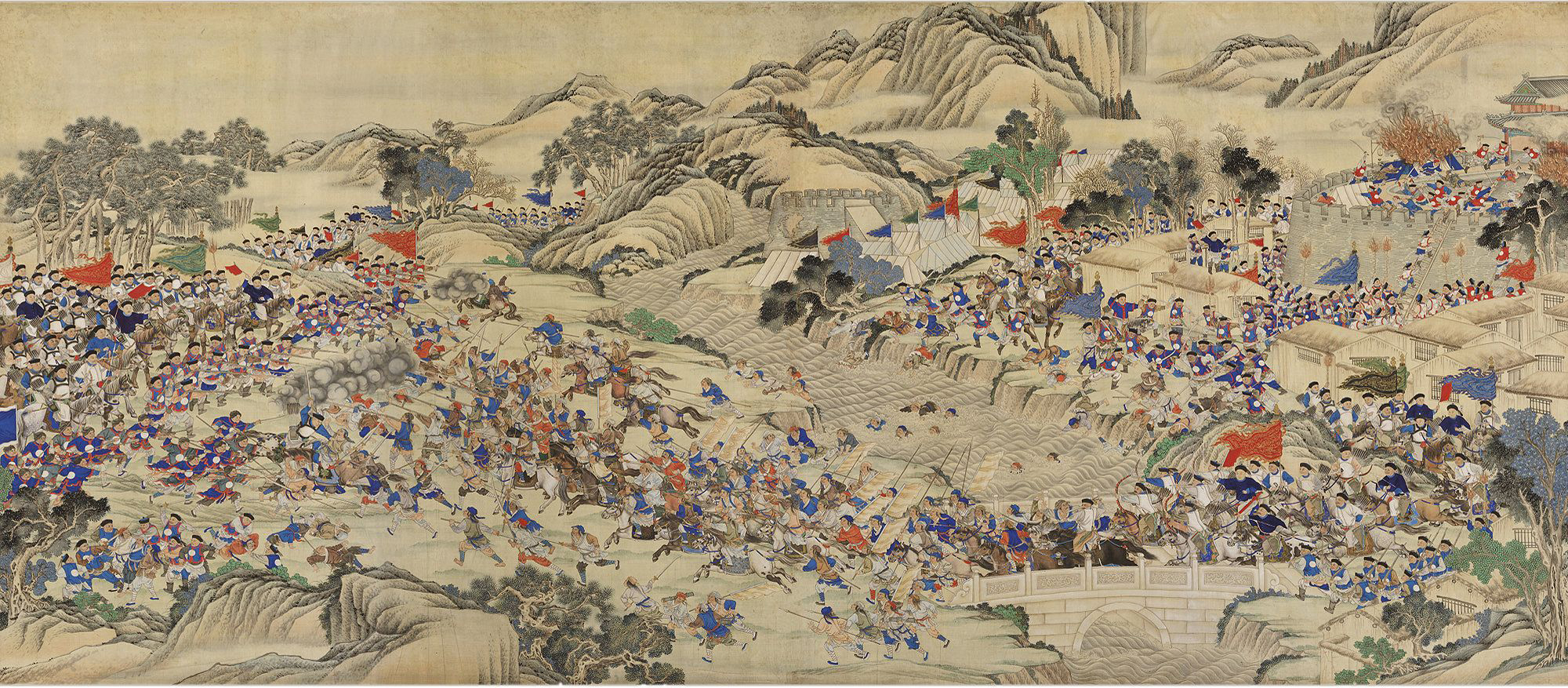
Una pintura del siglo XIX que muestra la rebelión Taiping (1850-1864)

En el siglo XIX comenzó la gran diáspora china. Las tasas de emigración se elevaron por los conflictos internos y las catástrofes como la hambruna del norte de China de 1876-1879, que cobró la vida de entre nueve y trece millones de personas.
En 1898, el Emperador Guangxu planeó una serie de reformas para establecer una monarquía constitucional moderna, pero fue destronado por la emperatriz Ci Xi, en un golpe de Estado, aunque también desarrolló una importante labor reformista introduciendo el telégrafo y el ferrocarril y aboliendo prácticas tradicionales como el vendaje de los pies en las mujeres.
La rebelión de los bóxers de 1899-1901, un movimiento en contra de la influencia extranjera en el país, debilitó aún más al gobierno Qing. Finalmente la revolución de Xinhai de 1911 terminó con la dinastía Qing y estableció la República de China.

### República de China

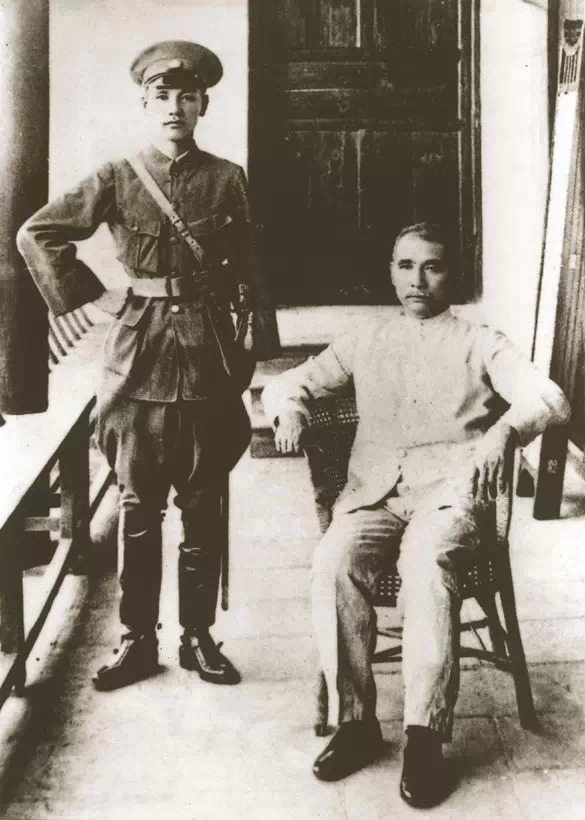
Sun Yat-sen, el padre de la China moderna (sentado a la derecha), y Chiang Kai-shek, posterior presidente de la República de China (hoy Taiwán)

El 1 de enero de 1912 se estableció la República de China, siendo nombrado Sun Yat-sen, líder del Kuomintang (KMT o Partido Nacionalista) su presidente interino.
Sin embargo debió ceder la presidencia a Yuan Shikai, un antiguo general de los Qing, quien en 1915 se proclamó Emperador de China. Ante la condena del pueblo y la oposición de su propio ejército, se vio forzado a abdicar y restablecer la república.
Luego de la muerte de Yuan Shikai en 1916, China se encontraba políticamente fragmentada. Su gobierno con sede en Pekín fue reconocido internacionalmente pero virtualmente carecía de poder; los señoríos regionales controlaban la mayor parte del territorio.
A finales de los años 1920 el Kuomintang liderado por Chiang Kai-shek, pudo reunificar el país bajo su control con una serie de hábiles maniobras militares y políticas, conocidas en conjunto como la «Expedición del Norte».
Su gobierno trasladó la capital nacional a Nankín y aplicó la «Tutela Política», una etapa de desarrollo político descrita en la doctrina San-min de Sun Yat-sen, la cual pretendía encaminar a China hacia una democracia moderna.
Desde el estallido de la guerra civil china en 1927, el Kuomintang combatió a los comunistas, aunque la división política hizo más difícil este conflicto, en el que los nacionalistas parecían llevar inicialmente la ventaja, especialmente después de que los comunistas huyeran en la Larga Marcha, pero se había producido la invasión japonesa de Manchuria y el incidente de Xi'an en 1936 y forzó a Chiang a centrar sus esfuerzos en enfrentarse al Imperio del Japón.
La segunda guerra sino-japonesa (1937-1945), un escenario de la Segunda Guerra Mundial, obligó a los comunistas y al Kuomintang a pactar una tregua y crear una alianza. Las fuerzas japonesas cometieron numerosos crímenes de guerra en contra de la población civil; en total, cerca de veinte millones de civiles chinos murieron.
Tan solo en la ciudad de Nankín, aproximadamente 200 000 chinos fueron asesinados durante la ocupación japonesa.
Japón se rindió ante China en 1945. Taiwán, junto con las Islas Pescadores, fueron puestos bajo el control administrativo de la República de China, quien inmediatamente reclamó su soberanía en ellos. Aunque la nación resultó victoriosa, quedó devastada por la guerra y financieramente agotada. Los conflictos continuos entre el Kuomintang y los comunistas provocaron la reanudación de la guerra civil. En 1947 se estableció el mandato constitucional, pero debido a los constantes disturbios en muchas provincias, la constitución nunca fue puesta en marcha en la China continental.

### República Popular China

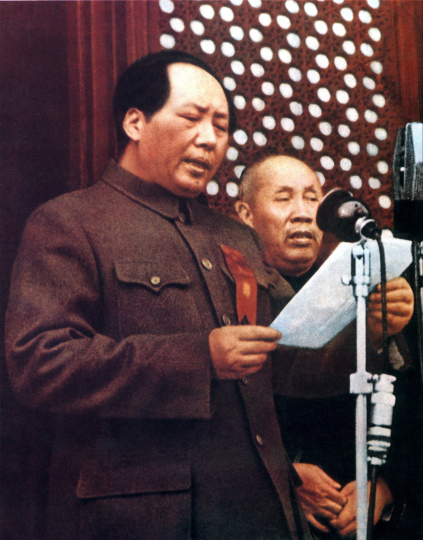
Mao Zedong proclama la creación de la República Popular China el 1 de octubre de 1949

Los enfrentamientos más importantes de la guerra civil china terminaron en 1949, cuando el Partido Comunista de China tomó el control de la parte continental del país y el Kuomintang se retiró a la isla de Taiwán, lo que redujo el territorio de la República de China a solo Taiwán, Hainan y las islas circundantes. Mao Zedong, presidente del Partido Comunista, proclamó la República Popular China el 1 de octubre de 1949.
Había dos nombres para la República Popular: China comunista y la China Roja.En 1950, el Ejército Popular de Liberación arrebató Hainan a la República de China.También en 1950 invadió el Tíbet, derrotando al débil ejército tibetano, que en 1913 el dalái lama había declarado independiente.Durante los años 1950 fuerzas nacionalistas continuaron con la insurgencia en el oeste del territorio chino.
Mao Zedong fomentó el crecimiento demográfico y la población casi se duplicó, pasando de quinientos cincuenta a más de novecientos millones durante el período de su liderazgo, que se extendió hasta 1976.Sin embargo, el plan económico y social a gran escala, conocido como el Gran Salto Adelante, produjo una hambruna que se cobró la vida de cuarenta y cinco millones de personas.En la misma época, entre uno y dos millones de líderes campesinos fueron ejecutados, acusados de estar «en contra de la revolución».En 1966, Mao y sus aliados lanzaron la Revolución Cultural, que trajo consigo un periodo de recriminación política que perduró hasta su muerte. La Revolución Cultural, motivada por las luchas de poder dentro del Partido Comunista y el temor a la Unión Soviética, condujo a una gran agitación en la sociedad china.En octubre de 1971 la República Popular China reemplazó a la República de China en las Naciones Unidas, y ocupó su lugar como miembro permanente del Consejo de Seguridad.Al año siguiente, en la cima de la división entre chinos y soviéticos, Mao y Zhou Enlai se reunieron con Richard Nixon para establecer por primera vez relaciones diplomáticas con los Estados Unidos.
Después de la muerte de Mao en 1976 y la detención de la Banda de los Cuatro —a quienes se les inculpó por los excesos de la Revolución Cultural—, Deng Xiaoping tomó el poder e implementó una serie de reformas económicas.Posteriormente, el Partido Comunista dejó de ejercer el control gubernamental sobre las vidas personales de los ciudadanos y las comunas se disolvieron en favor del arrendamiento privado, lo que se tradujo en un aumento de incentivos y de la producción agrícola.Este giro en los acontecimientos marcó la transición de una economía planificada a una economía mixta con un entorno mercantil cada vez más abierto, un sistema llamado «socialismo con características chinas».
La República Popular China adoptó su actual constitución el 4 de diciembre de 1982. En 1989, la violenta represión de las protestas estudiantiles en la Plaza Tian'anmen produjeron la condena y sanciones hacia el gobierno chino por parte de varios países.
El presidente Jiang Zemin y el premier Zhu Rongji lideraron la nación en los años 1990. Bajo su administración, el buen funcionamiento económico chino sacó a cerca de ciento cincuenta millones de campesinos de la pobreza y mantuvo una tasa promedio de crecimiento del PIB anual de 11.2 %.
El país se unió formalmente a la Organización Mundial de Comercio en 2001 y mantuvo su alto índice de crecimiento económico bajo la presidencia de Hu Jintao en la primera década del siglo XXI. Sin embargo, el rápido desarrollo del país también ha impactado negativamente en los recursos naturales y en el medio ambiente de su territorio, y causó importantes movimientos sociales.Los estándares de vida han continuado su rápido progreso pese a la recesión de finales de los años 2000, pero el control político centralizado permanece sin cambios.
En 2013, Xi Jinping y Li Keqiang asumieron el cargo de presidente y premier, respectivamente.
Con ellos, se han iniciado una serie de reformas de su economía, que en años recientes ha sufrido inestabilidades estructurales y una desaceleración en el crecimiento.
La administración de Xi también ha anunciado reformas en el sistema penitenciario y en la política de hijo único. El 14 de diciembre de 2013 China se convirtió en el tercer país, tras los Estados Unidos y la Unión Soviética, en realizar un alunizaje con la misión Chang'e 3 y el robot Yutu.
A finales de 2019, en Wuhan se produjo el brote inicial del virus SARS-CoV-2, causante de la COVID-19, que derivó finalmente en la Pandemia de COVID-19.

## Gobierno y política
La República Popular China es uno de los pocos Estados socialistas que quedan en el mundo. Su forma de gobierno ha sido descrita como comunista y socialista, pero también como autoritaria y corporativista, con fuertes restricciones en muchas áreas, más notablemente respecto al libre acceso al Internet, la libertad de prensa, la libertad de reunión, el derecho a tener hijos, la libre formación de organizaciones sociales y la libertad de culto.
Sus líderes catalogan el sistema político y económico como «socialismo con características chinas» —marxismo-leninismo adaptado a las circunstancias chinas— y «economía de mercado socialista», respectivamente.
El país es gobernado por el Partido Comunista de China (PCC), cuyo poder está consagrado en la constitución.
La Constitución de la República Popular China es la ley fundamental del Estado, y fue aprobada y puesta en vigor el 4 de diciembre de 1982.
También establece dos sistemas de administración: uno central y otro local. El Sistema de Administración Central —o Consejo de Estado— comprende los órganos administrativos centrales que están bajo la Asamblea Popular Nacional, es decir, los departamentos o ministerios.
Por su parte, el Sistema de Administración Local rige a nivel provincial y distrital, e incluye los organismos correspondientes a un gobierno local.
En comparación a los estándares políticos vigentes hasta mediados de los años 1970, la liberalización de China trajo consigo un sistema administrativo menos restrictivo. China apoya el principio leninista de «centralismo democrático», pero la Asamblea Nacional Popular ha sido descrita como un órgano con un poder considerable de iure, pero poco de facto.
El actual presidente es Xi Jinping, quien también es el secretario general del Partido Comunista de China, y el jefe de la Comisión Militar Central. El actual premier es Li Keqiang, quien también es
el segundo miembro más importante del Comité Permanente del Buró Político del Partido Comunista.

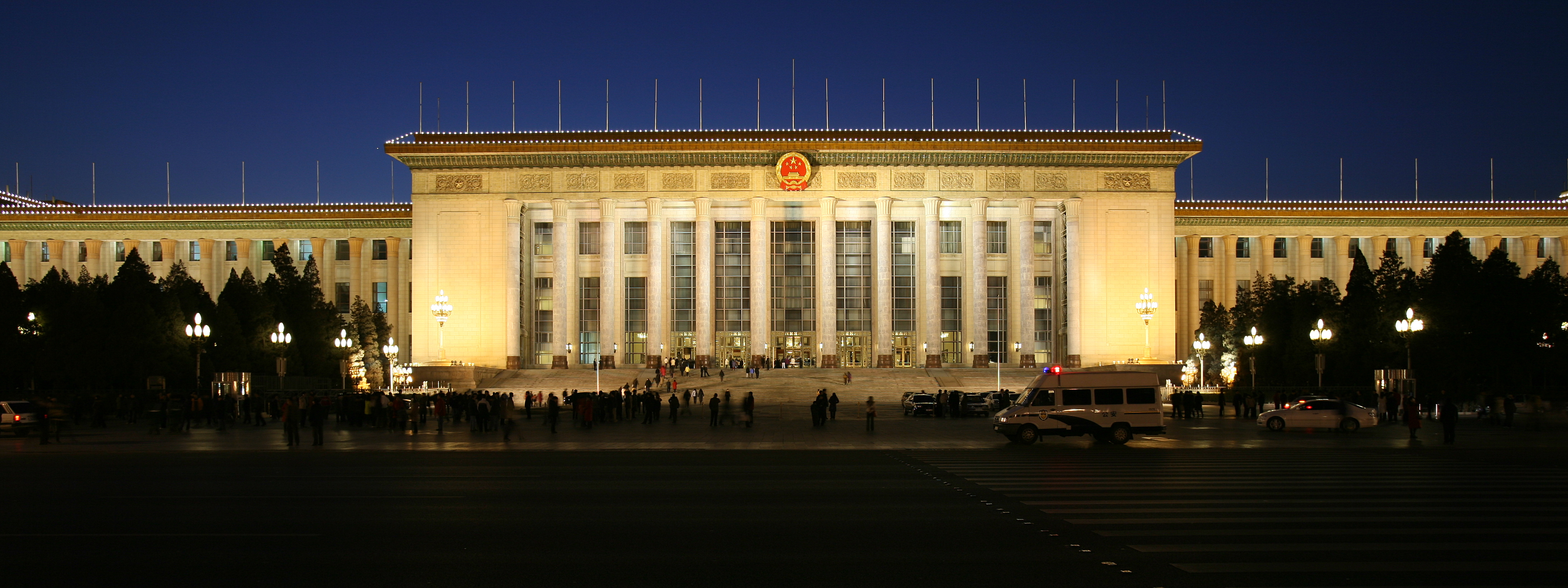
El Gran Salón del Pueblo en Pekín, donde se reúne la Asamblea Popular Nacional que ejerce el poder legislativo y es la máxima autoridad del Estado. Está formada por alrededor de 3000 diputados elegidos por un periodo de cinco años.

El sistema electoral es jerárquico, los miembros de las Asambleas Populares locales son elegidos por sufragio directo, mientras que en los niveles más altos de los congresos locales y en la Asamblea Popular Nacional se celebran elecciones indirectas en las que participan los miembros de la Asamblea Popular del nivel inferior inmediato.
El sistema político está descentralizado, y los líderes provinciales y subprovinciales gozan de un grado importante de autonomía.
Existen otros partidos políticos, conocidos como «partidos democráticos», los cuales participan en la Asamblea Popular Nacional y en la Conferencia Consultiva Política del Pueblo Chino (CCPPC).
Ha habido pasos hacia la liberalización política, en donde se realicen elecciones abiertas en todas las villas y ciudades.
Sin embargo, el partido mantiene el control efectivo sobre los asuntos del gobierno: en ausencia de una oposición significativa, el PCC gana por defecto la mayor parte de las votaciones. Entre los principales problemas se incluyen la creciente brecha entre los ricos y pobres y la corrupción.
Según una serie de encuestas de 2011 entre el 80 y 95 % de los ciudadanos chinos expresaron estar relativa o muy satisfechos con el gobierno central.

### Relaciones exteriores

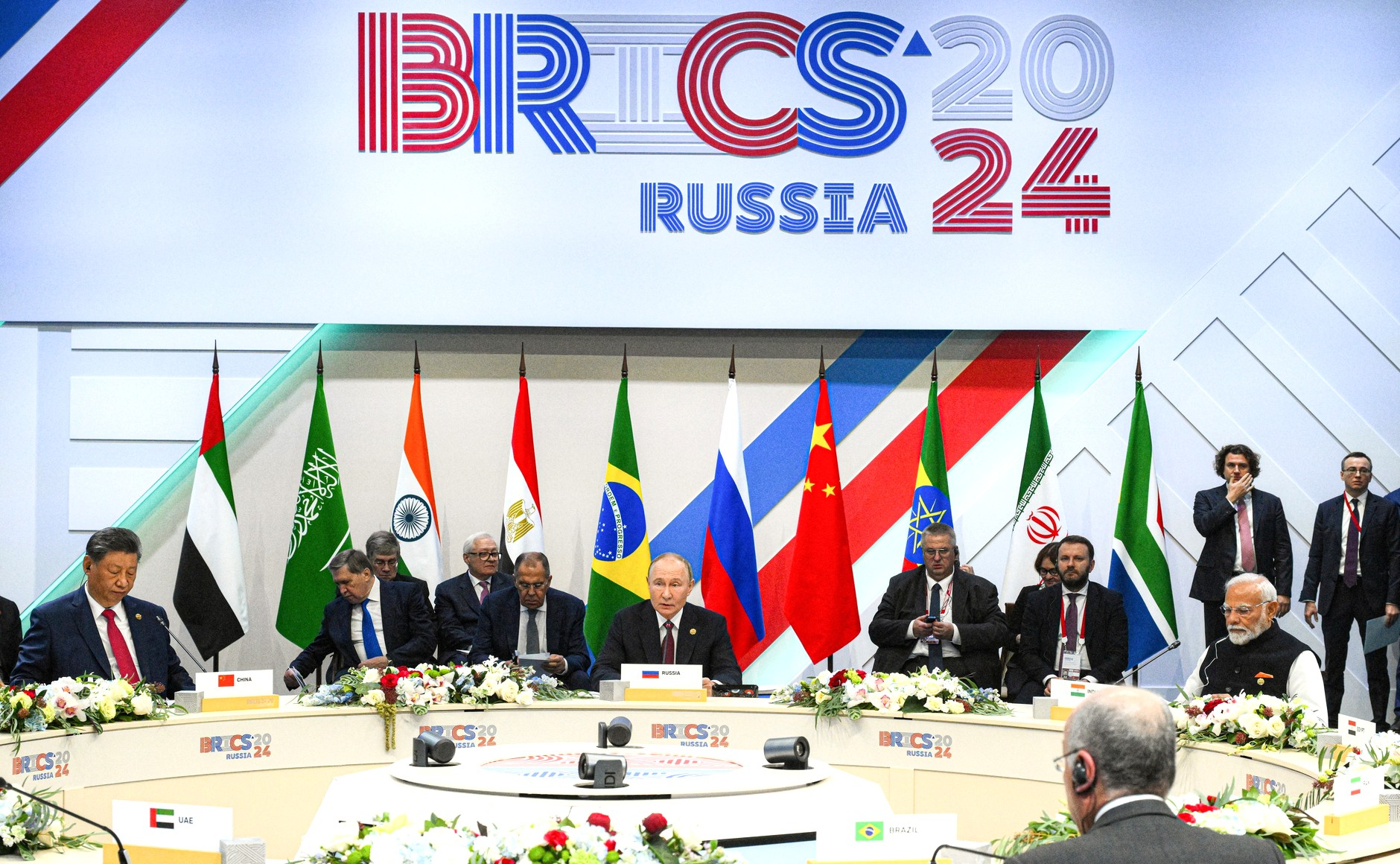
China forma parte del BRICS. De izquierda a derecha: El expresidente Xi Jinping (China), Vladímir Putin (Rusia) y Narendra Modi (India), 2024.

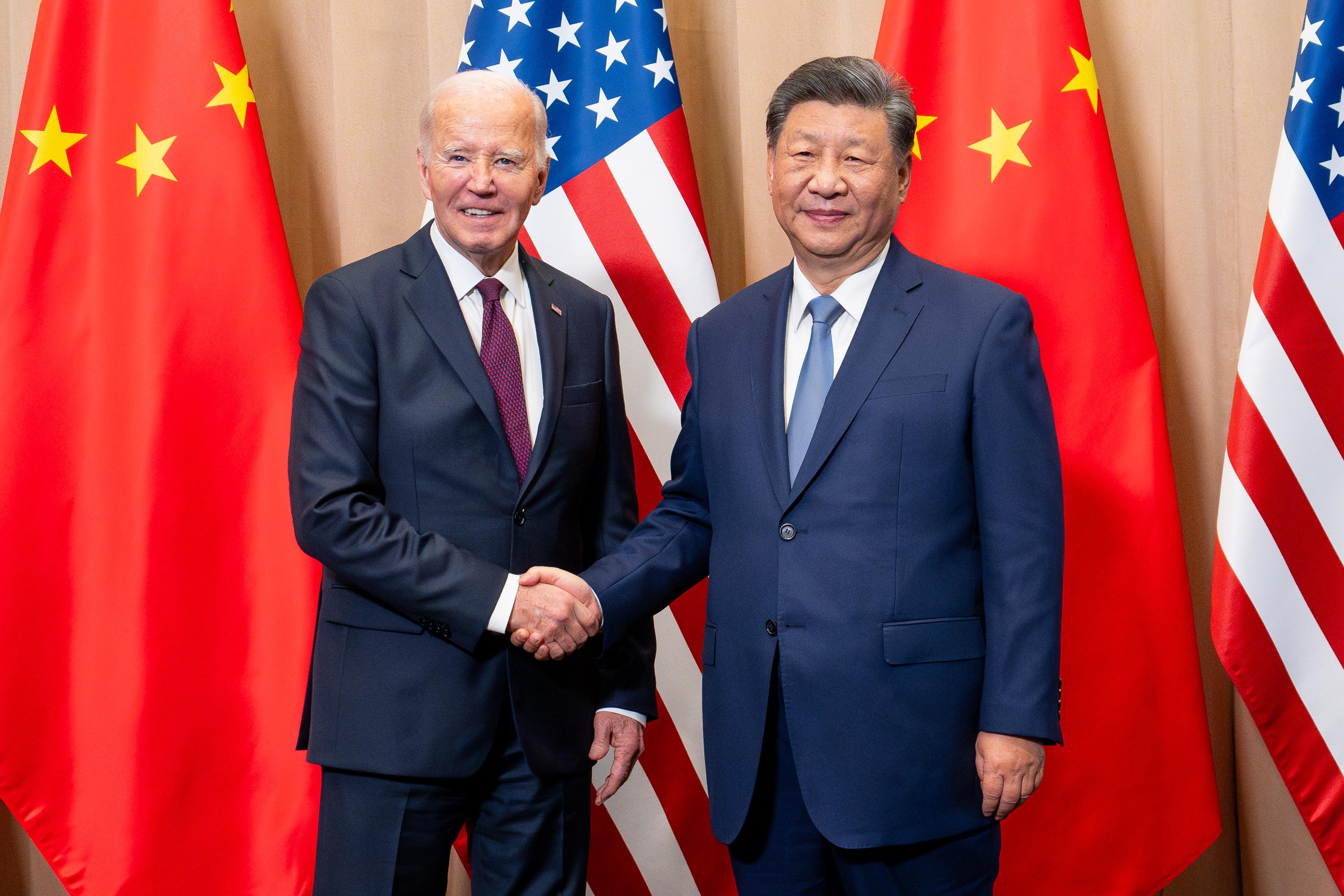
Xi Jinping y Joe Biden, 2024.

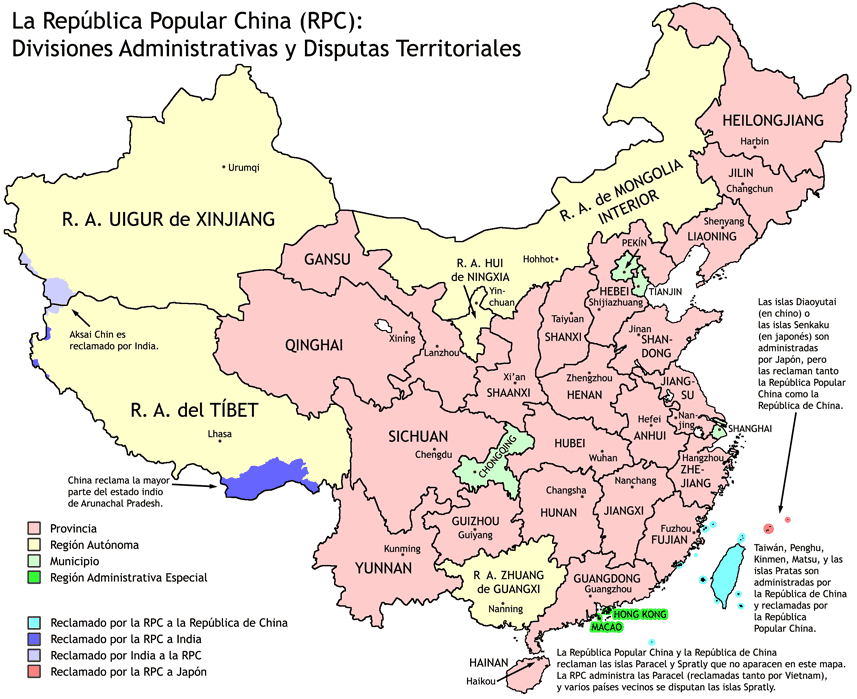
Mapa de las disputas territoriales entre China y otros países.

China mantiene relaciones diplomáticas con 171 países y cuenta con embajadas en 162.
Suecia fue la primera nación con quien estableció relaciones el 9 de mayo de 1950. La República de China y otros países disputan su legitimidad, que lo convierte en el Estado con reconocimiento limitado más grande y poblado del mundo. En 1971, reemplazó la representación internacional de la República de China como el único representante de China frente a las Naciones Unidas y como uno de los cinco miembros permanentes del Consejo de Seguridad. Además, fue un antiguo miembro y líder del Movimiento de Países no Alineados y aún sigue defendiendo a los países en vías de desarrollo.
Según la interpretación de la política de «Una sola China», Pekín ha hecho que sea una condición previa para el establecimiento de relaciones diplomáticas con un país, que este reconozca su pretensión a Taiwán y rompa los vínculos oficiales con el gobierno de la República de China. Los representantes de la República Popular China han protestado en numerosas ocasiones cuando otros gobiernos celebran acuerdos diplomáticos con Taiwán, especialmente en el tema de las ventas de armamento. Las reuniones políticas entre funcionarios extranjeros y el 14.º dalái lama también encuentran la oposición de la República Popular China, que considera que el Tíbet es parte integral de ella.
Gran parte de su política exterior se fundamenta en los Cinco Principios de Coexistencia Pacífica de Zhou Enlai: no injerencia en los asuntos de otros Estados, no agresión, convivencia pacífica, igualdad y beneficios mutuos. También se rige por el concepto de «armonía sin uniformidad», que anima a las relaciones diplomáticas entre las naciones a pesar de las diferencias ideológicas. Esta política le ha llevado a apoyar a los estados que se consideren peligrosos o de represión por Occidente, tales como Zimbabue, Corea del Norte e Irán.
Las relaciones exteriores con muchos países occidentales sufrieron durante un tiempo tras la represión militar en las protestas de Tian'anmen de 1989, aunque en los últimos años China ha mejorado sus vínculos diplomáticos con Occidente. China mantiene una relación económica y militar estrecha con Rusia, y a menudo ambos votan de la misma forma en el Consejo de Seguridad de la ONU.
Además de su reclamación sobre la isla de Taiwán, China se encuentra envuelta en varias disputas territoriales internacionales. Desde los años 1990, el gobierno comenzó las negociaciones para resolver los conflictos sobre sus fronteras terrestres, como la disputa de Cachemira con India y su frontera sin definir con Bután. Además existen otras reclamaciones territoriales multilaterales acerca de su soberanía sobre varias islas pequeñas en el mar de China Meridional y del Este, como las Islas Senkaku y el arrecife Scarborough. La prospección de recursos en zonas reclamadas por otros países ha llevado a crisis como la ocurrida con Vietnam en 2014.

### Fuerzas armadas
Las Fuerzas Armadas de la República Popular China están compuestas por el Ejército Popular de Liberación (en chino simplificado, 中国人民解放军; pinyin, Zhōngguó Rénmín Jiěfàngjūn), que incluye las Fuerzas Terrestres (PLAGF), la Armada (PLAN), la Fuerza Aérea (PLAAF) y una fuerza nuclear estratégica, el Segundo Cuerpo de Artillería.Con 2.3 millones de elementos activos, el Ejército Popular de Liberación (EPL) es la fuerza militar más grande del mundo, comandada por la Comisión Militar Central (CMC).De acuerdo al gobierno chino, el gasto en la milicia en 2024 suma 222 000 millones de dólares, el segundo presupuesto militar más grande del mundo.Sin embargo, otras naciones como Estados Unidos alegan que China no informa su verdadero presupuesto militar, que supuestamente es más alto que el presupuesto oficial.

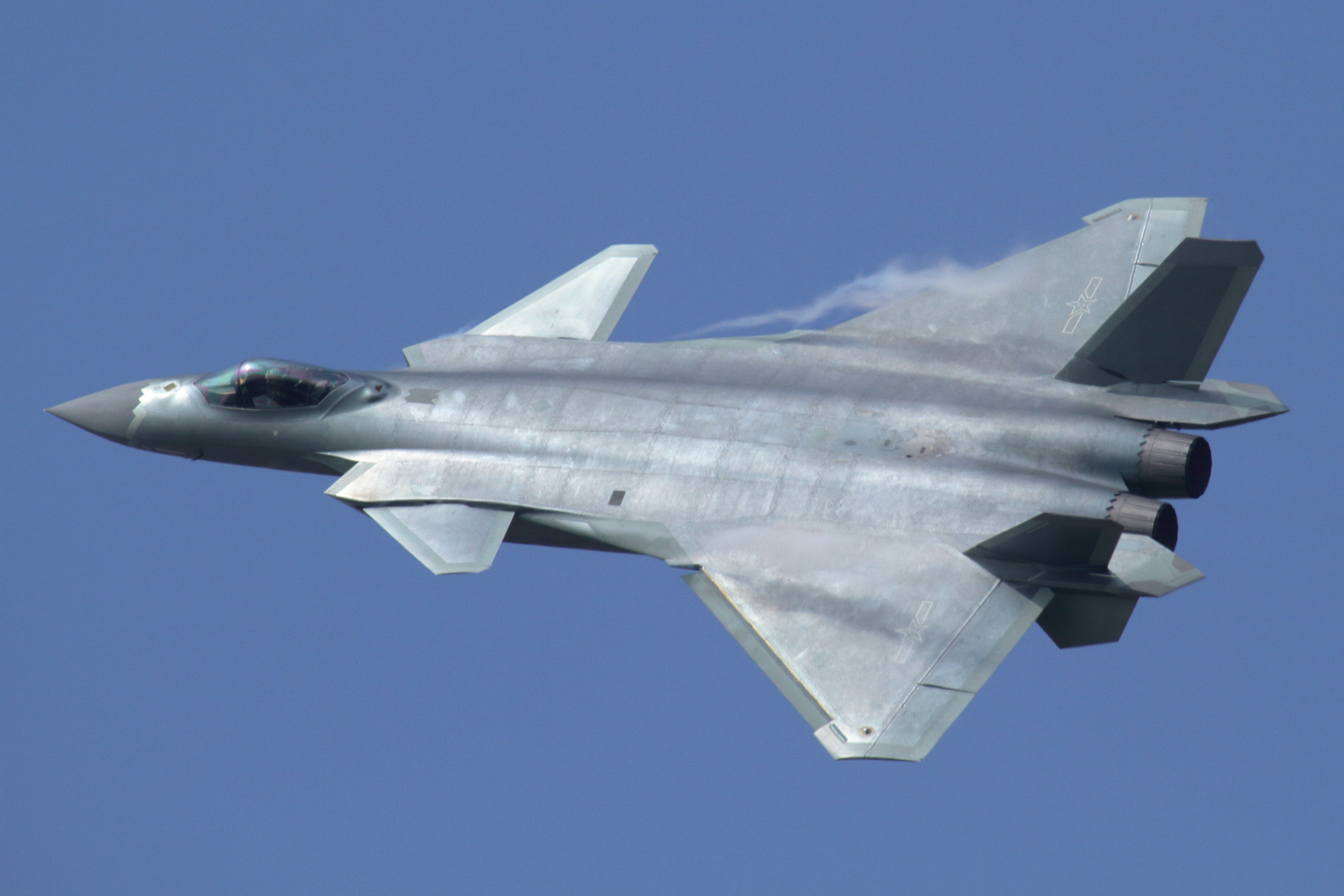
Caza furtivo de quinta generación Chengdu J-20

El Ejército Popular de Liberación fue fundado el 1 de agosto de 1927 —lo que se puede ver reflejado en los caracteres chinos 八一 en su insignia, que significan ‘ocho uno’, es decir, 1 de agosto— como la fuerza de combate del Partido Comunista en la guerra civil china, bajo el nombre de Ejército Rojo (en chino simplificado, 红军; pinyin, hóngjūn).Durante la Segunda Guerra Mundial se integró en el Ejército Nacional Revolucionario para combatir la ocupación japonesa y, una vez ganada la guerra, tomó su denominación actual y prosiguió de nuevo de forma independiente el enfrentamiento con los nacionalistas que fueron finalmente derrotados en 1949.Desde entonces ha intervenido en varios conflictos tanto en territorio chino como fuera de este, como es el caso del Conflicto Sino-Vietnamita o las Protestas de la Plaza de Tian'anmen de 1989. Hu Jintao estableció que los objetivos del Ejército Popular de Liberación eran la consolidación del estatus de mando del Partido Comunista; ayudar a asegurar la soberanía, integridad territorial y seguridad doméstica en orden a continuar el desarrollo, salvaguardar los intereses expansionistas de China y ayudar a mantener la paz mundial.

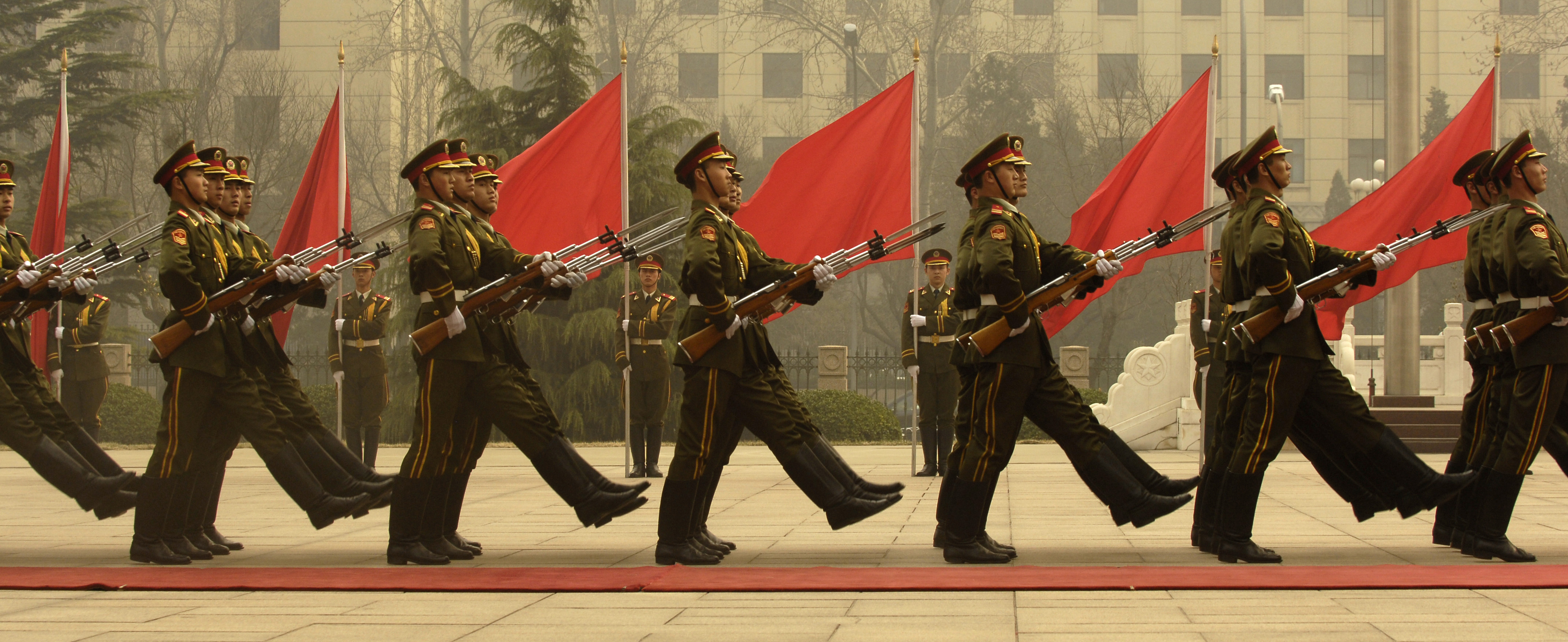
Militares de la guardia de honor china

Como un país que tiene armas nucleares reconocidas, China es considerada una potencia militar regional y una superpotencia militar emergente.
De acuerdo al informe de 2013 del Departamento de Defensa de Estados Unidos, el ejército posee entre cincuenta y setenta y cinco misiles de largo alcance nucleares, junto a otros de corto alcance.
Sin embargo, comparado a los otros cuatro miembros permanentes del Consejo de Seguridad de la ONU, China tiene una capacidad para realizar una guerra expedicionaria relativamente limitada.
Para remediar esto, ha desarrollado numerosos proyectos —su primer portaaviones entró en servicio en 2012—, y mantiene una flota sustancial de submarinos, incluidos varios con poder nuclear y misiles balísticos.
Además, China estableció una red de relaciones militares con el extranjero a lo largo de las principales rutas marítimas.
Desde principios del siglo XXI, ha hecho importantes progresos para modernizar su fuerza aérea, como la compra del jet ruso Sukhoi Su-30 y la fabricación de sus propias aeronaves, como el Chengdu J-10, y el Shenyang J-11, J-15 y J-16.Además se encuentra desarrollando sus propios aviones furtivos y numerosos vehículos no tripulados.
El ejército también desarrolló y adquirió múltiples sistemas avanzados de misiles, incluidos un misil antisatélites, misiles de crucero y submarinos nucleares con ICBM.

### Problemas sociopolíticos y derechos humanos

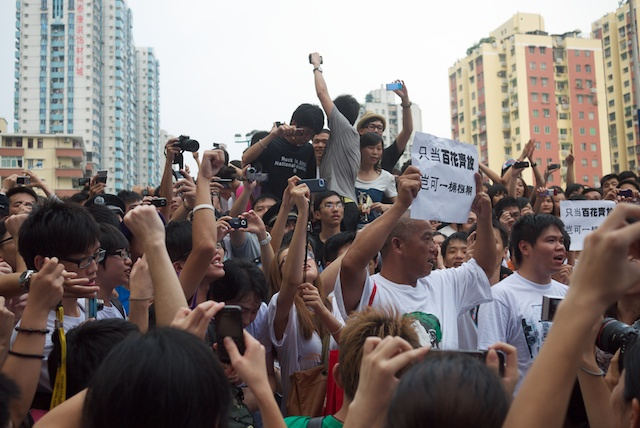
Protestas en favor de los cantoneses en Cantón, 2010

El Movimiento Democrático de China, los activistas sociales y algunos miembros del PCC han reconocido la necesidad de reformas políticas y sociales. Mientras que el control económico se ha relajado significativamente desde los años 1970, las libertades políticas continúan muy restringidas. La constitución establece que los derechos fundamentales de los ciudadanos incluyen libertad de expresión, libertad de imprenta, el derecho a un juicio justo, libertad de culto, sufragio universal y derecho de propiedad. Sin embargo, en la práctica estos decretos no brindan protección significativa contra la persecución criminal por parte del Estado.
La censura de los discursos políticos y de la información, más notablemente en Internet, es utilizada de manera abierta y rutinaria para callar las críticas al gobierno y el mandato del Partido Comunista.
En 2013, Reporteros Sin Fronteras colocó a China en el puesto 173 de 179 países en su Índice Anual de Libertad de Prensa Mundial.

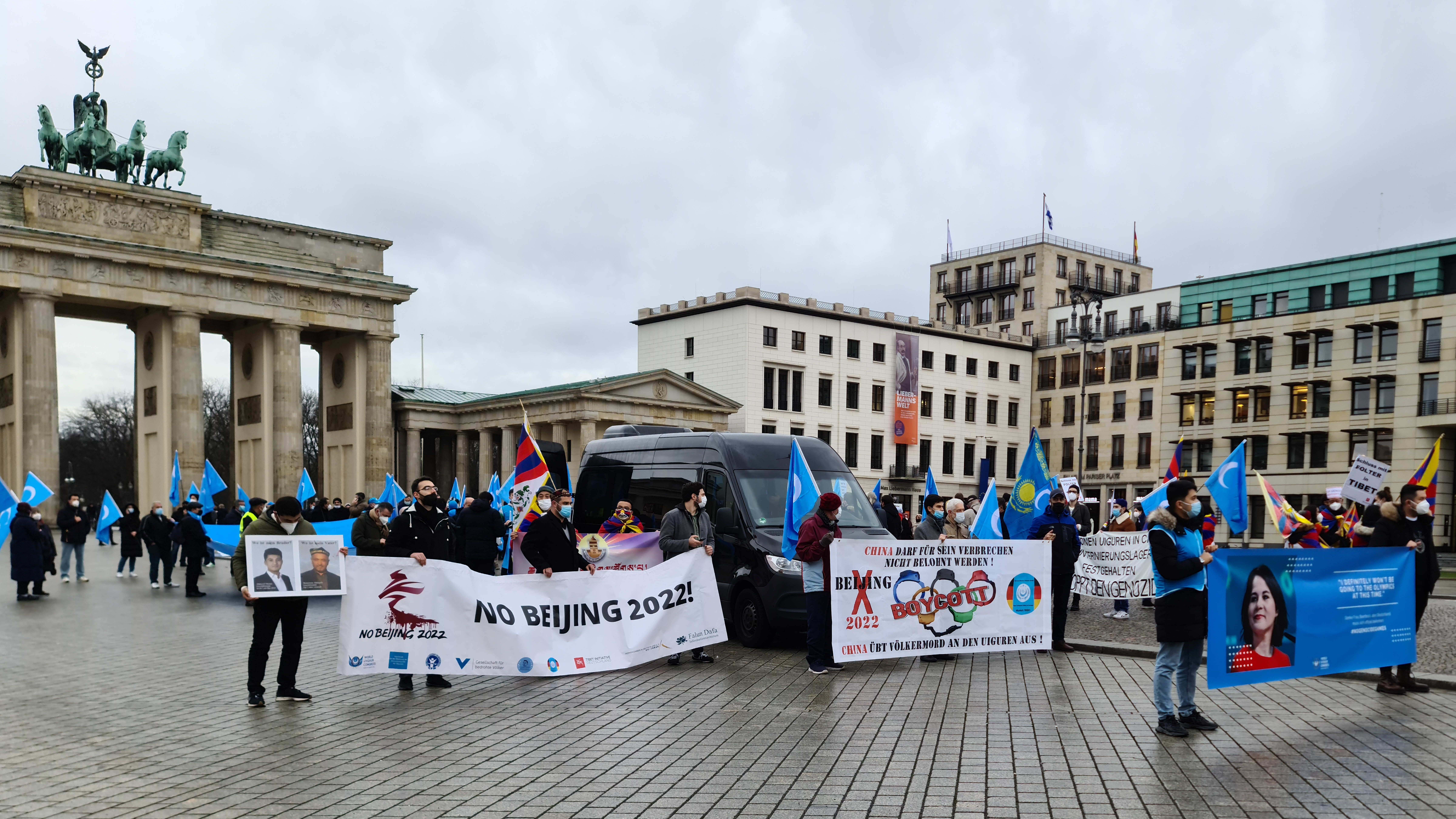
Manifestación de tibetanos y uigures frente a la Puerta de Brandeburgo en Berlín contra los Juegos Olímpicos de Pekín 2022.

Los habitantes del campo que migran a las ciudades frecuentemente son tratados como ciudadanos de segunda por el sistema de registro hukou, el cual controla el acceso a los beneficios del estado.A menudo los derechos de propiedad son escasamente protegidos, y los impuestos desproporcionados afectan a los ciudadanos más pobres. Sin embargo, desde principios de los años 2000 se abolieron o redujeron varios impuestos agropecuarios, y se han incrementado el número de servicios sociales para los residentes de zonas rurales.

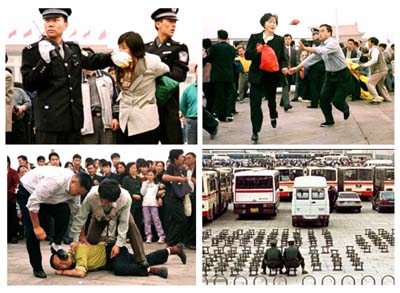
Arresto de practicantes de Falun Gong en China

Algunos gobiernos extranjeros, ONG, organizaciones internacionales y agencias de noticias critican constantemente la desprotección de los derechos humanos en China, al alegar múltiples violaciones a los derechos civiles como el encarcelamiento sin un juicio, confesiones forzadas, tortura, extirpación forzada de órganos, restricciones a los derechos fundamentales, y el uso excesivo de la pena capital.
El gobierno suprime las manifestaciones de organizaciones que considera una «amenaza potencial para la estabilidad social», como fue el caso de las protestas de la Plaza de Tian'anmen de 1989. Regularmente, el Estado chino es acusado de reprimir a gran escala y violar los derechos humanos de ciudadanos uigures, tibetanos, practicantes de Falun Gong o de los cristianos en clandestinidad, incluyendo campañas de políticas violentas, traslados forzosos y restricciones a la libertad religiosa.

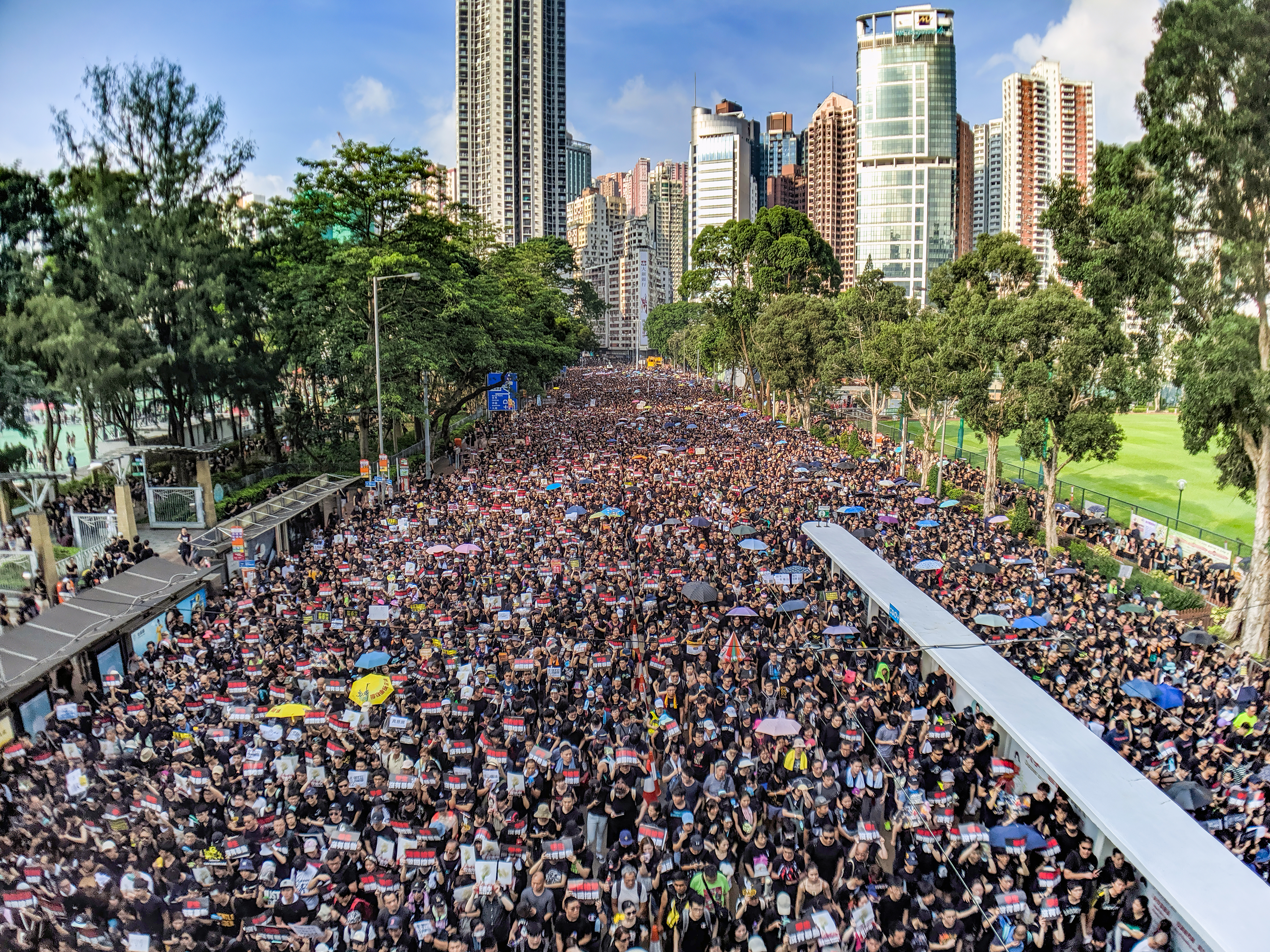
Protestas en Hong Kong de 2019-2020

El gobierno ha respondido a las críticas internacionales argumentando que la noción de los derechos humanos debe tomar en cuenta el actual nivel de desarrollo económico del país y el «derecho del pueblo a la subsistencia y desarrollo».
También enfatiza el aumento en la calidad de vida de la población, la tasa de alfabetización y la esperanza de vida desde los años 1970, así como las mejoras en la seguridad laboral y los esfuerzos por combatir los desastres naturales como las inundaciones anuales del Yangtsé.
Además, algunos políticos chinos hablaron en apoyo a la democratización, aunque otros permanecen más conservadores al respecto.
Se han hecho múltiples intentos por lograr reformas importantes; por ejemplo, en noviembre de 2013 el gobierno anunció sus planes de abolir el muy criticado programa de reeducación por el trabajo.
Aunque durante el siglo XXI el gobierno chino se volvió más tolerante con las ONG que ofrecen soluciones prácticas y eficientes a varios problemas sociales, las actividades de estas instituciones continúan siendo fuertemente reguladas por el Estado.
En materia de derechos humanos, respecto a la pertenencia a los siete organismos de la Carta Internacional de Derechos Humanos, que incluyen al Comité de Derechos Humanos (HRC), República Popular China ha firmado o ratificado:
| República Popular China | Tratados internacionales | Tratados internacionales  | Tratados internacionales    | Tratados internacionales  | Tratados internacionales  | Tratados internacionales | Tratados internacionales | Tratados internacionales | Tratados internacionales | Tratados internacionales | Tratados internacionales | Tratados internacionales | Tratados internacionales | Tratados internacionales | Tratados internacionales | Tratados internacionales  | Tratados internacionales | Tratados internacionales |
| --- | ------------------------ | ------------------------- | --------------------------- | ------------------------- | ------------------------- | ------------------------ | ------------------------ | ------------------------ | --- | ------------------------ | ------------------------ | ------------------------ | ------------------------ | ------------------------ | ------------------------ | ------------------------- | ------------------------ | ------------------------ |
| República Popular China | CESCR                    | CESCR                     | CCPR                        | CCPR                      | CCPR                      | CERD                     | CED                      | CEDAW                    | CEDAW | CAT                      | CAT                      | CRC                      | CRC                      | CRC                      | CRC                      | MWC                       | CRPD                     | CRPD                     |
| República Popular China | CESCR                    | CESCR-OP                  | CCPR                        | CCPR-OP1                  | CCPR-OP2-DP               | CERD                     | CED                      | CEDAW                    | CEDAW-OP | CAT                      | CAT-OP                   | CRC                      | CRC-OP-AC                | CRC-OP-SC                | CRC-OP-CP                | MWC                       | CRPD                     | CRPD-OP                  |
| Pertenencia | Firmado y ratificado.    | Ni firmado ni ratificado. | Firmado pero no ratificado. | Ni firmado ni ratificado. | Ni firmado ni ratificado. | Firmado y ratificado.    | Sin información.         | Firmado y ratificado.    | República Popular China ha reconocido la competencia de recibir y procesar comunicaciones individuales por parte de los órganos competentes. | Firmado y ratificado.    | Sin información.         | Firmado y ratificado.    | Firmado y ratificado.    | Firmado y ratificado.    | Sin información.         | Ni firmado ni ratificado. | Firmado y ratificado.    | Firmado y ratificado.    |
| Firmado y ratificado, firmado, pero no ratificado, ni firmado ni ratificado, sin información, ha accedido a firmar y ratificar el órgano en cuestión, pero también reconoce la competencia de recibir y procesar comunicaciones individuales por parte de los órganos competentes. |                          |                           |                             |                           |                           |                          |                          |                          | |                          |                          |                          |                          |                          |                          |                           |                          |                          |

## Organización territorial
La República Popular China se articula oficialmente en tres niveles:
1. Provincias: el país se divide en provincias, regiones autónomas, municipios bajo jurisdicción central y regiones administrativas especiales.
2. Distritos: las provincias y regiones autónomas se dividen en prefecturas autónomas, distritos, distritos autónomos y ciudades.
3. Cantones: los distritos y distritos autónomos se reparten en cantones, cantones de minorías étnicas y poblados.

La República Popular China mantiene el control administrativo sobre veintidós provincias y considera a Taiwán como su 23.ª provincia, pese a que la isla de Taiwán está gobernada independientemente por la República de China.
China también cuenta con cinco subdivisiones llamadas oficialmente regiones autónomas (Sinkiang, Mongolia Interior, Tíbet, Ningxia y Guangxi) en las que existe una minoría étnica y que tienen una autonomía mayor; cuatro municipios bajo jurisdicción central (Pekín, Tianjin, Shanghái y Chongqing) y dos regiones administrativas especiales (Hong Kong y Macao), que gozan de cierto grado de autonomía política. Estas veintidós provincias, cinco regiones autónomas y cuatro municipios se conocen en conjunto como «China continental», un término que usualmente excluye a Hong Kong y Macao. Por su parte, el gobierno de la República de China no reconoce ninguna de estas divisiones administrativas, pues reclama toda la extensión de la República Popular China como parte de su territorio.

## Geografía
El territorio de la República Popular China se extiende en gran parte de Asia Oriental. Es el tercer país más grande del mundo por área territorial, después de Rusia y Canadá, es el cuarto por área total, luego de Rusia, Canadá y, dependiendo de la definición de área total, Estados Unidos.
Usualmente se estima el área total de China en alrededor de 9 600 000 km².
Las cifras específicas varían de 9 572 900 km² de acuerdo a la Encyclopædia Britannica, a 9 596 961 km² según el Anuario Demográfico de la ONU, y 9 596 960 km² de acuerdo a The World Factbook.
Con una longitud total de 22 457 km, China posee la frontera terrestre más larga del mundo. Se extiende desde la desembocadura del río Yalu en la frontera con Corea del Norte, hasta el golfo de Tonkín en el límite con Vietnam. China comparte fronteras con catorce naciones, más que ningún otro país, e iguala el número de vecinos de Rusia.
Limita con Vietnam, Laos y Birmania en el Sudeste Asiático; con India, Bután, Nepal y Pakistán en Asia del Sur; con Afganistán, Tayikistán, Kirguistán y Kazajistán en Asia Central; y con Rusia, Mongolia y Corea del Norte en Asia Oriental. Además, comparte fronteras marítimas con Corea del Sur, Japón, Vietnam, Filipinas y Taiwán.
El territorio de China se extiende entre las latitudes 18° y 54° N y las longitudes 73° y 135° E. El relieve varía significativamente a lo largo de su extensión. En el este, a lo largo de las costas del mar Amarillo y el mar de China Oriental, se encuentran las extensas llanuras aluviales densamente pobladas, mientras que más al norte, en los bordes de la meseta de Mongolia Interior, predominan los amplios pastizales. Las colinas y las cordilleras bajas cubren el sur de China, mientras que los deltas de los dos principales ríos chinos —el río Amarillo y el Yangtsé— se ubican en la región centro-este. Otros ríos importantes incluyen el Xi, Mekong, Brahmaputra y Amur. Al oeste se asientan las cordilleras grandes, más notablemente los Himalayas. Las mesetas altas abarcan los lugares más áridos del norte, como los desiertos de Taklamakan y de Gobi. El punto más alto del mundo, el monte Everest (8848 m s. n. m.), se encuentra en la frontera chino-nepalesa.
El punto más bajo del país, y el tercero más bajo del mundo, es el lecho lacustre seco del lago Ayding (-154 m) en la depresión de Turfán.

### Clima

China Köppen

El clima de China está dominado en gran parte por la estación seca y los monzones, que provocan una pronunciada diferencia de temperaturas entre el invierno y el verano. En invierno, los vientos del norte que provienen de latitudes más altas son secos y fríos; en verano, los vientos del sur que provienen de las zonas costeras son cálidos y húmedos.
El clima varía de región a región debido a la compleja orografía del país, aunque se pueden diferenciar en tres grandes zonas. La zona monzónica del este, en el que hay un clima húmedo; la zona seca del noroeste, donde el clima es seco; y al sur, en la meseta del Tíbet, el clima es frío.
El clima de las montañas se caracteriza por una gran cantidad de lluvias, particularmente entre los 600 y los 2000 m s. n. m., donde las precipitaciones suelen estar por encima de los 1000 mm, aunque a partir de los 1000 m s. n. m. son en forma de nieve.
El oriente, la costa y el sur tiene un clima subtropical húmedo. Es un clima cálido dominado por los monzones y ocasionalmente llegan vientos polares de la zona de Siberia. Las temperaturas oscilan entre los 15 y 30 °C y las precipitaciones varían mucho: más de 1000 mm en el sur y menos de 500 mm en el norte. El clima continental húmedo aparece en el noreste del país y en las zonas de transición entre el clima seco y el subtropical húmedo; las precipitaciones son menos abundantes —entre 500 mm y 800 mm anuales—, y las temperaturas son calurosas en verano y muy frías en invierno, por la influencia del anticiclón siberiano. En ocasiones llegan masas de aire del clima subtropical húmedo que traen lluvias y temperaturas cálidas consigo.
Uno de los principales problemas ambientales en China es la continua expansión de sus desiertos, particularmente el desierto de Gobi.
Aunque las barreras de árboles sembradas desde los años 1970 redujeron la frecuencia de las tormentas de arena, las sequías prolongadas, el agotamiento de los acuíferos con el descenso del nivel freático continúan y provocan tormentas de polvo que invaden el norte de China cada primavera, y que en ocasiones se esparcen a otras partes del Lejano Oriente, incluyendo Corea y Japón. De acuerdo al supervisor de medio ambiente Sepa, China pierde un millón de acres (4000 km²) por año ante la desertificación.
La calidad del agua, la erosión y el descontrol de la contaminación se han convertido en problemas importantes que afectan las relaciones de China con otros países. El derretimiento de los glaciares en los Himalayas podría llevar a una sequía que afectaría a cientos de millones de personas.

### Flora y fauna
China es uno de los diecisiete países megadiversos, y yace en dos de las ecorregiones más grandes del mundo: el paleártico y la Indomalaya. Cuenta con más de 34 687 especies de anfibios, aves, mamíferos, reptiles y plantas vasculares, el tercer país más biodiverso de la Tierra, solo después de Brasil y Colombia.
De hecho, alberga a al menos 551 especies de mamíferos (el 3.º del mundo),
1221 especies de pájaros (8.º),
424 especies de reptiles (7.º)
y 333 especies de anfibios (7.º).
De las especies endémicas de mamíferos del país, se destacan: el oso panda, el mono de pelo dorado, el tigre del sur de China, el faisán morón, la grulla de cresta roja, el ibis nipón, el delfín blanco de río (extinto) y el caimán chino.

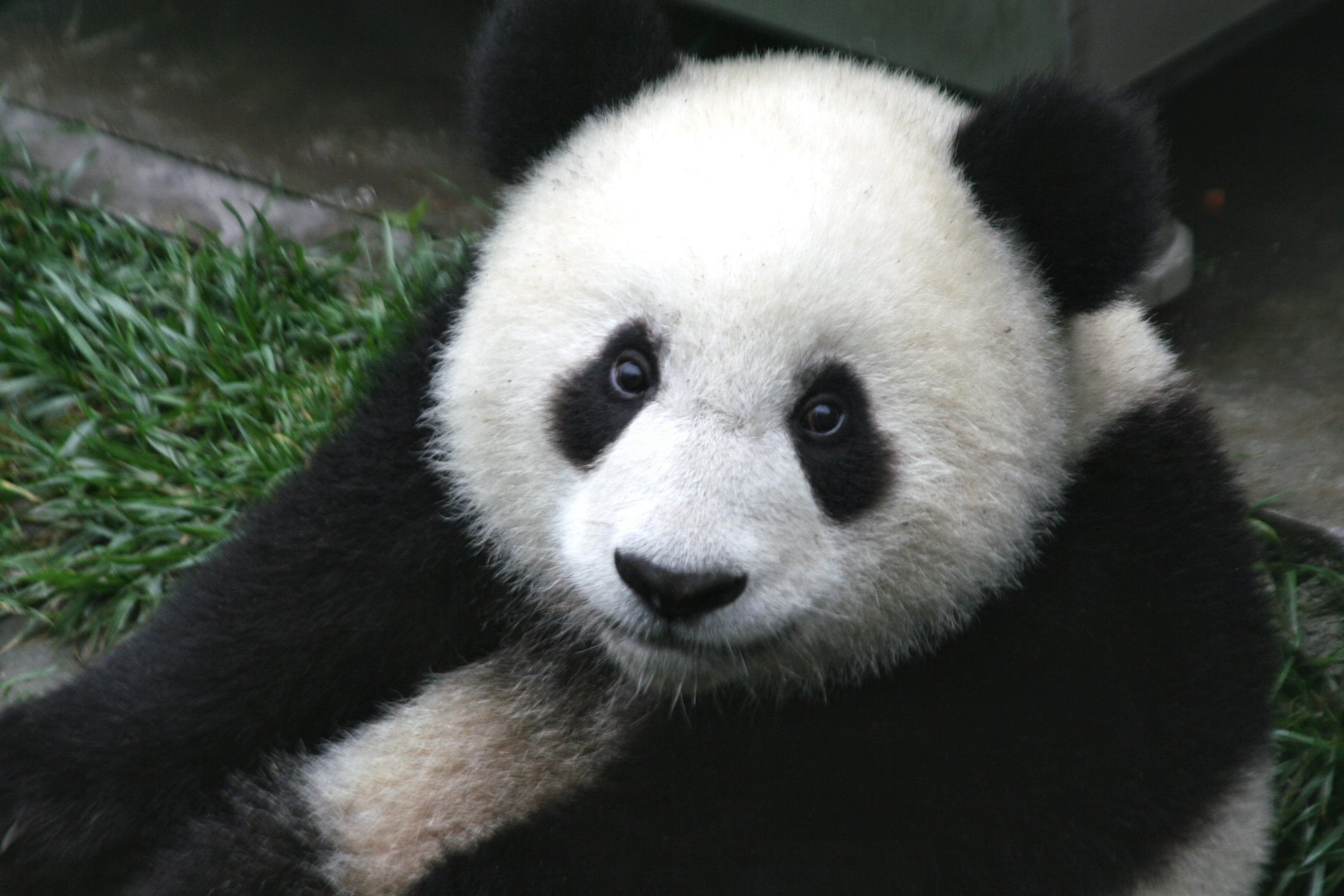
Un panda gigante en la Reserva natural nacional Wolong, Sichuan

Dentro de su territorio hay más de 32 000 especies de plantas vasculares y alberga una gran variedad de bosques.Los bosques fríos de coníferas predominan en el norte y son el hábitat de animales como el alce, el oso negro asiático y más de ciento veinte especies de aves. En el sotobosque de coníferas húmedas se pueden encontrar los troncos de bambú.El tejo y el enebro residen a mayores altitudes, donde el rododrendón sustituye al bambú. Los bosques subtropicales, que predominan en el centro y sur, son el hábitat de más de 146 000 especies de flora. Las selvas tropicales y estacionales, aunque restringidas a Yunnan y Hainan, contienen a un cuarto de todas las especies animales y vegetales halladas en el país.En China crecen más de diez mil especies de hongos, de los cuales, casi seis mil son hongos superiores.Otras especies de plantas importantes incluyen: metasecouya, el ciprés chino, la cataya, el abeto chino, el alerce dorado, el pino taiwanés, el ciprés fujiano, la davidia, la guatapercha y la campotecia.
La vida silvestre china comparte su hábitat y es presionada por la población de Homo sapiens más grande del mundo. Al menos ochocientas cuarenta especies animales se encuentran amenazadas, vulnerables o en peligro de extinción, principalmente a causa de las actividades humanas como la destrucción de su hábitat, contaminación y obtención de alimentos, pieles e ingredientes para la medicina tradicional.Las especies amenazadas están protegidas por la ley, y en 2005 existían más de 2349 áreas protegidas que abarcaban un área total de 149.95 millones ha, el 15 % del territorio chino.El 11 de junio de 1992 el gobierno firmó el Convenio sobre la Diversidad Biológica de Río de Janeiro, y se convirtió en miembro de la convención el 5 de enero de 1993.Posteriormente produjo el Plan Nacional de Acción y Estrategia de Biodiversidad, que tras una revisión fue aceptado por la convención el 21 de septiembre de 2010.

### Medio ambiente

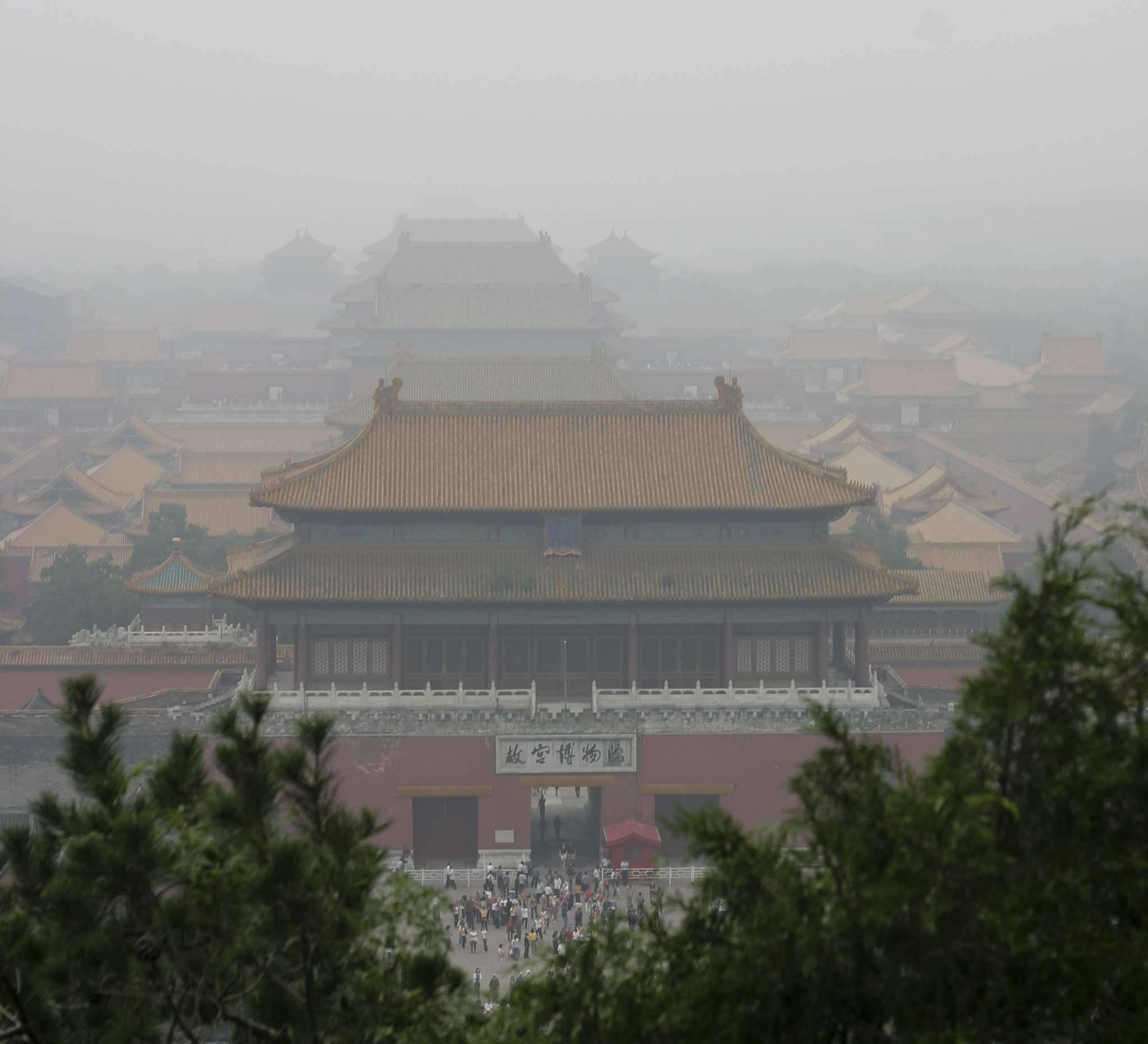
La contaminación del aire es uno de los problemas ambientales que afectan a las ciudades.

A principios de la década de 2000, China ha sufrido el deterioro y la contaminación del medio ambiente debido a su rápido ritmo de industrialización. Aunque la normativa, como la Ley de Protección del Medio Ambiente de 1979, es bastante estricta, su aplicación es escasa, ya que las comunidades locales y los funcionarios del gobierno suelen ignorarla en favor del rápido desarrollo económico. China es el segundo país con más muertes por contaminación atmosférica, después de India. Hay aproximadamente un millón de muertes anuales causadas por la exposición a la contaminación atmosférica. Aunque China es el país que más CO2 emite en el mundo, solo emite ocho toneladas de CO2 per cápita, cifra muy inferior a la de países desarrollados como Estados Unidos (16.1), Australia (16.8) y Corea del Sur (13.6).
En los últimos años, China ha tomado medidas drásticas contra la contaminación. En 2020, el secretario general del PCCh, Xi Jinping, anunció que China pretende alcanzar un pico de emisiones antes de 2030 y lograr la neutralidad de carbono en 2060, de acuerdo con el acuerdo climático de París. Según Climate Action Tracker, si se consigue, se reduciría el aumento previsto de la temperatura global entre 0.2 y 0.3 grados, «la mayor reducción jamás estimada por Climate Action Tracker». En septiembre de 2021, Xi Jinping anunció que China no construirá «proyectos de energía de carbón en el extranjero». La decisión puede ser «fundamental» para reducir las emisiones. La Iniciativa de la Franja y la Ruta no incluía la financiación de este tipo de proyectos ya en el primer semestre de 2021.
El país también tenía importantes problemas de contaminación del agua: el 8.2 % de los ríos de China habían sido contaminados por residuos industriales y agrícolas en 2019. China tenía una puntuación media del Índice de Integridad del Paisaje Forestal de 2018 de 7.14/10, lo que la situaba en el puesto 53 a nivel mundial de 172 países. En 2020, el gobierno chino aprobó una amplia ley para proteger la ecología del río Yangtsé. Las nuevas leyes incluyen el refuerzo de las normas de protección ecológica para los proyectos hidroeléctricos a lo largo del río, la prohibición de las plantas químicas a menos de un kilómetro del río, la reubicación de las industrias contaminantes, la restricción estricta de la extracción de arena, así como la prohibición total de la pesca en todas las vías fluviales naturales del río, incluidos todos sus principales afluentes y lagos.

## Economía

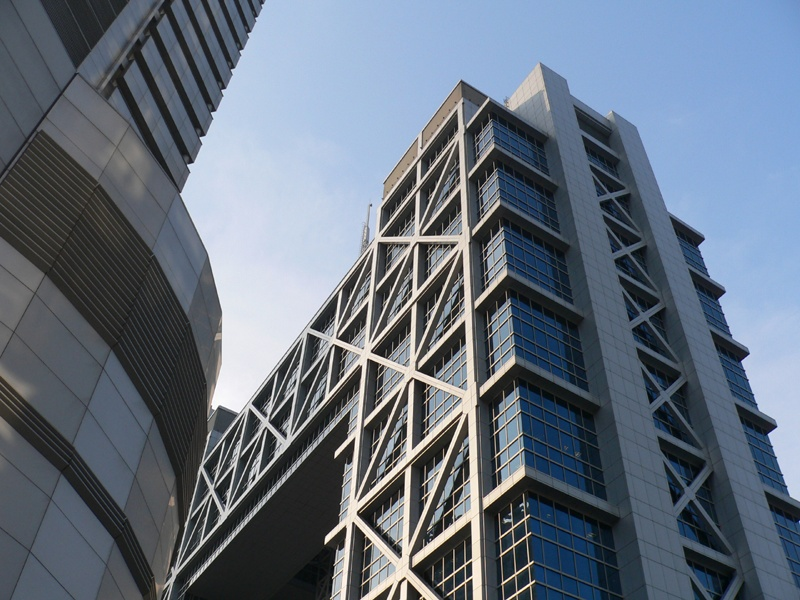
Edificio de la bolsa de valores de Shanghái. La Bolsa de Shanghai es el tercer mercado de valores del mundo por capitalización bursátil, con 7.62 billones de dólares en julio de 2021.

Desde 2010, China es la segunda economía del mundo en términos de PIB nominal, con un total aproximado de 15.66 billones de dólares (101.6 billones de yuanes) hasta 2020. En términos de paridad de poder adquisitivo (PPA del PIB), la economía de China ha sido la mayor del mundo desde 2014, según el Banco Mundial. China es también la principal economía del mundo que más rápido crece. Según el Banco Mundial, el PIB de China pasó de 150 000 millones de dólares en 1978 a 14.28 billones en 2019. El crecimiento económico de China ha estado constantemente por encima del 6 % desde la introducción de las reformas económicas en 1978. China es también el mayor exportador y el segundo importador de bienes del mundo. Entre 2010 y 2019, la contribución de China al crecimiento del PIB mundial ha sido del 25% al 39%.
China tuvo una de las mayores economías del mundo durante la mayor parte de los últimos dos mil años, durante los cuales ha visto ciclos de prosperidad y decadencia. Desde que se iniciaron las reformas económicas en 1978, China se ha convertido en una economía muy diversificada y en uno de los actores más importantes del comercio internacional. Entre los principales sectores de competitividad se encuentran la industria manufacturera, el comercio minorista, la minería, la siderurgia, el sector textil, la automoción, la generación de energía, la energía verde, la banca, la electrónica, las telecomunicaciones, el sector inmobiliario, el comercio electrónico y el turismo. China cuenta con tres de las diez mayores bolsas de valores del mundo -Shanghái, Hong Kong y Shenzhen- que, en conjunto, tienen una capitalización de mercado de más de 15.9 billones de dólares, en octubre de 2020. China cuenta con cuatro (Shanghái, Hong Kong, Pekín y Shenzhen) de los diez centros financieros más competitivos del mundo, más que cualquier otro país del Índice de Centros Financieros Mundiales 2020. Para 2035, se prevé que las cuatro ciudades chinas (Shanghái, Pekín, Guangzhou y Shenzhen) estén entre las diez mayores ciudades del mundo por PIB nominal, según un informe de Oxford Economics.

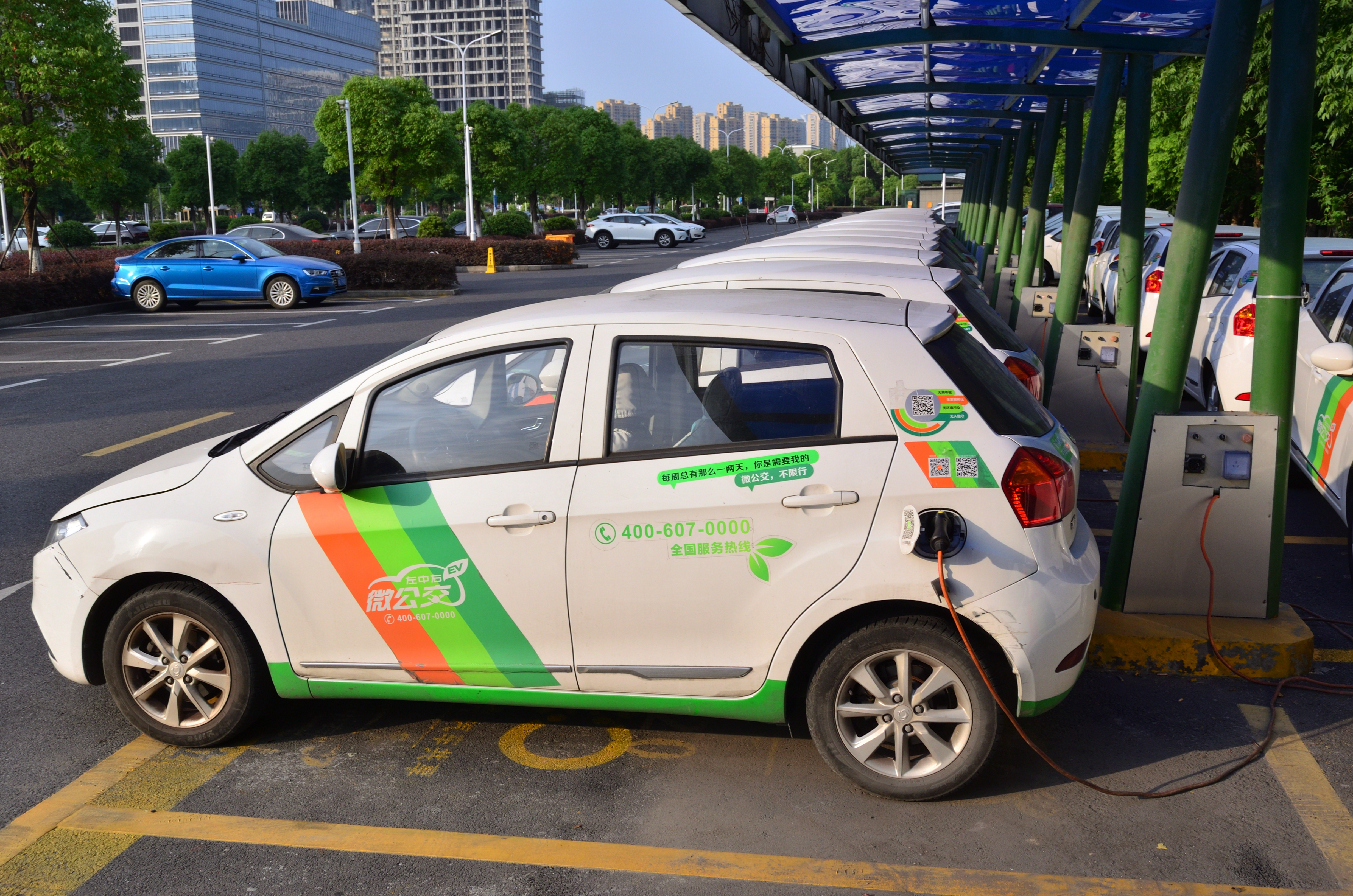
Estación de carga de vehículos eléctricos en Hangzhou

China es el manufacturero número 1 del mundo desde 2010, tras superar a Estados Unidos, que había sido el número 1 durante los cien años anteriores. China también es el número 2 en fabricación de alta tecnología desde 2012, según la Fundación Nacional de la Ciencia de EE. UU. China es el segundo mercado minorista del mundo, junto a Estados Unidos. China es líder mundial en comercio electrónico, con el 40% de la cuota de mercado mundial en 2016 y más del 50% de la cuota de mercado mundial en 2019. China es el líder mundial en vehículos eléctricos, fabricando y comprando la mitad de todos los coches eléctricos enchufables (BEV y PHEV) del mundo en 2018. China también es el principal productor de baterías para vehículos eléctricos, así como de varias materias primas clave para las baterías. China tenía 174 GW de capacidad solar instalada a finales de 2018, lo que supone más del 40% de la capacidad solar mundial.
Fuentes extranjeras y algunas chinas han afirmado que las estadísticas oficiales del gobierno chino exageran el crecimiento económico de China. Sin embargo, varios académicos e instituciones occidentales han afirmado que el crecimiento económico de China es mayor de lo que indican las cifras oficiales.
China tiene una gran economía informal, que surgió como resultado de la apertura económica del país. La economía informal es una fuente de empleo e ingresos para los trabajadores, pero no está reconocida y sufre de una menor productividad.

### Riqueza en China

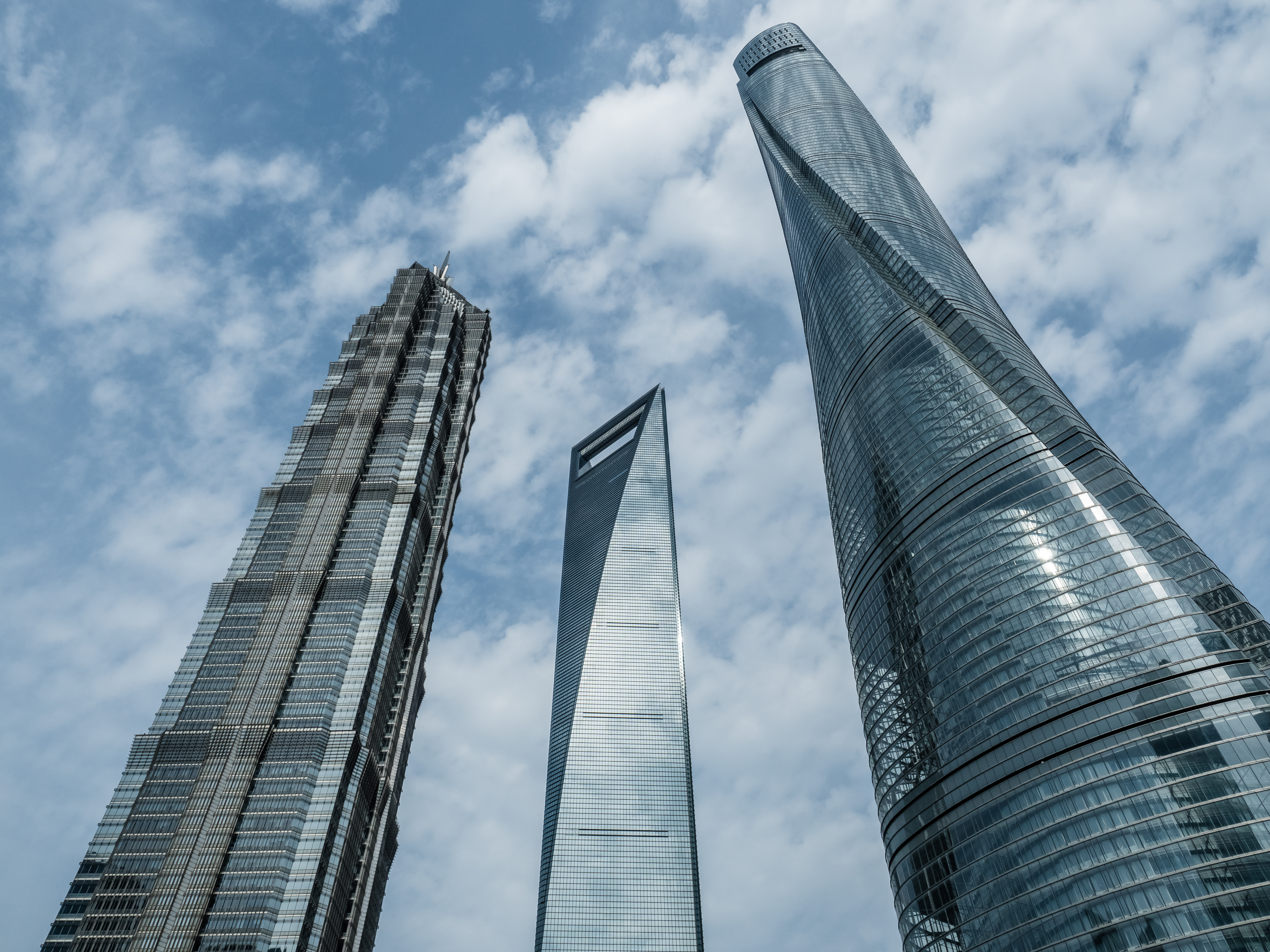
Centro Financiero Mundial de Shanghai, Torre Jin Mao y Torre de Shanghái, Lujiazui

En 2020, China era el segundo país del mundo, después de Estados Unidos, en número total de multimillonarios y número total de millonarios, con 698 multimillonarios chinos y 4.4 millones de millonarios. En 2019, China superó a EE. UU. como sede del mayor número de personas que tienen una riqueza personal neta de al menos 110 000 dólares, según el informe de riqueza global de Credit Suisse. Según la Hurun Global Rich List 2020, China alberga cinco de las diez ciudades más importantes del mundo (Pekín, Shanghái, Hong Kong, Shenzhen y Guangzhou en los puestos 1, 3, 4, 5 y 10, respectivamente) por el mayor número de multimillonarios, que es más que cualquier otro país. China tenía 85 mujeres multimillonarias en enero de 2021, dos tercios del total mundial, y acuñó 24 nuevas multimillonarias en 2020.
Sin embargo, se sitúa por detrás de más de sesenta países (de unos 180) en cuanto a producción económica per cápita, lo que la convierte en un país de renta media-alta. Además, su desarrollo es muy desigual. Sus grandes ciudades y zonas costeras son mucho más prósperas que las regiones rurales e interiores. China sacó a más personas de la pobreza extrema que ningún otro país en la historia: entre 1978 y 2018, China redujo la pobreza extrema en 800 millones. China redujo la tasa de pobreza extrema -según la norma internacional, se refiere a un ingreso de menos de 1.90 dólares al día- del 88% en 1981 al 1.85 % en 2013. Según el Banco Mundial, el número de chinos en situación de pobreza extrema se redujo de 756 millones a 25 millones entre 1990 y 2013. La porción de personas en China que viven por debajo de la línea de pobreza internacional de 1.90 dólares al día (PPA de 2011) cayó al 0.3 % en 2018 desde el 66.3 % en 1990. Utilizando el umbral de pobreza de renta media-baja de 3.20 dólares al día, la porción cayó al 2.9 % en 2018 desde el 90 % en 1990. Utilizando el umbral de pobreza de renta media-alta de 5.50 dólares al día, la porción se redujo al 17.0 % desde el 98.3 % en 1990.

### Historia económica y crecimiento
| Proporción del PIB mundial (PPP) | Proporción del PIB mundial (PPP) |
| Año                              | Proporción                       |
| -------------------------------- | -------------------------------- |
| 1980                             | 2.32 %                           |
| 1990                             | 4.11 %                           |
| 2000                             | 7.40 %                           |
| 2010                             | 13.89 %                          |
| 2018                             | 18.72 %                          |

Evolución del PIB per cápita en Asia Oriental desde 1820

Desde su fundación en 1949 y hasta finales de 1978, China era una economía planificada, similar a la Unión Soviética. Luego de la muerte de Mao en 1976 y el final subsecuente de la Revolución Cultural, Deng Xiaoping y los nuevos líderes chinos comenzaron a reformar el sistema económico hacia una economía mixta, orientada a una de mercado bajo el dominio de un solo partido. Desmantelaron las granjas colectivas y privatizaron las tierras, hicieron que el comercio con el exterior fuera su principal objetivo y establecieron las zonas económicas especiales. Reestructuraron las empresas paraestatales y cerraron aquellas que ya no eran viables, lo que provocó despidos masivos. En el siglo XXI, China se caracteriza por tener una economía de mercado basada en la adquisición de propiedad privada, y es uno de los ejemplos líderes del capitalismo de Estado.
El gobierno domina los sectores estratégicos como la producción de energía y las industrias pesadas, pero las empresas privadas se han expandido enormemente. En 2008 había cerca de 30 millones de empresas registradas en el país.
Desde que comenzó la liberalización económica en 1978, China ha estado entre las economías mundiales de más rápido crecimiento, que depende en gran parte de las inversiones y las exportaciones.De acuerdo al FMI, entre 2001 y 2010 el crecimiento económico anual promedio fue de 10.5 %. Entre 2007 y 2011, su tasa de crecimiento fue equivalente a la suma de todos los países del G7.Según el Índice de Generadores de Crecimiento Global hecho por Citigroup en febrero de 2011, China tiene una tasa de crecimiento muy alta entre el grupo.
Su alta productividad, bajo costo de la mano de obra y la relativamente buena infraestructura lo han hecho un líder global de la industria. Sin embargo, la economía china gasta mucha energía y es ineficiente; fue el mayor consumidor de energía en 2010, depende del carbón para la producción de más del 70 % de la energía que utiliza, y en 2013 rebasó a Estados Unidos como el mayor importador de petróleo.El crecimiento económico y la industrialización han dañado el medio ambiente. A principios de la década de 2010, la tasa de crecimiento económico de China comenzó a disminuir en medio de los problemas de crédito interno, el debilitamiento de la demanda internacional de exportaciones chinas y la fragilidad de la economía mundial. El PIB de China era ligeramente mayor que el de Alemania en 2007; sin embargo, en 2017, la economía china de 12.2 billones de dólares llegó a ser mayor que las de Alemania, Reino Unido, Francia e Italia juntas. En 2018, el FMI reiteró su previsión de que China superará a Estados Unidos en términos de PIB nominal para el año 2030. Los economistas también esperan que la clase media de China se amplíe a seiscientos millones de personas para 2025.
En 2020, China fue la única gran economía del mundo que creció, registrando un crecimiento del 2.3 % gracias a su éxito en la domesticación del coronavirus dentro de sus fronteras.

### Relaciones económicas internacionales
| Exportaciones a (2013) | Exportaciones a (2013) | Importaciones de (2013) | Importaciones de (2013) |
| País                   | Porcentaje             | País                    | Porcentaje              |
| ---------------------- | ---------------------- | ----------------------- | ----------------------- |
| Estados Unidos         | 17.2 %                 | Japón                   | 9.8 %                   |
| Hong Kong              | 15.8 %                 | Corea del Sur           | 9.2 %                   |
| Japón                  | 7.4 %                  | Estados Unidos          | 7.1 %                   |
| Corea del Sur          | 4.3 %                  | Alemania                | 5.1 %                   |
| Otros                  | 55.3 %                 | Otros                   | 68.8 %                  |

Una representación proporcional de las exportaciones chinas, 2019

En años recientes, China ha jugado un papel importante para la creación de áreas de libre comercio y pactos de seguridad entre sus vecinos de Asia y el Pacífico.
Desde el 1 de enero de 2010 está en vigor el Área de Libre Comercio ANSA-China entre los diez Estados miembros de la Asociación de Naciones del Sudeste Asiático (ASEAN) y la República Popular China.El Área de Libre Comercio ANSA-China es la mayor zona de libre comercio en términos de población y la tercera más grande en términos de volumen.
En 2004 propuso la creación de la Cumbre de Asia Oriental (CAO) como un foro para combatir los problemas de seguridad regional.La CAO, que incluye a la ASEAN + Tres, India, Australia y Nueva Zelanda, celebró su primera reunión en 2005. También es miembro fundador de la Organización para la Cooperación de Shanghái (OCS), junto con Rusia y las repúblicas de Asia Central. China se convirtió en miembro de la Organización Mundial del Comercio el 11 de diciembre de 2001.
En 2000, el Congreso de Estados Unidos aprobó las «relaciones normales permanentes de comercio» (PNTR) para permitir que las exportaciones chinas entraran con las mismas tarifas bajas que los bienes provenientes de otros países.China tiene un superávit económico muy significativo con Estados Unidos, su principal mercado de exportaciones.A principios de los años 2010, los políticos estadounidenses argumentaron que el yuan chino estaba significativamente devaluado, con lo que China obtenía una ventaja injusta en los negocios.En décadas recientes, la nación ha seguido la política de acercarse a los gobiernos africanos para el comercio y cooperación bilateral; en 2012, el comercio chino-africano tuvo un valor de ciento sesenta mil millones de dólares.También creó lazos más estrechos con las principales economías sudamericanas: es el principal socio financiero de Brasil y está fomentando acuerdos estratégicos con Argentina.

### Clase y desigualdad de ingresos
China tiene la mayor población de clase media del mundo desde 2015, y la clase media creció hasta un tamaño de cuatrocientos millones en 2018. En 2020, un estudio de la Institución Brookings pronosticó que la clase media de China alcanzará los 1200 millones en 2027 (casi cuatro veces toda la población de Estados Unidos en la actualidad), constituyendo una cuarta parte del total mundial. Los salarios en China han crecido mucho en los últimos cuarenta años: los salarios reales (ajustados a la inflación) se multiplicaron por siete entre 1978 y 2007. En 2018, la mediana de los salarios en ciudades chinas como Shanghái era aproximadamente igual o superior a los salarios de los países de Europa del Este. China tiene el mayor número de multimillonarios del mundo, con casi 878 en octubre de 2020, que aumentan a un ritmo de aproximadamente cinco por semana. El país tiene un alto nivel de desigualdad económica, que ha aumentado en las últimas décadas. En 2018, su coeficiente de Gini era de 0.467, según el Banco Mundial.

### Sector turismo

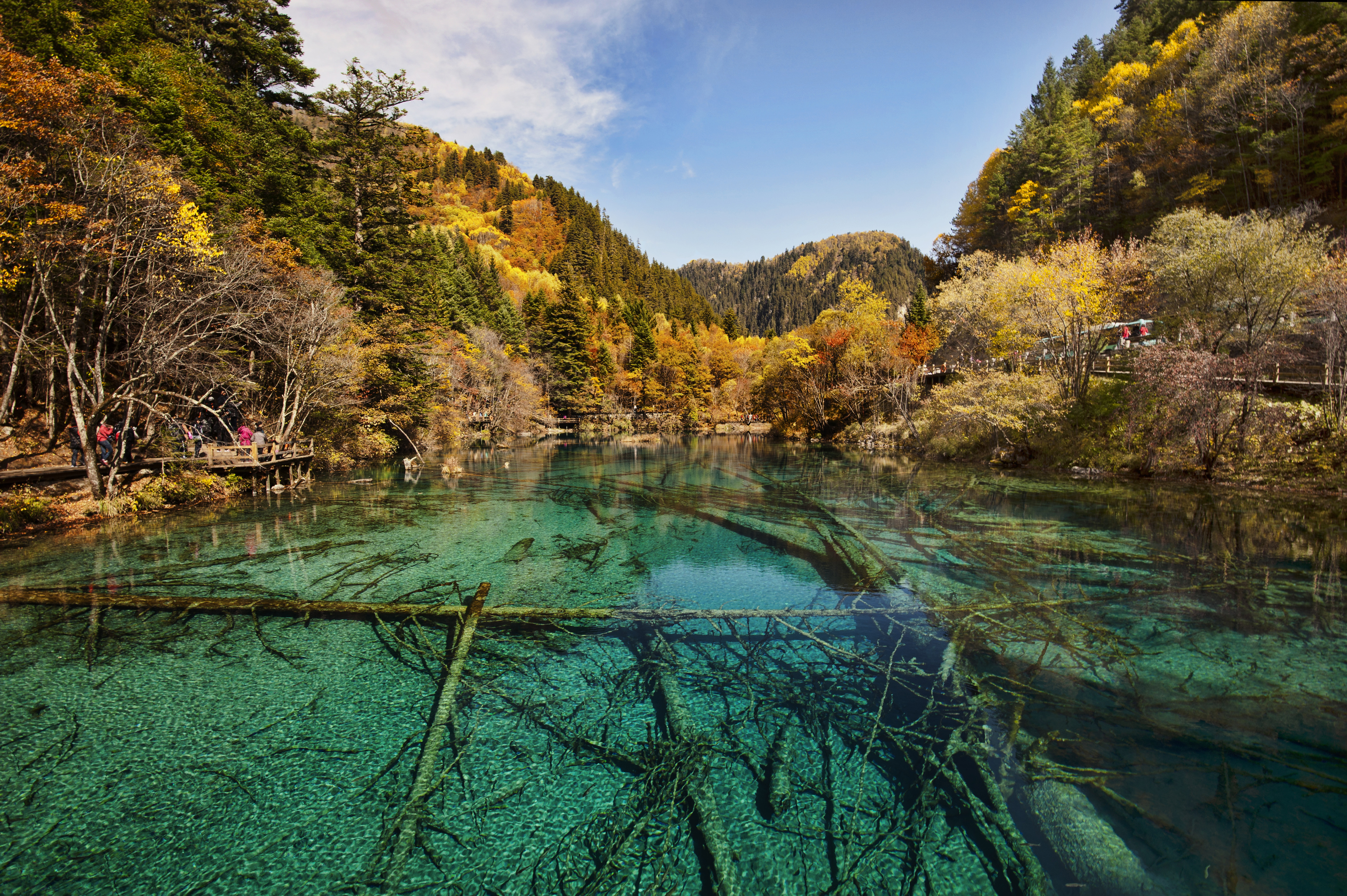
El valle de Jiuzhaigou fue declarado Patrimonio de la Humanidad por la Unesco en 1992.

El turismo se ha convertido en un factor importante en la mejora de la competitividad internacional del país.El sector turístico ha crecido notablemente en los últimos años; en 2007 suponía un 6.1 % de su PIB y se estima que en 2020 contribuirá con el 11 %.En 2010, China era el tercer país más visitado del mundo, con 55.7 millones de visitantes internacionales.Además, esta rama se ve muy beneficiada por el turismo nacional; en octubre de 2012, cerca de 740 millones de chinos viajaron dentro de las fronteras del país.China el segundo país del mundo con más lugares declarados Patrimonio de la Humanidad por la Unesco, con cincuenta y dos, solo detrás de Italia.Entre los principales destinos turísticos del país destacan: la Gran Muralla china, la Ciudad Prohibida en Pekín, el Mausoleo de Qin Shi Huang, las Montañas de Guilin, el río Yangtsé, el Palacio de Potala y el valle de Jiuzhaigou.

## Ciencia y tecnología

### Histórico

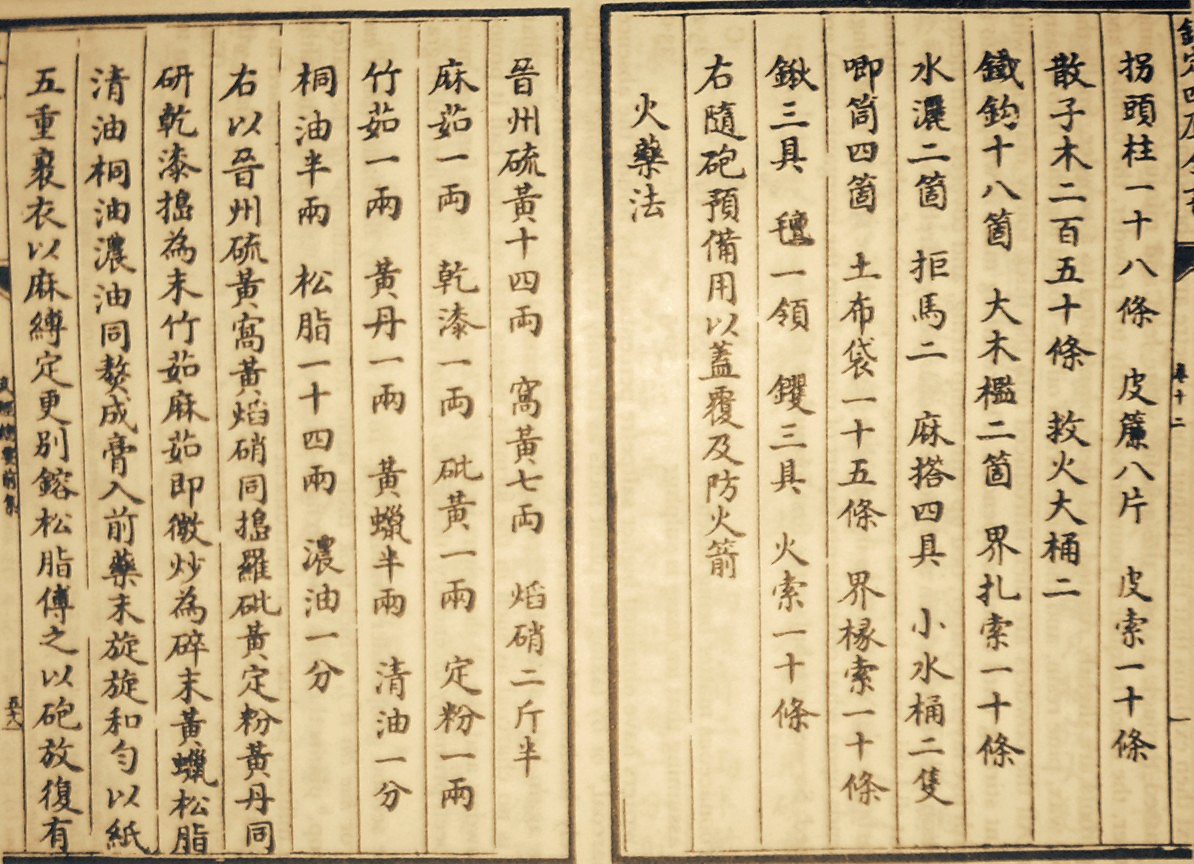
Primera fórmula escrita conocida para la pólvora, del Wujing Zongyao de 1044 CE

Desde la antigüedad y hasta la época de la dinastía Ming, China fue líder mundial en el campo de la ciencia y la tecnología. Los antiguos descubrimientos e inventos chinos, como el papel, el compás, la pólvora y la imprenta —también conocidas como «Los Cuatro Grandes Inventos»—, se difundieron por Asia y Europa. Incluso, los matemáticos chinos fueron los primeros en utilizar números negativos.
Sin embargo, en el siglo XVII el mundo occidental sobrepasó el desarrollo tecnológico y científico de China.
Las causas de este fenómeno, conocido como «la gran divergencia», aún están siendo debatidas.
Luego de varias derrotas militares ante las naciones occidentales durante el siglo XIX, las reformas en el país comenzaron a promover la ciencia y tecnologías modernas en el llamado movimiento de autofortalecimiento. Luego de que los comunistas llegaron al poder en 1949, hicieron varios esfuerzos por organizar este campo basados en el modelo de la Unión Soviética, donde la investigación científica era una parte central de sus planes.Tras la muerte de Mao en 1976, la ciencia y tecnología se establecieron como una de las Cuatro Modernizaciones.El sistema académico inspirado en los soviéticos fue gradualmente reformado.

### Era moderna

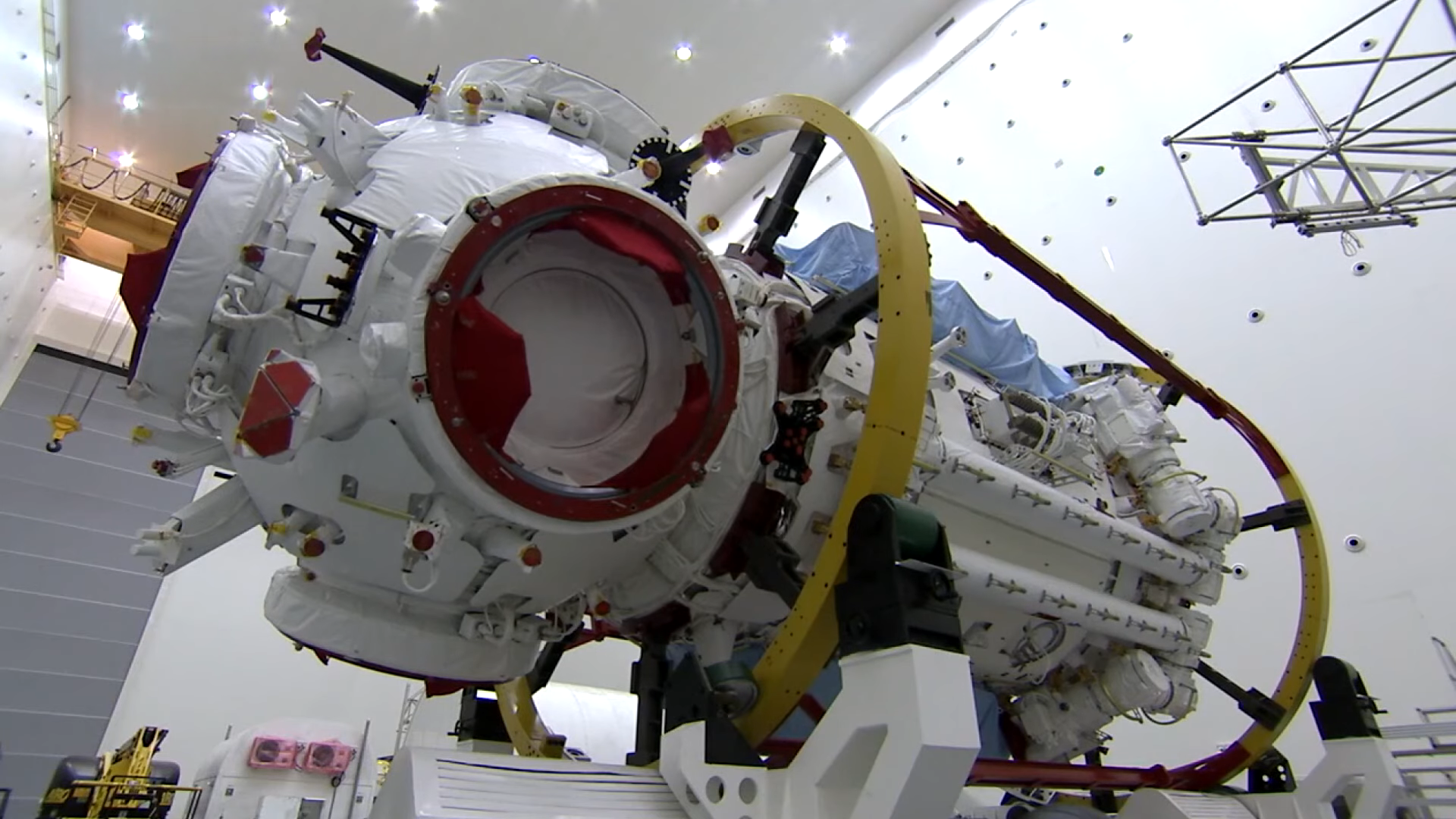
Módulo Tianhe de la estación espacial china Tiangong 3 previo a su lanzamiento el 29 de abril de 2021.

Desde el fin de la Revolución Cultural, China ha realizado inversiones importantes en la investigación científica. En 2011 gastó más de cien mil millones de dólares en esta área. El gobierno considera la ciencia y la tecnología vitales para alcanzar sus metas económicas y políticas e incluso son fuente de orgullo nacional a menudo descrito como «tecno-nacionalismo». Cuatro científicos chinos obtuvieron el Premio Nobel de Física, y uno el Premio Nobel de Química.
China está desarrollando rápidamente su sistema educativo con énfasis en la ciencia, matemáticas e ingeniería. En 2009 más de diez mil ingenieros obtuvieron su doctorado y otros quinientos mil el equivalente al Bachelor of Science, más alumnos que en cualquier otro país. China también se convirtió en el mayor editor de artículos científicos del mundo en 2016. Las empresas tecnológicas chinas, como Huawei y Lenovo, se han convertido en líderes mundiales de las telecomunicaciones y la informática personal, y los superordenadores chinos se sitúan sistemáticamente entre los más potentes del mundo. China ha sido el mayor mercado mundial de robots industriales desde 2013 y representará el 45 % de los nuevos robots instalados entre 2019 y 2021. El Índice mundial de innovación, a cargo de la Organización Mundial de la Propiedad Intelectual, en su versión 2024, ubicó a China en lugar 11.º en innovación entre 133 países. En 2023, tuvo el puesto 12.º. En 2022, obtuvo el puesto 11.º en este ranking, superando a Francia que había ocupado dicho puesto en 2021.
El programa espacial chino es de los más activos del mundo y una fuente de orgullo nacional. En 1970, China lanzó su primer satélite Dong Fang Hong 1. En 2003, se convirtió en el tercer país en enviar a un ser humano al espacio cuando Yang Liwei viajó en la nave Shenzhou 5. En junio de 2013, otros nueve astronautas chinos habían repetido esta hazaña. En 2011 lanzaron el primer módulo de la estación espacial china, Tiangong-1, el primer paso para completar su propia estación para principios de los años 2020. En 2013, China aterrizó con éxito el módulo de aterrizaje Chang'e 3 y el rover Yutu en la superficie lunar. En 2016, se lanzó el primer satélite de ciencia cuántica, en colaboración con Austria, dedicado a probar los fundamentos de la comunicación cuántica en el espacio. En 2019, China se convirtió en el primer país en aterrizar una sonda —Chang'e 4— en la cara más lejana de la Luna. En 2020, se lanzó el primer satélite experimental de prueba 6G y Chang'e 5 devolvió con éxito muestras lunares a la Tierra, convirtiendo a China en el tercer país en hacerlo de forma independiente después de Estados Unidos y la Unión Soviética. En 2021, China se convirtió en la segunda nación de la historia en aterrizar de forma independiente un rover (Zhurong) en Marte, uniéndose a Estados Unidos y, además, en la segunda nación en desarrollar y lanzar independientemente una estación espacial modular, la Tiangong 3.

## Infraestructura

### Energía

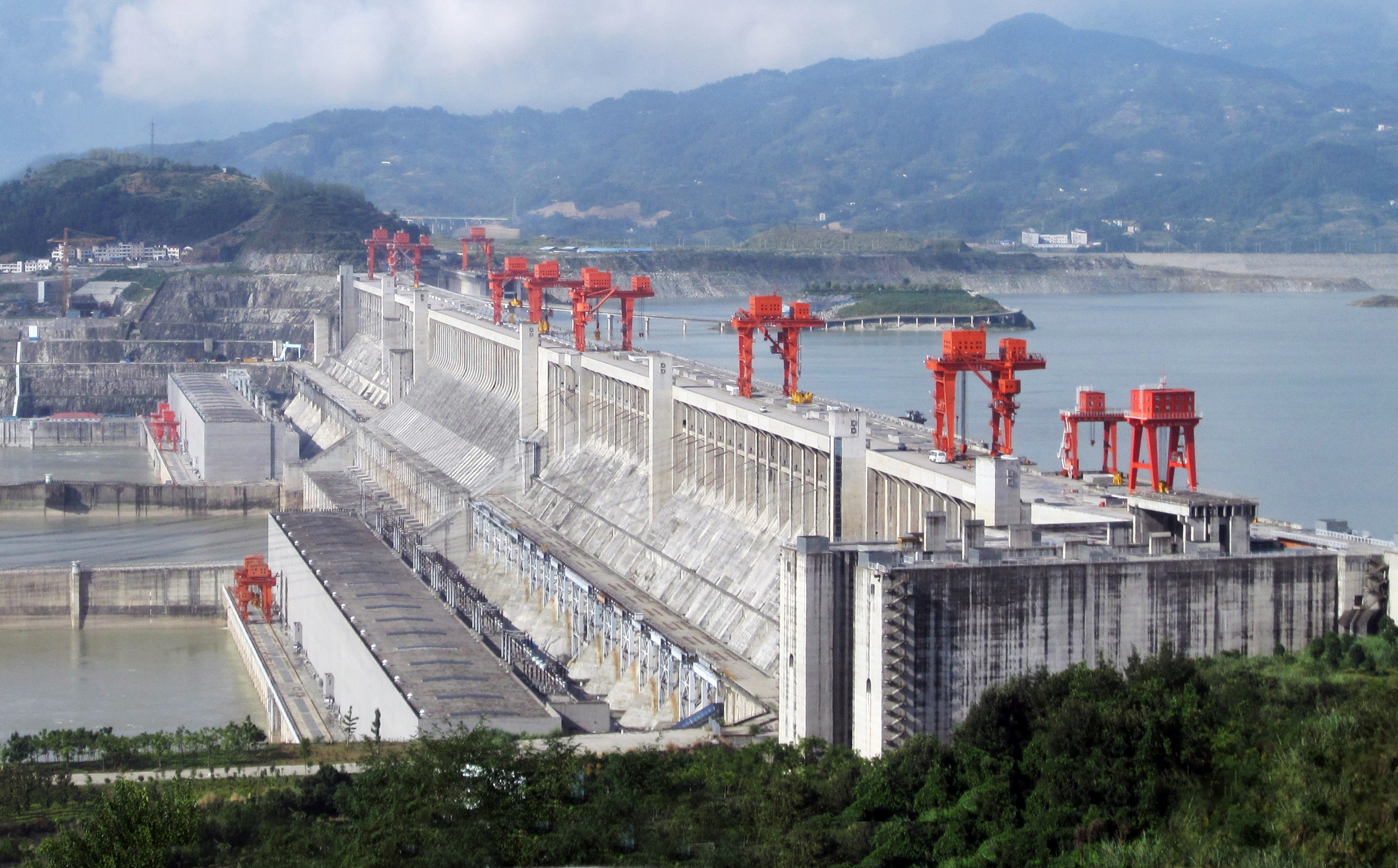
La presa de las Tres Gargantas es la mayor presa hidroeléctrica del mundo.

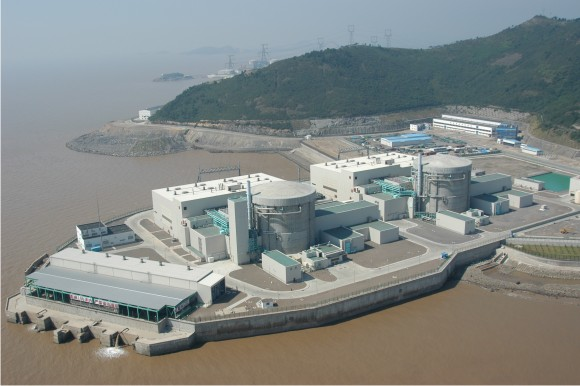
Central nuclear de Qinshan, situada en Zhejiang

China es el país que más energía produce y consume en todo el mundo.En 2012 generó unos 4.94 billones de kWh de energía eléctrica, con una capacidad eléctrica instalada de 1146 millones de kW. En 2013, más del 70 % de la energía producida en el país se generó con combustibles fósiles; su dependencia del carbón provoca que sea el mayor productor y consumidor de este mineral en el mundo. Para remediar esto, el gobierno comenzó a invertir en nuevos proyectos para el aprovechamiento de la energía de fuentes renovables, como la energía hidroeléctrica, la energía eólica, la energía solar, la energía geotérmica, la biomasa y los biocombustibles.De hecho, China es el principal inversor del mundo en energías renovables y su comercialización, con 52 000 millones de dólares invertidos solo en 2011; es un importante fabricante de tecnologías de energías renovables e invierte mucho en proyectos de energías renovables a escala local. En 2015, más del 24 % de la energía de China procedía de fuentes renovables, sobre todo de la energía hidroeléctrica: una capacidad total instalada de 197 GW convierte a China en el mayor productor de energía hidroeléctrica del mundo. China también tiene la mayor capacidad de energía solar fotovoltaica instalada y de energía eólica del mundo. Las emisiones de gases de efecto invernadero de China son las mayores del mundo, al igual que las energías renovables en el país.
China cuenta también con veintiún reactores nucleares en operación en todo su territorio, mientras que otros veintiocho se encuentran en construcción. En 2012, la energía nuclear representaba solamente el 1.1 % de la capacidad total instalada.
De igual manera, en 2012 su producción de petróleo ascendió a más de 4.41 millones de barriles por día, el cuarto lugar en el mundo.Pese a esto, el crecimiento económico constante provoca que esta producción sea insuficiente para satisfacer las demandas del país, por lo que tiene que importar petróleo de Rusia, Medio Oriente, Asia Central y África.En 2013, China superó a Estados Unidos como el mayor importador de petróleo crudo en el mundo, pues casi la mitad del petróleo utilizado en China proviene del extranjero.

### Telecomunicaciones

Índice de penetración de Internet en China en el contexto de Asia Oriental y el Sudeste Asiático, 1995-2012

China es el mayor mercado de telecomunicaciones del mundo y actualmente tiene el mayor número de teléfonos móviles activos de todos los países del mundo, con más de 1500 millones de abonados en 2018. También tiene el mayor número de usuarios de Internet y de banda ancha del mundo, con más de ochocientos millones de usuarios de Internet en 2018, lo que equivale a alrededor del 60 % de su población, y casi todos ellos también son móviles. En 2018, China contaba con más de mil millones de usuarios de 4G, lo que supone el 40 % del total mundial. China está avanzando rápidamente en el 5G: a finales de 2018, China había iniciado pruebas de 5G a gran escala y comerciales.
China Mobile, China Unicom y China Telecom, son los tres grandes proveedores de móvil e internet en China. Solo China Telecom daba servicio a más de 145 millones de suscriptores de banda ancha y trescientos millones de usuarios de móvil; China Unicom tenía unos trescientos millones de suscriptores; y China Mobile, la mayor de todas, tenía 925 millones de usuarios, en 2018. Combinados, los tres operadores tenían más de 3.4 millones de estaciones base 4G en China. Varias empresas de telecomunicaciones chinas, sobre todo Huawei y ZTE, han sido acusadas de espiar para el ejército chino.
China ha desarrollado su propio sistema de navegación por satélite, apodado Beidou, que comenzó a ofrecer servicios de navegación comercial en toda Asia en 2012, así como servicios globales a finales de 2018. Cuando se complete el 35.º satélite Beidou, que se puso en órbita el 23 de junio de 2020, Beidou seguirá al GPS y al GLONASS como tercer sistema de navegación global completado en el mundo.

### Transporte
Desde finales de los años 1990, la red nacional de carreteras se expandió significativamente mediante la creación de la red de autopistas conocida como Sistema Nacional de Autopistas Principales (SNAP). En 2011, sus autopistas tenían una longitud de más de 85 000 km, una de las más grandes del mundo.El número de vehículos particulares se incrementó rápidamente, de modo que en 2009 superó a Estados Unidos como el mayor mercado automovilístico, con ventas que sobrepasaron los 13.6 millones de unidades.Los analistas predicen que las ventas anuales de automóviles pueden elevarse hasta 40 millones para 2020.Un efecto colateral de este rápido crecimiento en la red de carreteras es el aumento en los accidentes automovilísticos, aunque se cita la escasa legislación vial como una posible causa —en 2011 cerca de 62 000 chinos murieron en un accidente—.En las zonas urbanas, las bicicletas todavía son un medio de transporte bastante común, pese a la prevalencia de los automóviles; en 2012, había aproximadamente 470 millones de bicicletas en China.

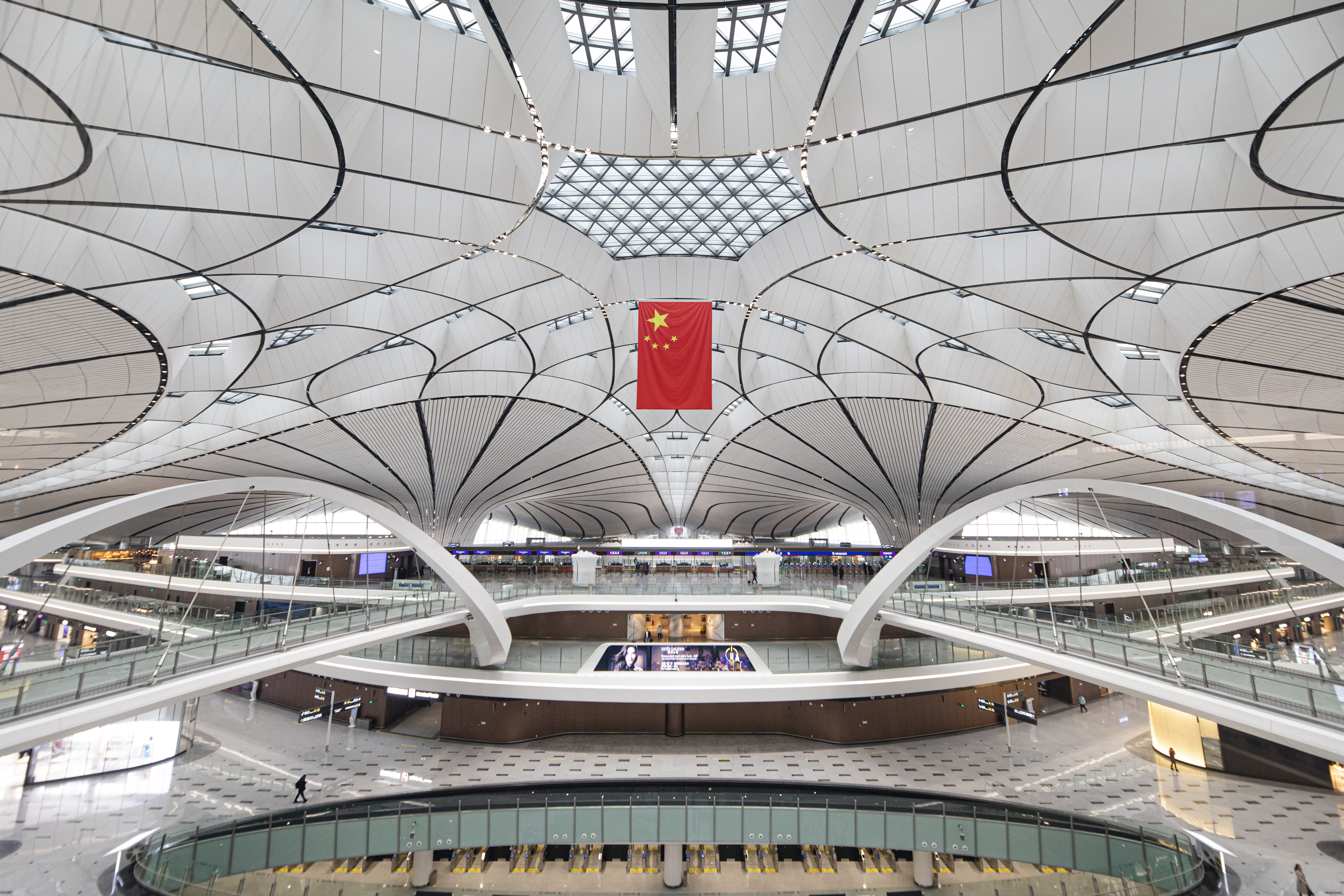
Atrio del nuevo Aeropuerto Internacional de Pekín-Daxing, inaugurado en 2019.

Los ferrocarriles chinos, propiedad del Estado, son los más utilizados a nivel internacional, pues transportan la cuarta parte de los pasajeros y mercancías por ferrocarril en el mundo.
Debido a la gran demanda, el sistema tiende a sobresaturarse, particularmente durante las festividades, como el Chunyun durante el Año Nuevo Chino. Tan solo en 2010, la red de ferrocarriles se estima que transportó a 1 800 millones de pasajeros.
China posee 131 000 km de red ferroviaria, de los cuales más de 9 676 km pertenecen a vías de alta velocidad.En diciembre de 2012, se inauguró el primer tramo del ferrocarril de alta velocidad más largo del mundo, que unirá Pekín con Guangzhou.Se espera que más de 16 000 km de estas vías estén operativas para 2020.El sistema del metro también se está desarrollando de manera rápida en las principales ciudades, ya sea como subterráneo o como tren ligero.También está produciendo su propio sistema de posicionamiento y localización por satélite, llamado Beidou, que comenzó a ofrecer servicios de navegación comercial en Asia en 2012, y se planea que su cobertura de todo el continente sea para 2020.
En 2013, más de dos tercios de los aeropuertos en construcción de todo el mundo se encontraban en China, y Boeing espera que la flota comercial activa en el país crecerá de 1910 aviones en 2011 a 5980 en 2031. Sin embargo, 80 % del espacio aéreo chino permanece restringido solo para uso militar, y las aerolíneas chinas fueron ocho de las diez peores empresas aéreas de Asia en términos de retrasos.
En 2011 el Aeropuerto Internacional de Pekín era el segundo más transitado del mundo solo detrás del Hartsfield Jackson en Atlanta (EE. UU.), con un tráfico de pasajeros de 78 675 058 personas. El segundo más importante es el Aeropuerto Internacional de Hong Kong, el décimo aeropuerto más transitado a nivel internacional con un tráfico de 53 328 613 de pasajeros. El tercer y cuarto en importancia son el Aeropuerto Internacional Baiyun en Cantón y el Aeropuerto Internacional Pudong en Shanghái —el 19.º y 20.º más transitados en el mundo—, con 45.04 y 41.44 millones de pasajeros, respectivamente.
Desde el año 2000, el crecimiento de los sistemas de transporte rápido en las ciudades chinas se ha acelerado. En enero de 2021, cuarenta y cuatro ciudades chinas contaban con sistemas de transporte urbano masivo en funcionamiento y otras 39 tenían sistemas de metro aprobados. En 2020, China contará con los cinco sistemas de metro más largos del mundo, siendo las redes de Shanghái, Pekín, Guangzhou, Chengdu y Shenzhen las más grandes.

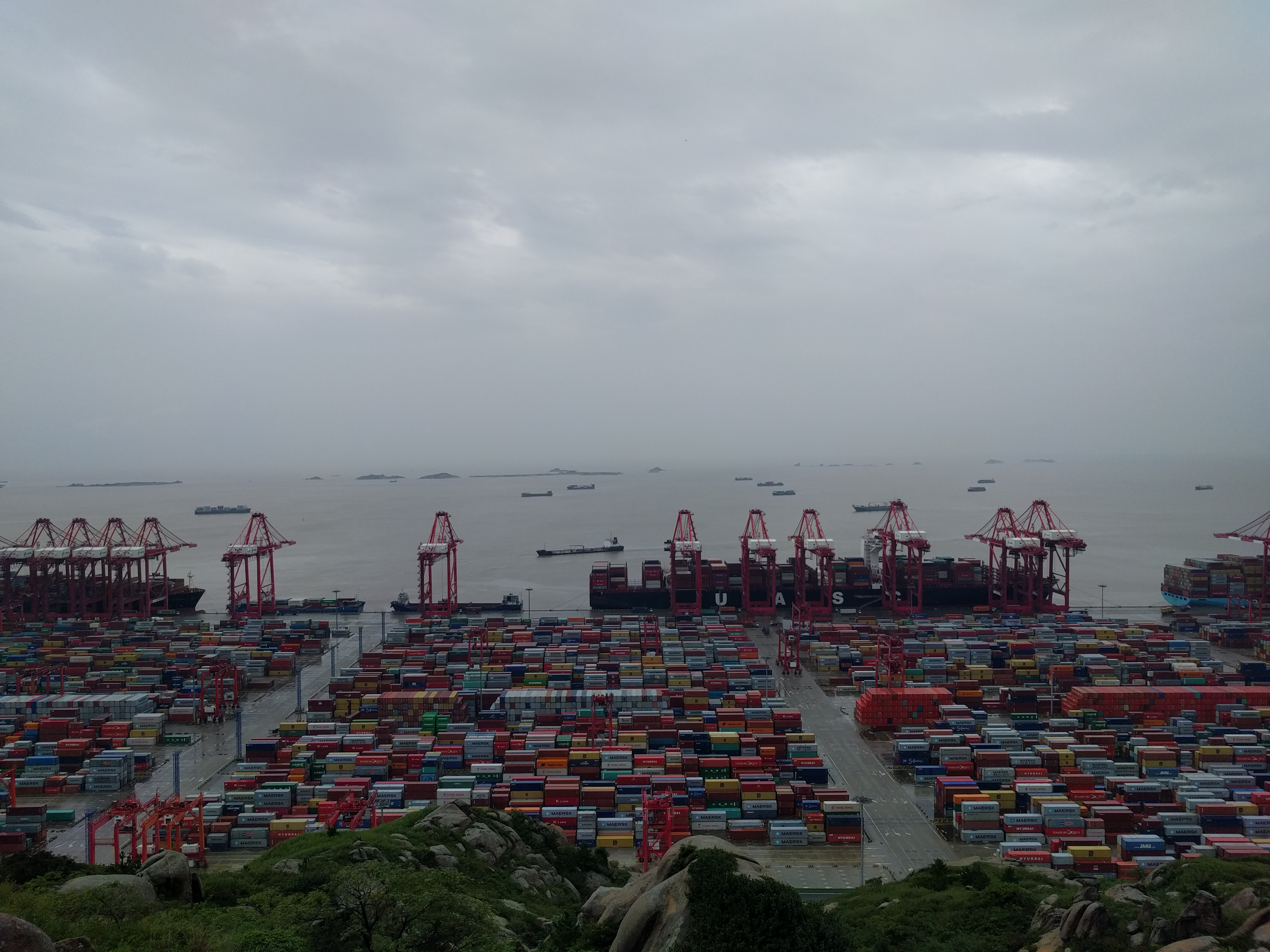
El puerto de Shanghái, en la bahía de Hangzhou, es el puerto de contenedores más activo del mundo desde 2010.

China cuenta con más de dos mil puertos fluviales y marítimos, de los cuales unos ciento treinta están abiertos a la navegación extranjera. En 2017, los puertos de Shanghái, Hong Kong, Shenzhen, Ningbo-Zhoushan, Guangzhou, Qingdao y Tianjin se situaron entre los 10 primeros del mundo en tráfico de contenedores y tonelaje de carga.

### Agua y saneamiento
Las infraestructuras de suministro de agua y saneamiento en China se enfrentan a retos como la rápida urbanización, así como a la escasez de agua, la contaminación y la polución. Según los datos presentados por el Programa de Monitoreo Conjunto de Abastecimiento de Agua y Saneamiento de la OMS y UNICEF en 2015, alrededor del 36% de la población rural de China aún no tenía acceso a un saneamiento mejorado. El Proyecto de Transferencia de Agua Sur-Norte, actualmente en marcha, pretende paliar la escasez de agua en el norte.

## Demografía

La línea Heihe-Tengchong que el geógrafo chino Hu Huanyong imaginó en 1935. En 2002, al este de la línea se encontraba el 43 % de la superficie y vivía el 94 % de la población del país.

El censo nacional de 2010 registró que la población de la República Popular China era de 1 370 536 875 habitantes. Cerca del 16.6 % era menor de catorce años, 70.14 % tenía entre 15 y 59 años y 13.26 % tenía más de sesenta años. La tasa de crecimiento demográfico en 2013 era de 0.44 %.
Aunque es un país de ingresos medios según el estándar occidental, el rápido crecimiento de China sacó a cientos de millones de personas de la pobreza desde 1978. Sin embargo, se estima que cerca de 10 % de la población aún vive bajo la línea de pobreza de un dólar por día; esta cifra descendió del 64 % en 1978.Desde finales de 2007 el desempleo urbano se mantiene en alrededor de 4 %, aunque la tasa de desempleo en todo el país fue de 6.4 % en 2013.
El gobierno de China está pendiente del problema demográfico y desde 1979 ha intentado aplicar una estricta política de planificación familiar, conocida como «política de hijo único», con resultados variados.Hasta 2013, esta ley restringía a las familias a tener solo un hijo, con excepción de las minorías étnicas y con cierto grado de flexibilidad en las zonas rurales. Aunque se planeaba que esta política se mantuviera al menos hasta 2020, en diciembre de 2013 se modificó la norma para permitir a las familias tener dos hijos si alguno de los padres es hijo único. Hay cierta resistencia a la política de hijo único, particularmente en las zonas rurales, debido a la necesidad de trabajadores agrícolas y a la preferencia tradicional por los varones. Las familias que rompen el decreto a menudo mienten en los censos.
Los datos del censo de 2010 implican que la tasa de fertilidad es de 1.4 hijos por mujer.

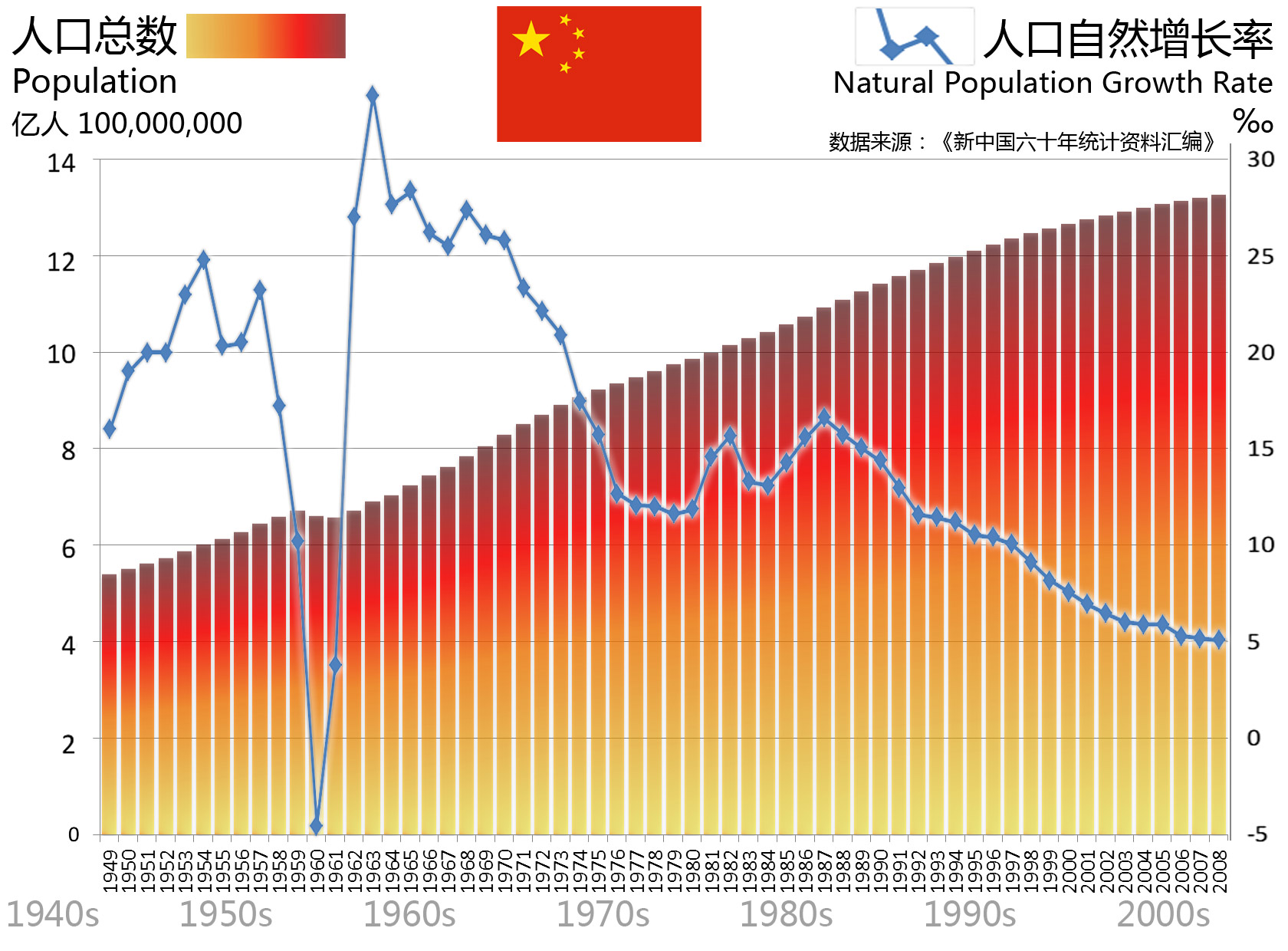
Evolución de la población de 1949 a 2008

La preferencia tradicional por los varones contribuye al desequilibrio en el índice de masculinidad al nacer.De acuerdo al censo de 2010, el índice de masculinidad al nacer fue de 118.06 hombres por cada cien mujeres, el cual está por encima del rango medio de 105 hombres por cada cien mujeres.El censo también reveló que los hombres representan el 51.27 % de la población, disminuyendo desde el 51.82 % de 1953.

### Grupos étnicos
China reconoce oficialmente cincuenta y seis grupos étnicos, el más numeroso de estos es el han, que constituye el 91.51 % de la población total. Los han —el grupo étnico más grande del mundo— superan en número a las demás etnias en todas las provincias, a excepción de Tíbet y Sinkiang.Según el censo de 2010, las minorías étnicas representan el 8.49 % de la población. Las etnias minoritarias están repartidas principalmente por la zona oeste del país, cada una tiene su propia historia y subtipos dentro de las mismas.Comparado con el censo de 2000, los han crecieron un 5.74 %, es decir 66 537 177 habitantes, mientras que la población de las cincuenta y cinco minorías combinadas creció un 6.92 %, es decir 7 362 627 habitantes. El censo de 2010 registró un total de 593 832 ciudadanos extranjeros viviendo en China. Los grupos más grandes provenían de Corea del Sur (120 750), Estados Unidos (71 493) y Japón (66 159).

### Idiomas

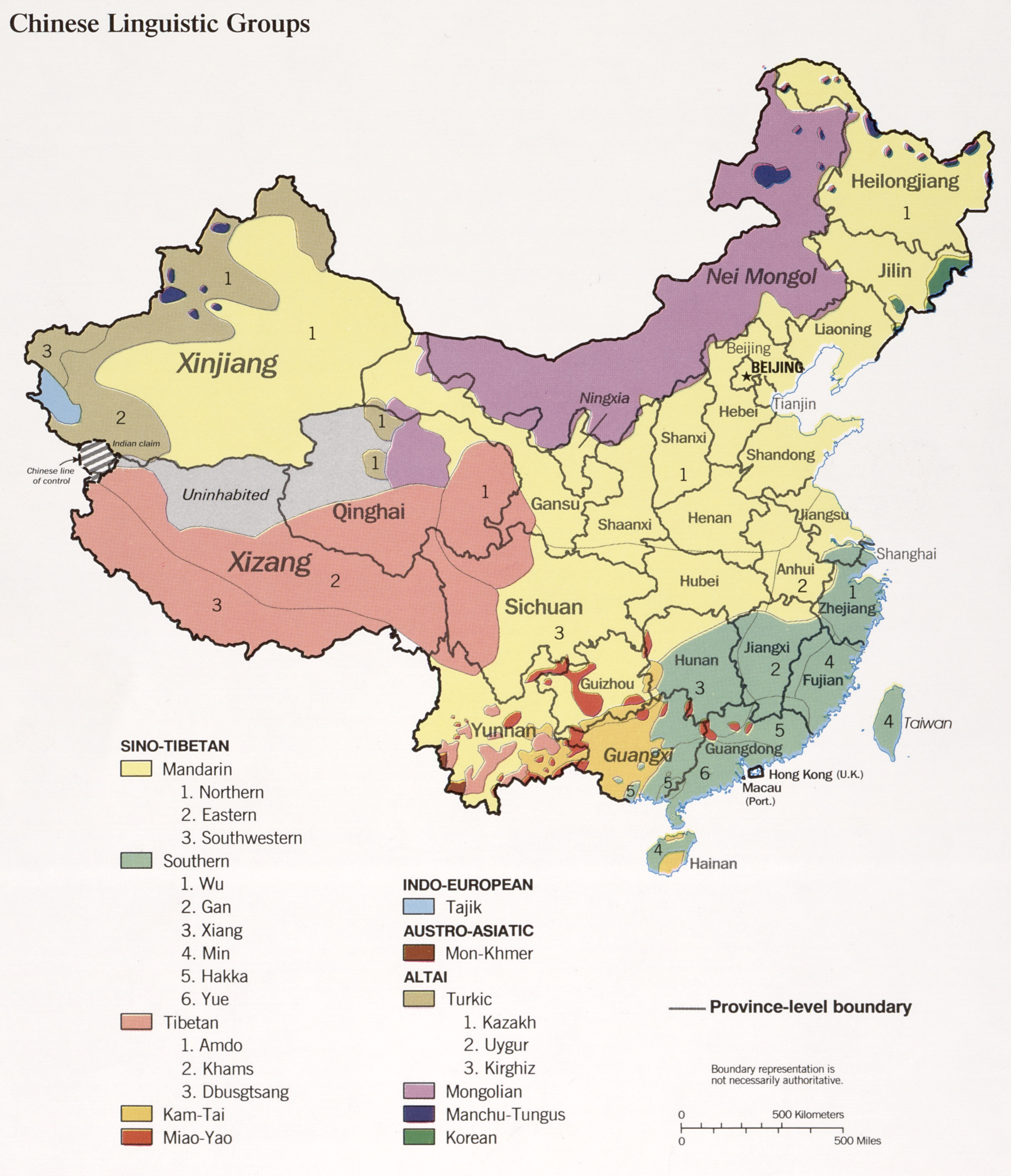
Mapa etnolingüístico de China

Los idiomas más hablados en el país pertenecen a la familia de lenguas sino-tibetanas, a menudo englobadas bajo la denominación de «idioma chino».
Este macroidioma está conformado por varios dialectos; los más hablados de estos son: el mandarín —hablado por un 70 % de la población—, el wu —incluido el shanghainés—, el yue —incluido el cantonés y el toisanés—, el min —incluido el hokkien y el teochew—, el xiang, el gan y el hakka. Las minorías étnicas utilizan ampliamente algunas lenguas no siníticas como las zhuang, el mongol, el tibetano, el uigur, el hmong y el coreano.
El mandarín estándar, una variedad del mandarín basada en el dialecto de Pekín, es el idioma oficial de China y es utilizado como lingua franca entre las personas con distinto contexto lingüístico.
El chino clásico fue la forma de escritura estándar durante miles de años y permitió la comunicación escrita entre hablantes de los distintos idiomas y dialectos existentes en aquella época. El alfabeto vernacular chino, o baihua, es la escritura estándar, basado en el dialecto mandarín y popularizado por las novelas de la época de la dinastía Ming.
A principios del siglo XX fue adoptado como el estándar nacional, con algunas modificaciones. El chino clásico aún forma parte del plan de estudios de la escuela secundaria, por lo que los chinos aún saben utilizarlo hasta cierto nivel.Desde su promulgación en 1956, los caracteres chinos simplificados se convirtieron en el alfabeto estándar oficial usado para escribir el idioma chino en el territorio de China continental, sustituyendo el uso de los caracteres chinos tradicionales

### Religión

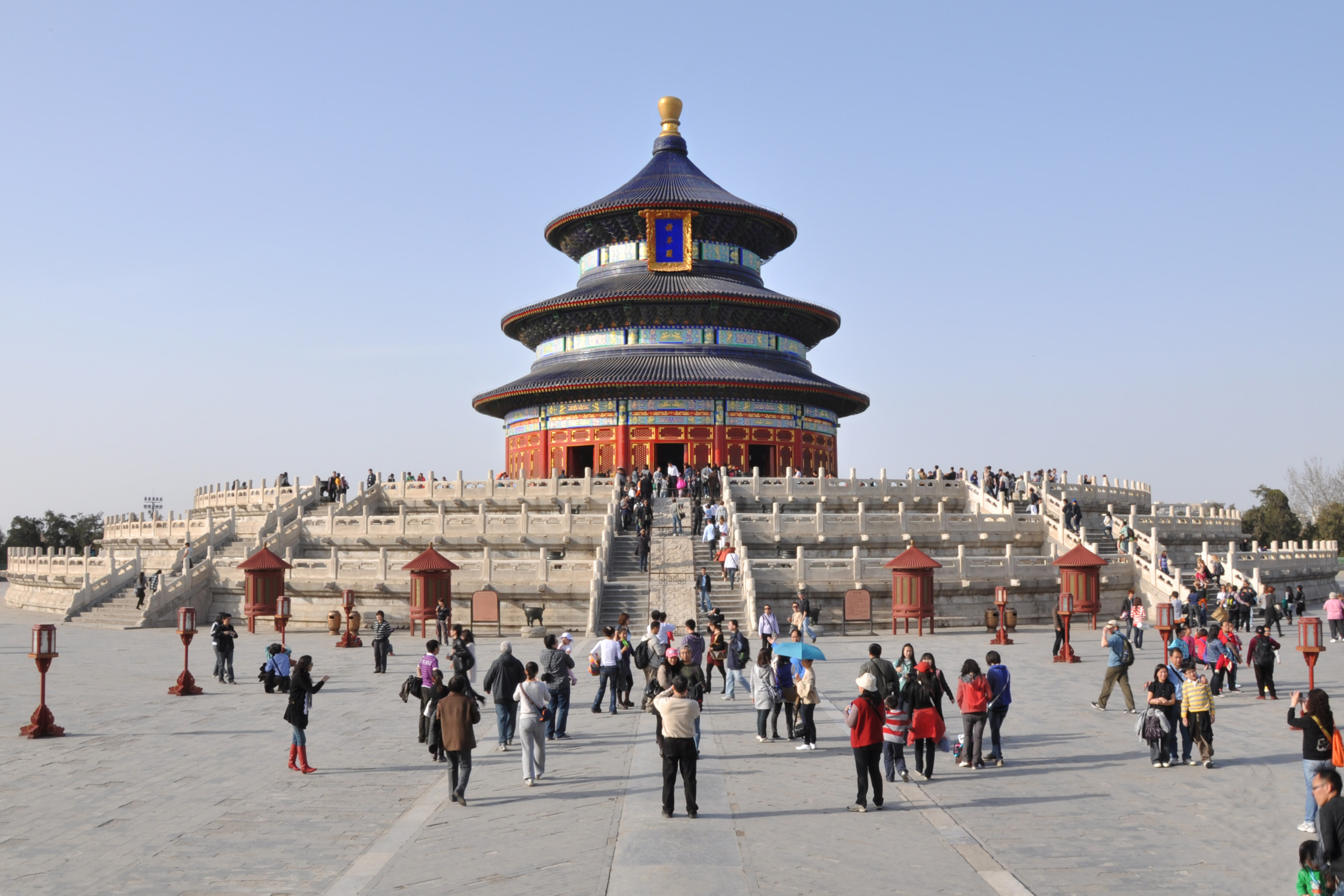
El Templo del Cielo es un complejo de edificios taoístas construido en 1420 al sur de Pekín. Está declarado Patrimonio de la Humanidad por la Unesco.

La constitución garantiza la libertad de culto, aunque las organizaciones religiosas que carecen de aprobación oficial pueden ser sujetas a persecución del Estado.Las estadísticas sobre religión en China varían. Una encuesta de 2007 encontró que el 31.4 % de los chinos mayores de dieciséis años tenían una religión, mientras que un estudio de 2006 hizo el mismo hallazgo en un 46 %.
A través de milenios, la civilización china ha sido influenciada por varios movimientos religiosos. Las San Jiao —‘tres doctrinas’ o ‘tres religiones’— de China son el confucionismo, el budismo y el taoísmo, que históricamente han tenido un impacto importante en el desarrollo de la cultura china.
El sincretismo de estos tres sistemas de creencias, a menudo en forma de tradiciones religiosas populares, aún es un fenómeno común en China.Un estudio de 2008 realizado a aldeanos de seis provincias encontró que:

El 46.59 % afirmaron tener algún tipo de fe religiosa... pero más de dos tercios de los que se auto-proclamaron creyentes religiosos (o 31.09 % de todos los aldeanos de muestra) no pudieron identificar claramente su fe... Esta gente cree que hay poderes sobrenaturales que dominan o influyen fuertemente en el destino de los seres humanos, y creen que sus destinos pueden cambiarse al ofrecer sacrificios a los dioses o ancestros. Estas creencias y prácticas a menudo tienen sus raíces en las culturas tradicionales chinas y las costumbres de las comunidades locales.

Una encuesta de 2007 hecha por Horizon Research Consultancy Group halló que los individuos que se identificaban como budistas correspondían al 11-16 % de los adultos chinos, mientras que los cristianos comprendían cerca del 3-4 % y los musulmanes aproximadamente el 1 %.
Algunas de las minorías étnicas practican religiones étnicas propias —el dongbaismo es la religión tradicional de los naxi, el moísmo de los zhuang y el ruísmo de los qiang—. La religión tradicional nativa del Tíbet es el bön, aunque la mayoría de los tibetanos siguen el budismo tibetano, una forma del Vajrayana.

### Educación

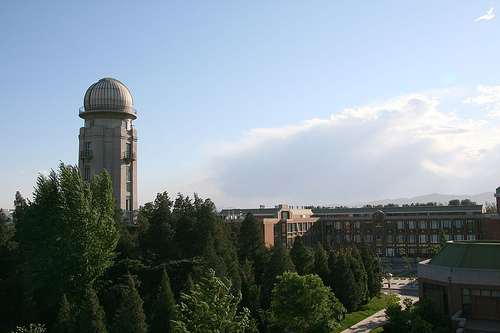
La Universidad Tsinghua es considerada una de las mejores universidades en China.

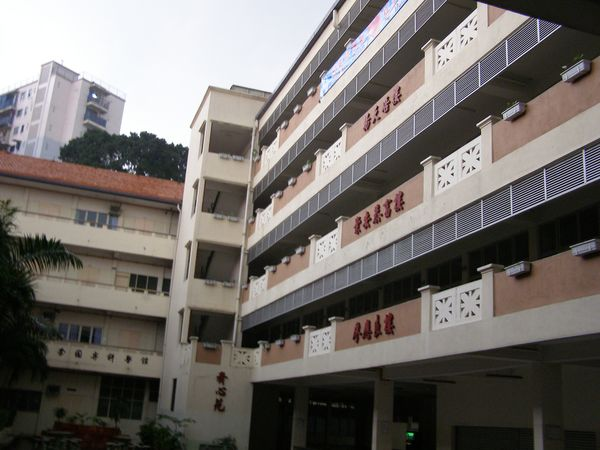
Típica escuela china de educación secundaria.

Desde 1986, la educación obligatoria en China comprende la escuela primaria y el primer ciclo de secundaria, que en conjunto duran nueve años. En 2019, alrededor del 89.5 por ciento de los estudiantes continuaron su educación en una escuela secundaria superior de tres años. El Gaokao, el examen nacional de acceso a la universidad de China, es un requisito previo para el ingreso en la mayoría de las instituciones de educación superior. En 2010, el 27 % de los graduados de secundaria están matriculados en la enseñanza superior. Esta cifra ha aumentado significativamente en los últimos años, alcanzando una matriculación en la enseñanza superior del 58.42 % en 2020. La formación profesional está disponible para los estudiantes de nivel secundario y terciario. Más de diez millones de estudiantes chinos se gradúan cada año en las escuelas de formación profesional de todo el país.
China tiene el mayor sistema educativo del mundo, con unos 282 millones de estudiantes y 17.32 millones de profesores a tiempo completo en más de 530 000 escuelas. En febrero de 2006, el gobierno se comprometió a proporcionar una educación de nueve años completamente gratuita, incluidos los libros de texto y las tasas. La inversión anual en educación pasó de menos de cincuenta mil millones de dólares en 2003 a más de 817 000 millones en 2020. Sin embargo, sigue habiendo una desigualdad en el gasto en educación. En 2010, el gasto anual en educación por alumno de secundaria en Pekín ascendía a 20 023  ¥, mientras que en Guizhou, una de las provincias más pobres de China, solo ascendía a 3204 ¥. La educación obligatoria y gratuita en China consiste en la escuela primaria y el primer ciclo de secundaria entre los seis y los quince años. En 2020, la tasa de graduación en el nivel de educación obligatoria alcanzó el 95.2 %, superando los niveles medios registrados en los países de renta alta, y alrededor del 91.2 % de los chinos han recibido educación secundaria.
La tasa de alfabetización de China ha crecido de forma espectacular, pasando de solo el 20 % en 1949 y el 65.5 % en 1979 al 96 % de la población mayor de quince años en 2018. En ese mismo año, China (Pekín, Shanghái, Jiangsu y Zhejiang) ocupó el primer puesto del mundo en la clasificación del Programa para la Evaluación Internacional de Alumnos en las tres categorías de Matemáticas, Ciencias y Lectura. China ocupa el primer puesto en el medallero histórico de la Olimpiada Internacional de Matemáticas, con 168 medallas de meta desde su primera participación en 1985. China también ocupa el primer puesto en el medallero histórico de la Olimpiada Internacional de Física, la Olimpiada Internacional de Química y la Olimpiada Internacional de Informática.
China cuenta con más de tres mil universidades, con más de cuarenta millones de estudiantes matriculados en la China continental. En 2020, China era el segundo país del mundo con mayor número de universidades de alto nivel. Actualmente, China solo está por detrás de Estados Unidos en cuanto a representación en las listas de las doscientas mejores universidades según el Academic Ranking of World Universities (ARWU). China alberga las dos mejores universidades (la Universidad de Tsinghua y la Universidad de Pekín) de toda la región de Asia-Oceanía y de los países emergentes, según el Times Higher Education World University Rankings. Ambas son miembros de la Liga C9, una alianza de universidades chinas de élite que ofrecen una educación integral y puntera.

### Salud

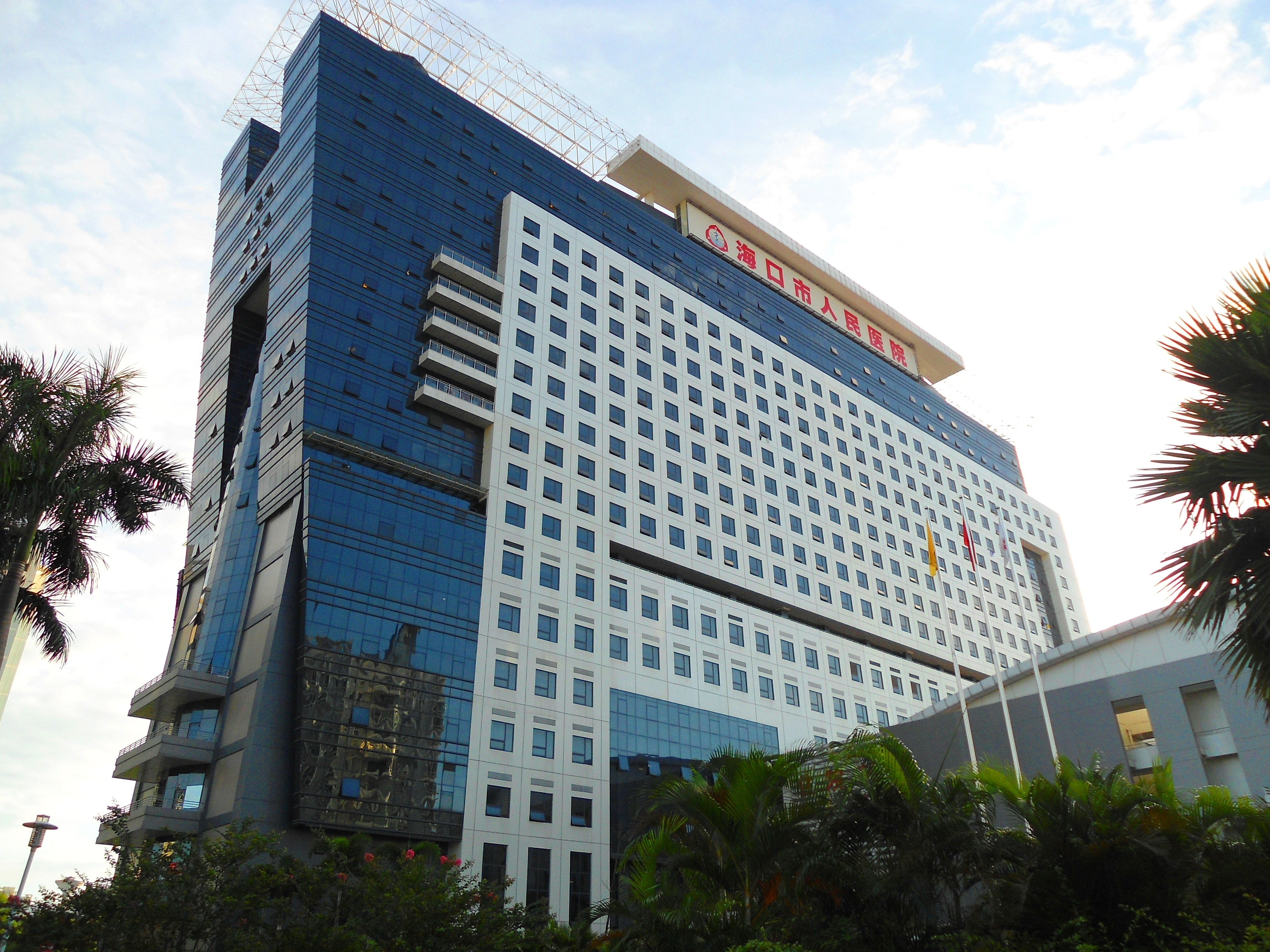
Hospital del Pueblo en Haikou, una ciudad de 2 millones de habitantes

El ministro de Salud, junto con sus contrapartes a nivel provincial, se encargan de supervisar las necesidades sanitarias de la población.
Desde inicios de los años 1950, la política sanitaria china se caracteriza por un énfasis en la salud pública y la medicina preventiva. En esa época, el Partido Comunista comenzó la Campaña Patriótica de Salud, cuyo objetivo era mejorar la sanidad y la higiene, así como el tratamiento y prevención de varias enfermedades. Algunos padecimientos como el cólera, la fiebre tifoidea y la escarlatina, que anteriormente eran comunes en China, fueron casi erradicados por la campaña. Luego de que Deng Xiaoping comenzara a implementar las reformas económicas en 1978, la salud de la población mejoró rápidamente gracias a una mejor nutrición, aunque muchos de los servicios de salud gratuitos que se brindaban en el campo desaparecieron junto a las comunas populares. La atención a la salud en China casi se privatizó y experimentó un aumento importante en cuanto a su calidad. En 2009, el gobierno comenzó una iniciativa de tres años para proveer atención a la salud con un costo de 124 000 millones de dólares; como resultado, dos años más tarde el 95 % de sus habitantes contaban con seguridad social.
China es el tercer proveedor más importante de fármacos, pero su población sufre del desarrollo y distribución de medicamentos piratas.
En 2017, la esperanza de vida media al nacer en China es de setenta y seis años, y la tasa de mortalidad infantil es del siete por mil. Ambas han mejorado considerablemente desde la década de 1950. Las tasas de retraso en el crecimiento, una condición causada por la desnutrición, han disminuido del 33.1% en 1990 al 9.9% en 2010. A pesar de las importantes mejoras sanitarias y la construcción de instalaciones médicas avanzadas, China tiene varios problemas de salud pública emergentes, como las enfermedades respiratorias causadas por la contaminación atmosférica generalizada, los cientos de millones de fumadores de cigarrillos y el aumento de la obesidad entre los jóvenes urbanos. La gran población de China y las ciudades densamente pobladas han provocado graves brotes de enfermedades en los últimos años, como el brote de SARS de 2003, aunque desde entonces se ha contenido en gran medida. En 2010, la contaminación atmosférica causó 1.2 millones de muertes prematuras en China.
La pandemia de COVID-19 se identificó por primera vez en Wuhan en diciembre de 2019. Se están realizando más estudios en todo el mundo sobre el posible origen del virus. El gobierno chino ha sido criticado por su gestión de la epidemia y acusado de ocultar el alcance del brote antes de que se convirtiera en una pandemia internacional.

### Urbanización
China se ha urbanizado considerablemente en las últimas décadas. El porcentaje de la población del país que vive en zonas urbanas aumentó del 20 % en 1980 a más del 60 % en 2019. Se estima que la población urbana de China alcanzará los mil millones en 2030, lo que equivale potencialmente a una octava parte de la población mundial.
China tiene más de 160 ciudades con más de un millón de habitantes, incluidas las diecinueve megaciudades (áreas metropolitanas con más de 10 millones de habitantes) de Chongqing, Shanghái, Pekín, Chengdu, Guangzhou, Tianjin, Shenzhen, Wuhan, Harbin, Shijiazhuang, Suzhou, Hangzhou, Xi'an, Zhengzhou, Baoding, Linyi, Changsha, Dongguan y Qingdao. Shanghái es la zona urbana más poblada de China, mientras que Chongqing es su mayor ciudad propiamente dicha. Se calcula que en 2025 el país albergará 221 ciudades con más de un millón de habitantes. Las cifras de la tabla siguiente proceden del censo de 2017, y son solo estimaciones de las poblaciones urbanas dentro de los límites administrativos de la ciudad; existe una clasificación diferente si se consideran las poblaciones municipales totales (que incluyen las poblaciones suburbanas y rurales). Las grandes «poblaciones flotantes» de trabajadores migrantes dificultan la realización de censos en las zonas urbanas.

## Cultura
Desde tiempos antiguos, la cultura china ha sido influenciada fuertemente por el confucionismo y las filosofías conservadoras. Durante gran parte de la era dinástica, la oportunidad de subir en la pirámide social se presentaba al obtener un buen desempeño en el prestigioso examen imperial, cuyos orígenes se remontan a la dinastía Han.
El énfasis literario de la prueba afectó la percepción general del refinamiento cultural en China, de modo que se pensaba que la caligrafía, poesía y la pintura eran formas de arte superiores a la danza o el teatro. La cultura china ha enfatizado constantemente un sentido profundo de historia y una perspectiva de introspección nacional. Los exámenes y la cultura de méritos aún son muy valorados en la China actual.

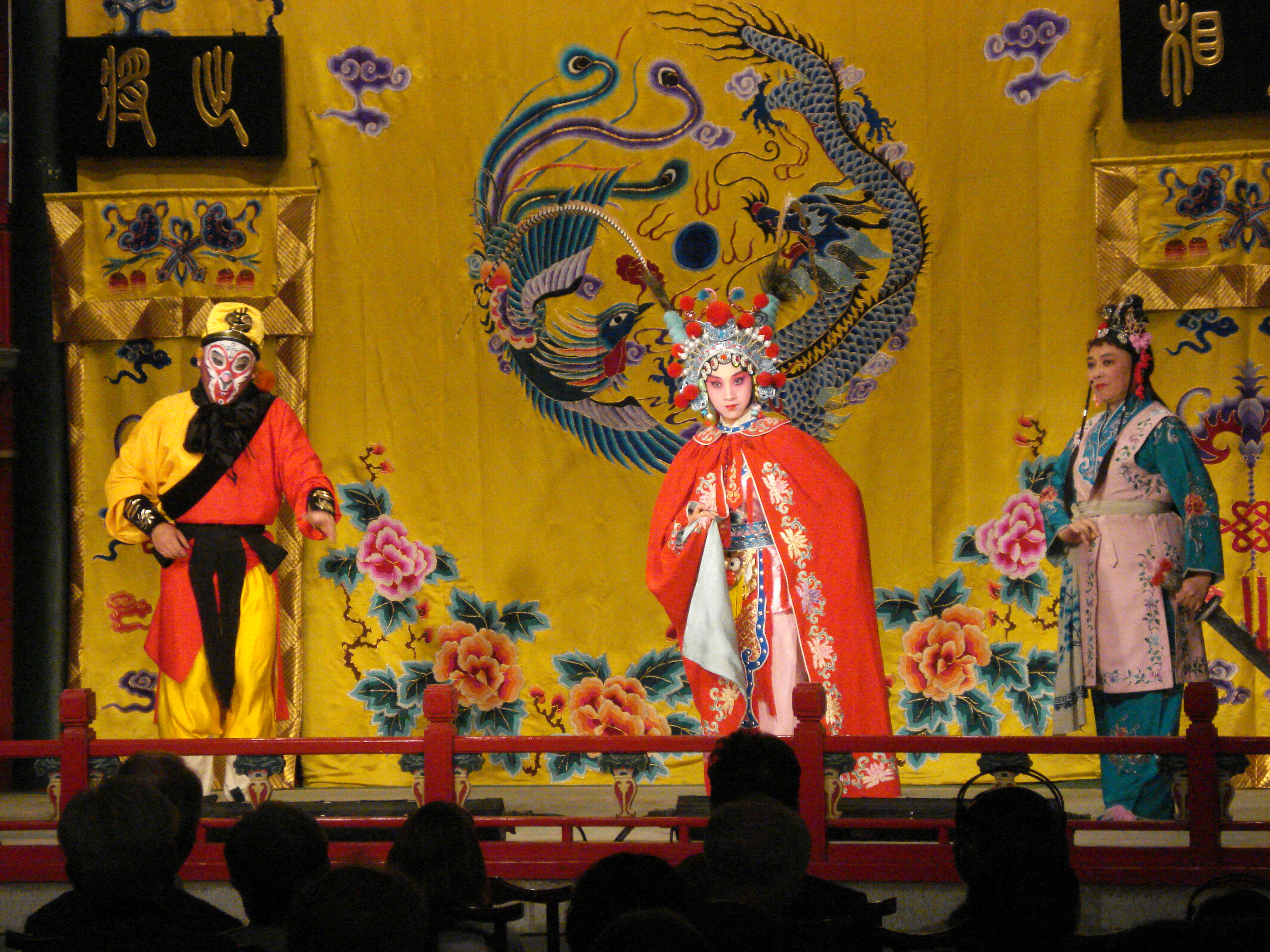
Una presentación tradicional de la ópera de Pekín

Los primeros líderes de la República Popular China nacieron durante el orden imperial tradicional, pero fueron influenciados por el Movimiento del Cuatro de Mayo y los ideales reformistas. Buscaban cambiar algunos aspectos tradicionales de la cultura, como la tenencia de las tierras, el sexismo y el sistema de educación confucionista; al mismo tiempo que preservaban otros, como la estructura familiar y la cultura de obediencia al Estado. Algunos observadores vieron el periodo que siguió al establecimiento de la República Popular en 1949 como una continuación de la China tradicional de las dinastías, mientras que otros afirmaron que el mandato del Partido Comunista había dañado los cimientos de la cultura china, especialmente por medio de movimientos políticos como la Revolución Cultural de los años 1960, donde destruyeron muchos aspectos tradicionales de su cultura, y los denunciaron como «retrógradas y dañinos» o «vestigios del feudalismo». Muchos aspectos importantes de la moral y la cultura china, como el confucionismo, el arte, la literatura y las artes escénicas como la ópera de Pekín, fueron alterados para cumplir las políticas del gobierno y la propaganda de aquel entonces.
El acceso a los medios de comunicación extranjeros aún permanece restringido; solo se permiten proyectar 34 películas extranjeras al año en los cines chinos.

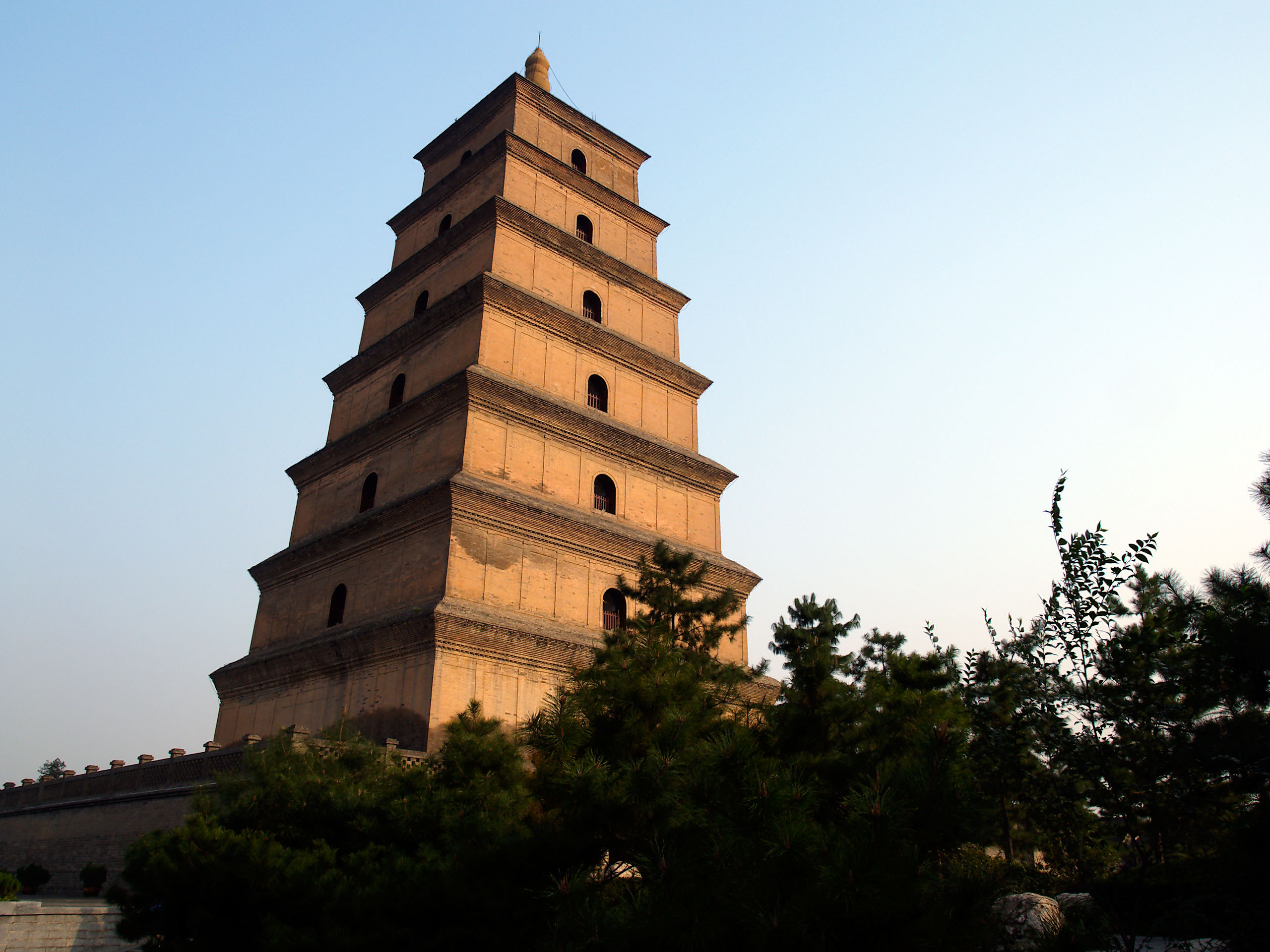
La Gran pagoda del ganso salvaje, en Xi'an. Fue construida en el siglo VII d. C. durante la dinastía Tang.

El gobierno acepta numerosos elementos de la cultura china tradicional como parte integral de la sociedad china. Con el surgimiento del nacionalismo y el final de la Revolución Cultural, se está presentando un fuerte renacimiento en varias formas del arte, literatura, música, cine, moda y arquitectura, y las artesanías han despertado un gran interés nacional e incluso hasta nivel mundial.

### Arte

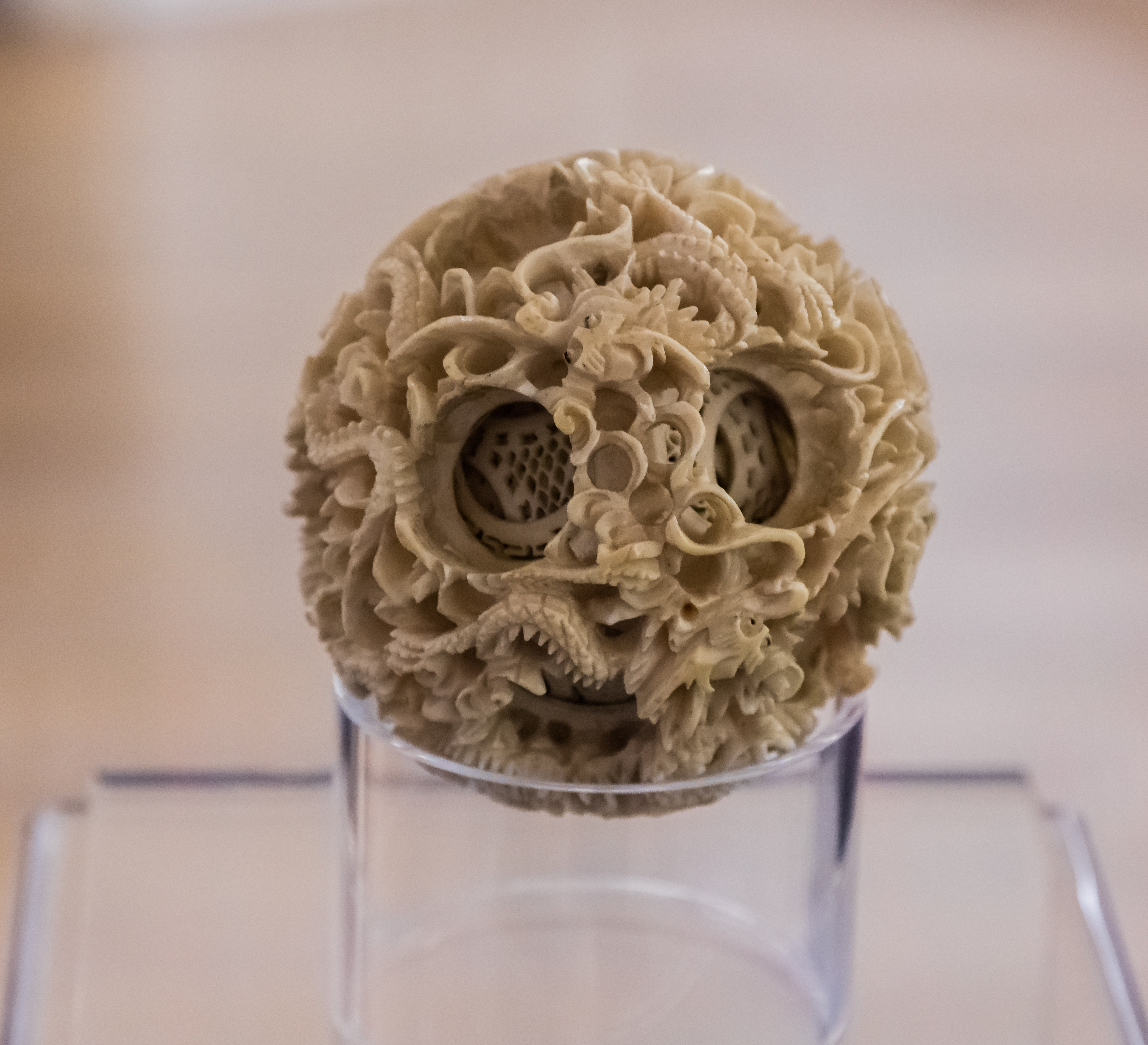
Bola de cantón, típico trabajo de artesanía china

Numerosas obras maestras de la arquitectura surgieron en la antigua China, creando muchos palacios, tumbas, templos, jardines, casas, etc. La arquitectura de China es tan antigua como la civilización china. Las primeras comunidades que pueden identificarse culturalmente como chinas se asentaron principalmente en la cuenca del río Amarillo. La arquitectura china es la encarnación de un estilo arquitectónico que se ha desarrollado durante milenios en China y ha seguido siendo una fuente vestigial de influencia perenne en el desarrollo de la arquitectura del este de Asia.
Son construcciones generalmente de madera y ladrillo. Las columnas suelen tener una altura baja y carecen de capitel. Las cubiertas cuentan con aleros gruesos y encorvados ligeramente hacia arriba. Además, se usan variadas decoraciones policromadas, como azulejos, baldosines de porcelana, incrustaciones, campanillas y juguetes; con gran variedad de detalles. Después de la creación de la República Popular, la arquitectura se modernizó y en 1980 empezó a diversificarse.

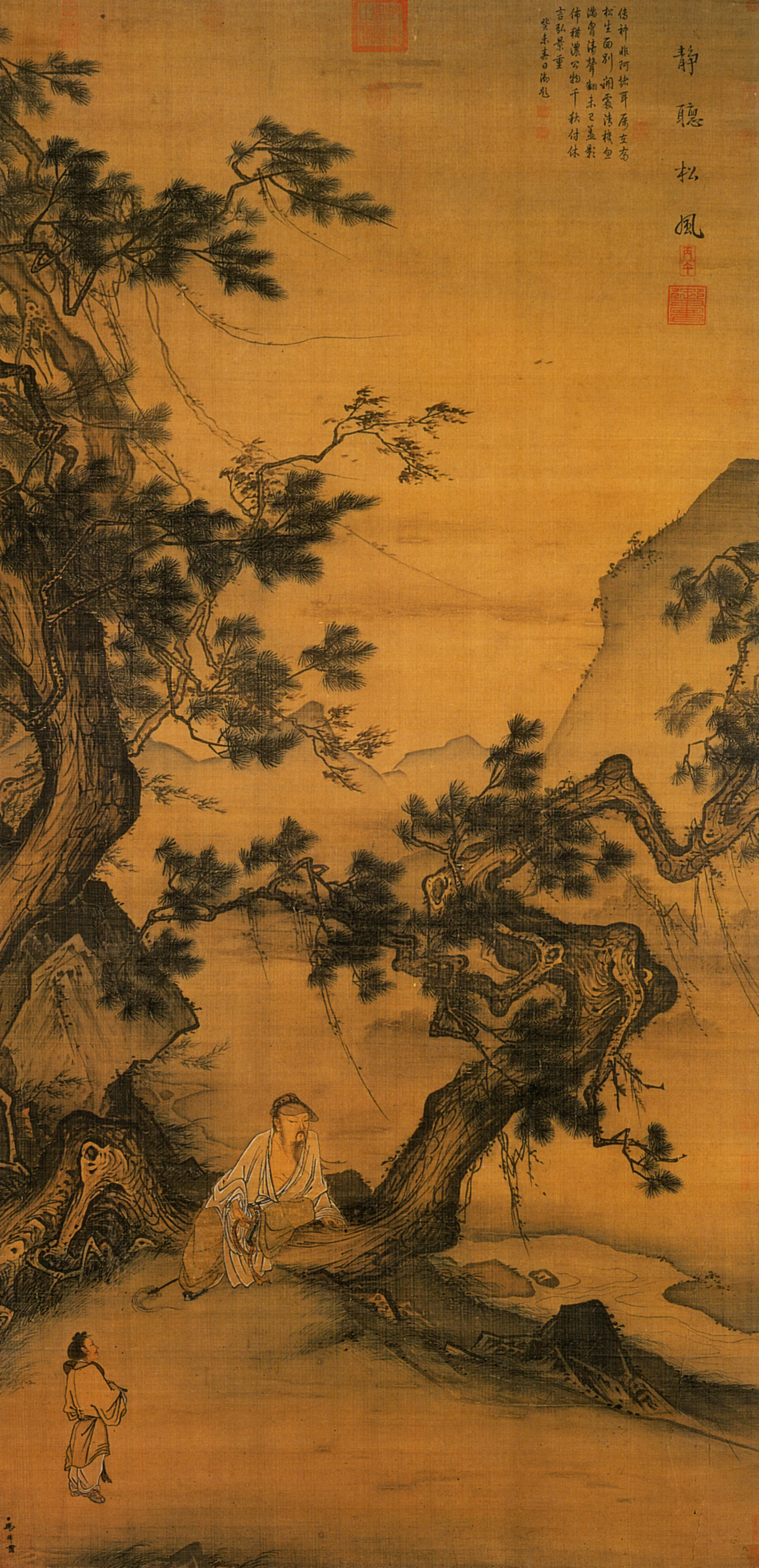
Escuchando tranquilamente la brisa entre los pinos, de Ma Lin (siglo XIII). Tinta sobre seda, 226 × 110 cm

La pintura china data de unos 5000 años, época en que los chinos dibujaban imágenes de personas y animales en las rocas con tintes hechos con mineral, y hacían dibujos de diversos objetos de cerámica.
Después, grabaron dibujos y motivos místicos en piezas de bronce. Los pocos que se han encontrado nos verifican como era esa pintura; son pintados en seda y se calculan que se pintaron alrededor de unos 2000 años atrás.
La pintura china temprana se basa en varios tipos de figuras, teniendo desde figuras humanas hasta representaciones de paisajes con pájaros y plantas. Ya hacia el siglo XVII, se introdujeron pinturas procedentes de Europa en China; a este tipo de arte se lo llamó «pintura de Occidente», y al arte nacional, «pintura tradicional de China». En el Extremo Oriente, la pintura del país es la principal corriente del arte pictórico.
El cine llegó al país en 1896. La primera producción china se realizó en 1905, La Batalla de Dingjunshan, una grabación de una presentación de la ópera de Pekín.
A medida que el siglo XX avanzó, el cine chino pasó por décadas de auge y de decadencia, un reflejo de la situación política del país.
Con la liberalización de los años 1970, las películas chinas comenzaron a presentarse en el exterior. En 1997 The Dream Factory de Feng Xiaogang se convirtió en el primer filme chino en obtener éxito comercial y de crítica en Occidente.
Todas las películas, sean o no extranjeras, deben ser aprobadas por el Consejo de Estado, donde se censuran ciertas escenas.
Siete de las diez películas más exitosas son producciones nacionales.
La industria del cine continúa creciendo, Lost in Thailand (2012) fue la primera película en recaudar más de mil millones de yuanes chinos.

### Gastronomía

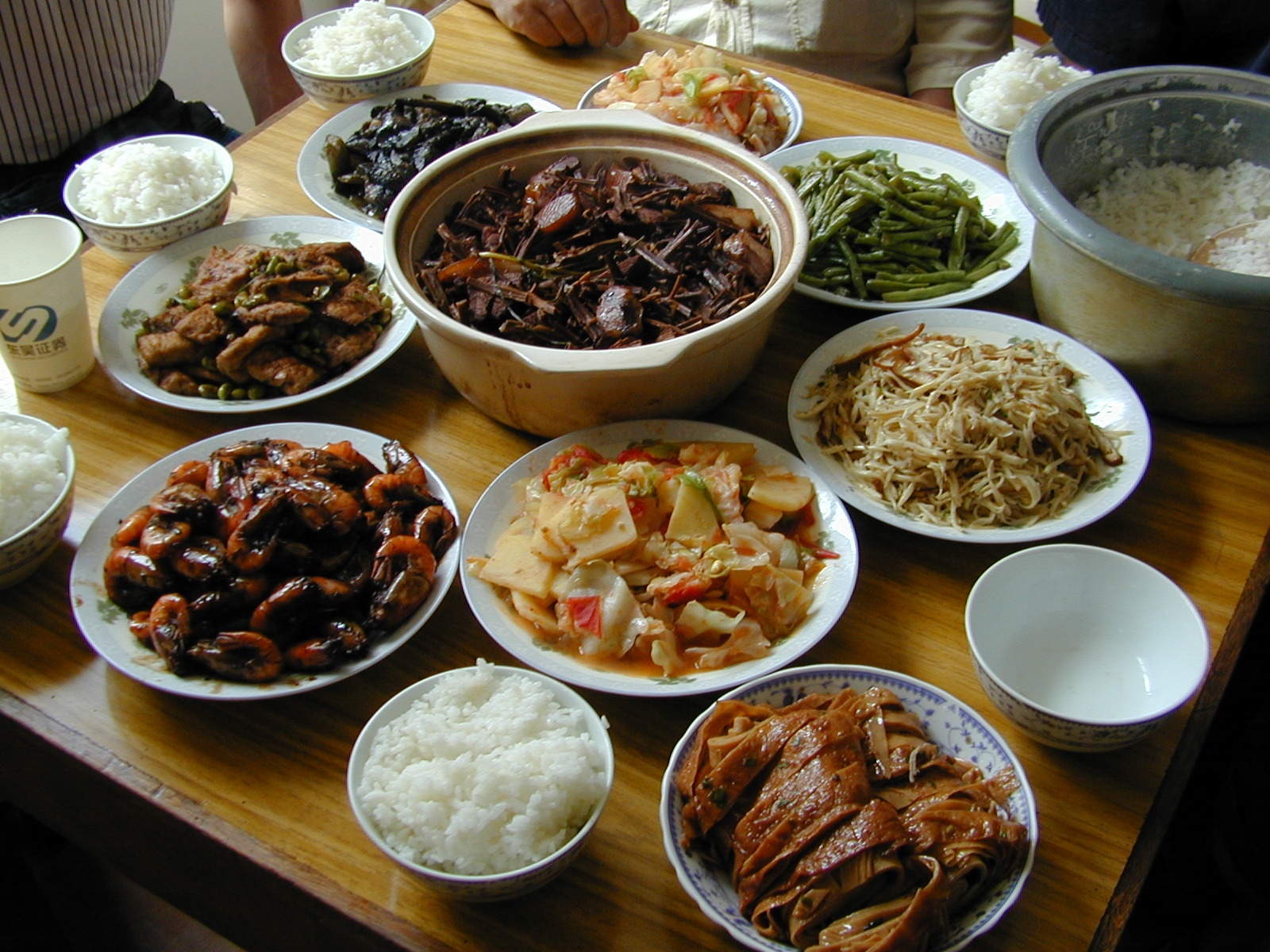
Un conjunto de platos típicos de la cocina china: cuencos de arroz, gambas, berenjena y tofu fermentado, vegetales, pato y una fuente central con carne y brotes de bambú

La gastronomía china es muy diversa, y se desarrolló a lo largo de milenios de historia culinaria. Los emperadores de la antigua China tenían muchas salas para comer en sus palacios, cada cuarto dividido en varios departamentos, y cada departamento responsable de un tipo específico de platillo.
El alimento básico de China es el arroz. El cerdo es la carne más consumida en el país, que supone las tres cuartas partes del total de carne.
Las especias juegan un papel central en la cocina china. La gastronomía china dio lugar a numerosos estilos gastronómicos, como la gastronomía de Hong Kong y la comida chino-estadounidense.
Los principales ingredientes utilizados en la dieta culinaria china son las aves de corral, la carne —cerdo, ternera o cordero—, verduras, frutas y la soja. Entre los condimentos más utilizados están los puerros, el jengibre, el ajo, los aceites de maní y sésamo, la manteca de cerdo, vinagres, vino amarillo, caldo de gallina y cerdo, y la pasta de sésamo.
China es considerado el país de origen del té, pues allí se han desarrollado desde la antigüedad los métodos de cultivo y elaboración de este producto. En contraste con Occidente, los principales utensilios de cocina son los palillos; los asiáticos aprendieron a utilizarlos debido a que los trozos de comida eran muy pequeños y no se podían pinchar con un tenedor. Entre los platos más conocidos de la gastronomía del país se encuentran: la carne de cerdo con piña, el salteado de brotes de soja, pollo con chile picante, huevos fritos con hongo negro o la carne de cerdo con brotes de ajo.

### Literatura

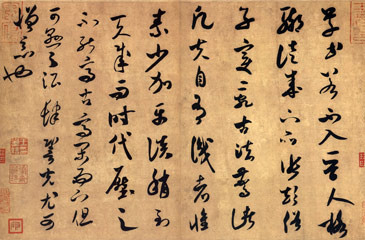
Poema de Mi Fu, de la época de la dinastía Song

La literatura china comenzó siendo una forma de mantener los registros y la adivinación en el hueso oracular.
La extensa colección de libros que se han conservado desde la dinastía Zhou demuestran lo avanzados e intelectuales que eran. De hecho, la era de la dinastía Zhou es a menudo vista como un punto importante en el desarrollo cultural chino. Los Cinco Puntos Cardinales son la base de casi todos los estudios principales. Los conceptos cubiertos por los textos clásicos chinos presentan una amplia gama de temas, incluyendo poesía, astrología, astronomía, el calendario, las constelaciones, entre otros.
Muchos de estos conceptos chinos, como el yin y yang, el qì, y los cuatro pilares del destino en relación con el cielo y la tierra, fueron teorizados en esos períodos dinásticos.
Algunos de los escritos antiguos más importantes son I Ching y Shujing dentro de los Cuatro Libros y los Cinco Clásicos.
La dinastía Song fue también el período de la gran literatura científica, y vio la creación de obras tales como Xin Yixiang Fayao de Su Song y Mengxi Bitan de Shen Kuo.
También hubo muchas obras de historiografía y de grandes enciclopedias, como Zizhi Tongjian de Sima Guang (1084) y los Cuatro Grandes Libros de los Song, totalmente compilado y editado en el siglo XI.
Varios confucionistas y taoístas notables y estudiosos de todas las clases han hecho contribuciones significativas hacia y desde la documentación de la historia de la autoría de los conceptos santos que parecen adelantados cientos de años a su época.
Muchos de los personajes de la literatura china formaron parte del gobierno del país o con cargos importantes, que hablaban con conocimiento de causa, y algunas veces proponían y ejecutaban nuevas formas del gobierno. En el siglo XVII los autores chinos habían producido más textos escritos que el resto del mundo.
Muchas novelas como las Cuatro Grandes Novelas Clásicas generaron un sinnúmero de historias de ficción. A finales de la dinastía Qing, la cultura china se embarcó en una nueva era cuando la caligrafía estuvo al alcance de los ciudadanos comunes.
Hu Shih y Lu Xun fueron pioneros en la literatura moderna. En 2000, Gao Xingjian obtuvo el Premio Nobel de Literatura gracias a sus novelas como La Montaña del Alma, que ha sido traducida a distintos idiomas.

### Música y danza
La música tradicional china se puede dividir en dos grandes ramas: la música clásica y la folclórica. Hasta finales de la dinastía Qing, la música clásica era un lujo de la clase alta, y la gente ordinaria no estaba muy relacionada con este estilo. Generalmente es solo instrumental, se toca con un solo instrumento o en pequeñas agrupaciones que incluyen instrumentos de cuerda, flautas y varios timbales, gongs y tambores. La flauta de bambú y el guqin se encuentran entre los instrumentos más antiguos utilizados en el país.
Los instrumentos chinos tradicionalmente se dividen en ocho grupos o bayin (八音), según el material del que están hechos. Las categorías son: seda, bambú, madera, piedra, metal, arcilla, calabaza y cuero.
El término guoyue, o música nacional, se volvió popular a principios del siglo XX y se utilizó para englobar toda la música escrita para los instrumentos chinos, en respuesta a los movimientos nacionalistas.

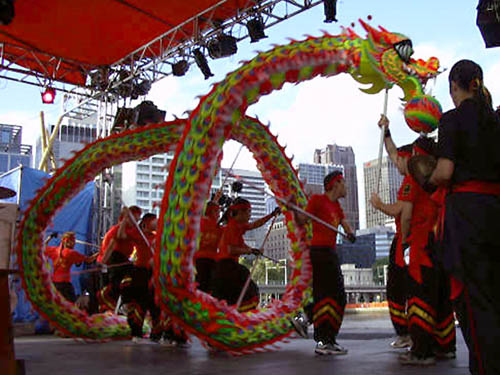
La danza del dragón

Cada etnia que habita el territorio chino cuenta con sus propias tradiciones respecto a la música folclórica. A comparación del estilo clásico, las tradiciones folclóricas tienen un acompañamiento vocal y pueden incluir agrupaciones más grandes.
De hecho, las tradiciones folclóricas fueron las que se mezclaron con los estilos occidentales del siglo XX y XXI para dar paso a nuevos géneros y una nueva etapa en la música china. El c-pop, el mandopop, el cantopop, el rock chino y el rap chino son algunos de los géneros que resultaron de esta fusión. Sin embargo, a diferencia de los países vecinos, China no es considerado un mercado importante para la producción y consumo de la música popular.
La danza china es un arte que cuenta con muchos estilos y géneros tradicionales y modernos. Puede abarcar desde bailes folclóricos a presentaciones de ópera y ballet y puede ser utilizada en celebraciones públicas, rituales y ceremonias. La danza fue una de las primeras formas de arte desarrolladas en la Antigua China, y algunos estilos tienen sus orígenes en la dinastía Zhou.
Al igual que la música, cada grupo étnico tiene sus propias tradiciones de danza folclórica. Algunas de las danzas chinas más conocidas a nivel internacional incluyen la danza del dragón y la danza del león.

### Medios de comunicación

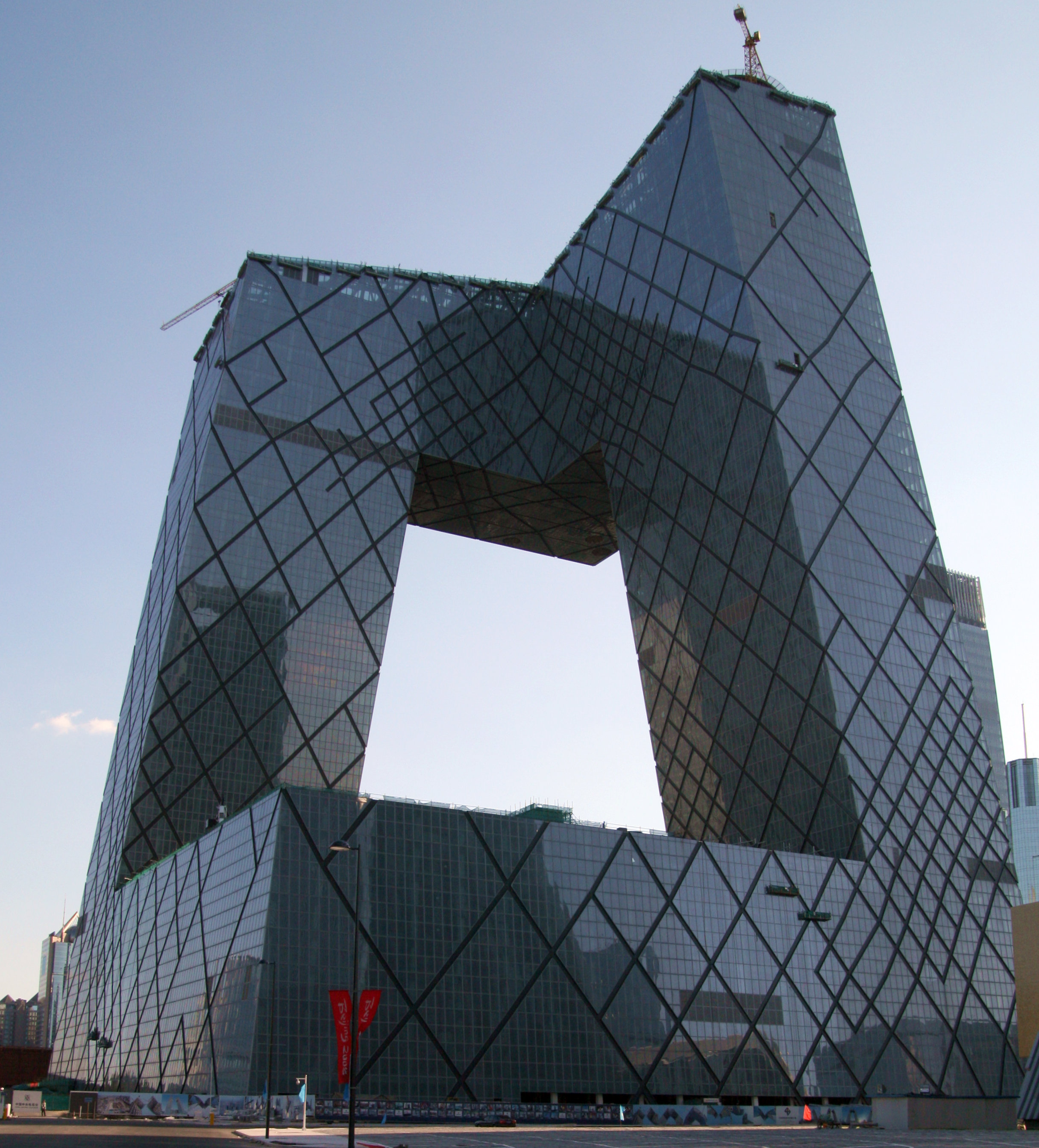
Edificio de la CCTV en Pekín

Desde la formación de la República Popular China y hasta finales de los años 1980, casi todos los medios de comunicación eran administrados por el Estado. Las cadenas de iniciativa privada comenzaron a aparecer con las reformas económicas, pero aún siguen siendo solo una pequeña parte del mercado.
Las empresas controladas por el gobierno —Xinhua, CCTV y People's Daily— acaparan gran parte de los espectadores en radio, periódico y televisión. De hecho, los dos primeros mantienen el monopolio de las noticias internacionales.
CCTV es una de las cadenas de televisión más grandes del mundo, opera 45 canales y tiene una audiencia que supera los mil millones de televidentes.
El contenido que ofrece la radio y televisión son noticias, documentales, telenovelas y dibujos animados; la mayor parte son producciones nacionales. Los programas extranjeros se transmiten en horarios y canales específicos.
Todos los medios de comunicación deben transmitir entre su espacio comercial la propaganda del gobierno chino.
La Administración Estatal de Prensa, Publicaciones, Radio, Cine y Televisión de la República Popular China y la Administración General de Prensa y Publicaciones son las agencias regulatorias del Estado, encargadas de vigilar las transmisiones de los medios de comunicación, censurar los contenidos que consideren inapropiados y aprobar o reprobar las producciones extranjeras para su difusión en el país.
Algunos de los temas prohibidos en los medios de comunicación chinos incluyen: los conflictos en el Tíbet y Sinkiang, las protestas y demostraciones públicas en contra del sistema, los disidentes, y cualquier contenido que contenga violencia explícita, pornografía y críticas hacia la administración china. Desde su llegada al país, el contenido en Internet también es examinado por las agencias del gobierno. Algunas de las páginas de Internet más populares en Occidente, como Facebook, Twitter y YouTube, no están disponibles. Otras que si lo están, como Flipboard o Bing, son obligados a asociarse con empresas similares chinas como Renren o Baidu.
El gobierno justifica las censuras al afirmar que solo prohíbe el material que «ponen en peligro la unidad nacional, la soberanía, la integridad territorial, la seguridad y el honor».

### Cine
El cine se introdujo por primera vez en China en 1896 y la primera película china, Montaña Dingjun, se realizó en 1905. China tiene el mayor número de pantallas de cine del mundo desde 2016, China se convirtió en el mercado cinematográfico más grande del mundo en 2020. Las 3 películas con las mayores recaudaciones en China actualmente son Wolf Warrior 2, Ne Zha y La Tierra errante.

### Festividades
El gobierno chino reconoce siete festividades de observancia obligatoria para toda la población, y otras cuatro aplicables solo para un sector. Para esto, utilizan el calendario gregoriano y el chino. Cada año el Consejo de Estado publica el calendario de festividades un par de días antes del 1 de enero. Desde 2011, los días festivos se acomodan de modo que se combinen con el fin de semana, de modo que hay festividades que duran tres días —sábado, domingo y lunes o viernes—.
| Fecha                         | Fiesta                        | Nombre local (pinyin)         | Notas                                                          |
| ----------------------------- | ----------------------------- | ----------------------------- | -------------------------------------------------------------- |
| 1 de enero                    | Año Nuevo                     | 元旦 (Yuándàn)                | Inicio del calendario gregoriano                               |
| 1.er día del primer mes lunar | Año Nuevo Chino               | 春节 (Chūnjié)                | Inicio del calendario chino. Duración: tres días.              |
| 8 de marzo                    | Día Internacional de la Mujer | 国际妇女节 (Guójì fùnǚ jié)   | Las mujeres solo trabajan media jornada.                       |
| Quinto período solar          | Festival de Qingming          | 清明节 (Qīngmíng jié)         | Celebración en memoria de los muertos.                         |
| 1 de mayo                     | Día del Trabajo               | 劳动节 (Láodòng jié)          | Celebración local del Día Internacional de los Trabajadores.   |
| 4 de mayo                     | Día de la Juventud            | 青年节 (Qīngnián jié)         | Los jóvenes de 14 a 28 años solo trabajan media jornada.       |
| 1 de junio                    | Día del Niño                  | 六一儿童节 (Liùyī értóng jié) | Los niños menores de 14 años no acuden a la escuela.           |
| 5.º día del quinto mes lunar  | Festival del Barco Dragón     | 端午节 (Duānwǔ jié)           | Festividad por el solsticio de verano.                         |
| 1 de agosto                   | Día del Ejército              | 建军节 (Jiàn jūn jié)         | El personal militar solo trabaja media jornada.                |
| 15.º día del octavo mes lunar | Festival de Mitad del Otoño   | 中秋节 (Zhōngqiū jié)         | Festival de la cosecha.                                        |
| 1 de octubre                  | Día Nacional                  | 国庆节 (Guóqìng jié)          | Aniversario del establecimiento de la República Popular China. |

### Deportes

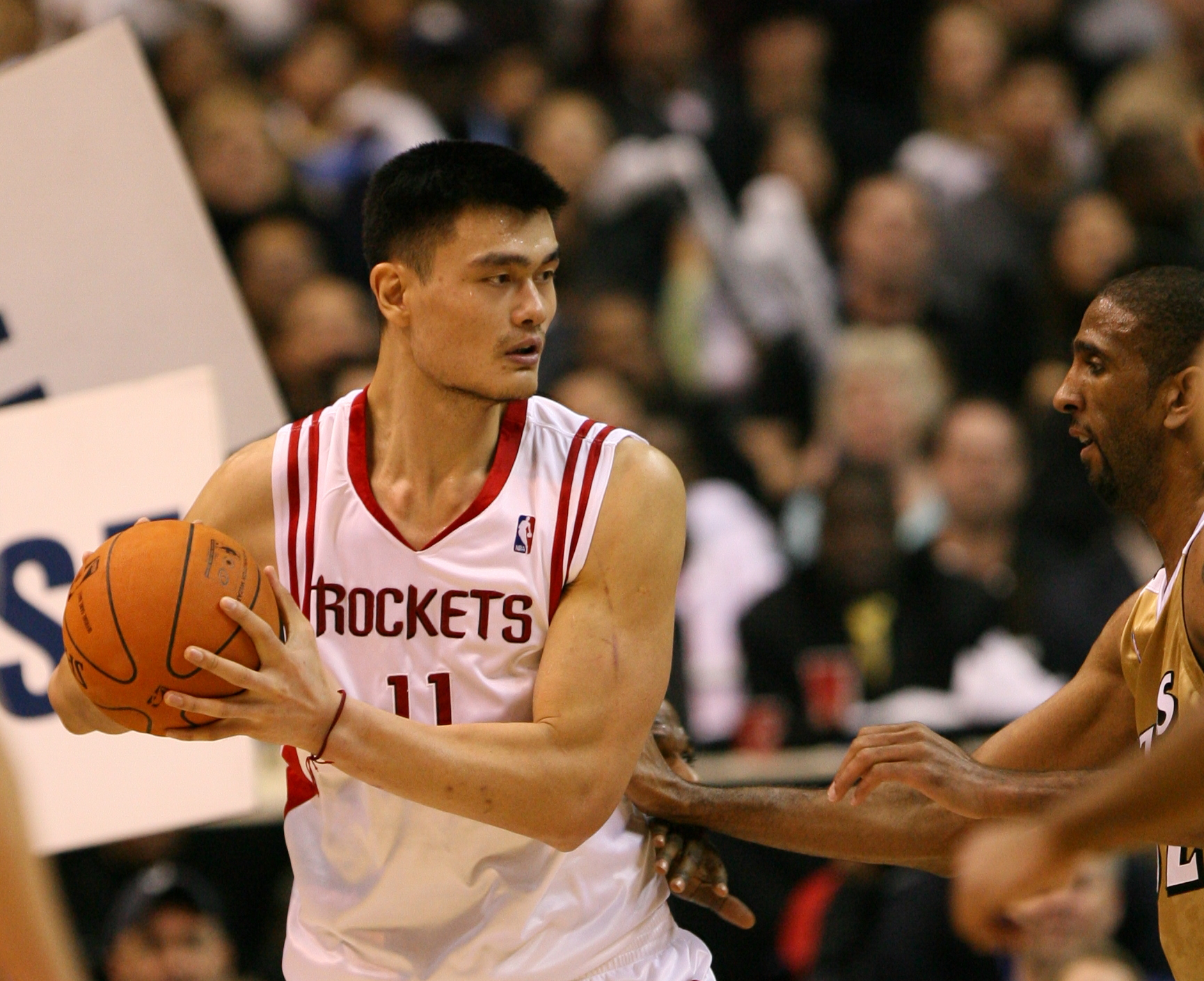
Yao Ming ha sido uno de los mejores baloncestistas de China.

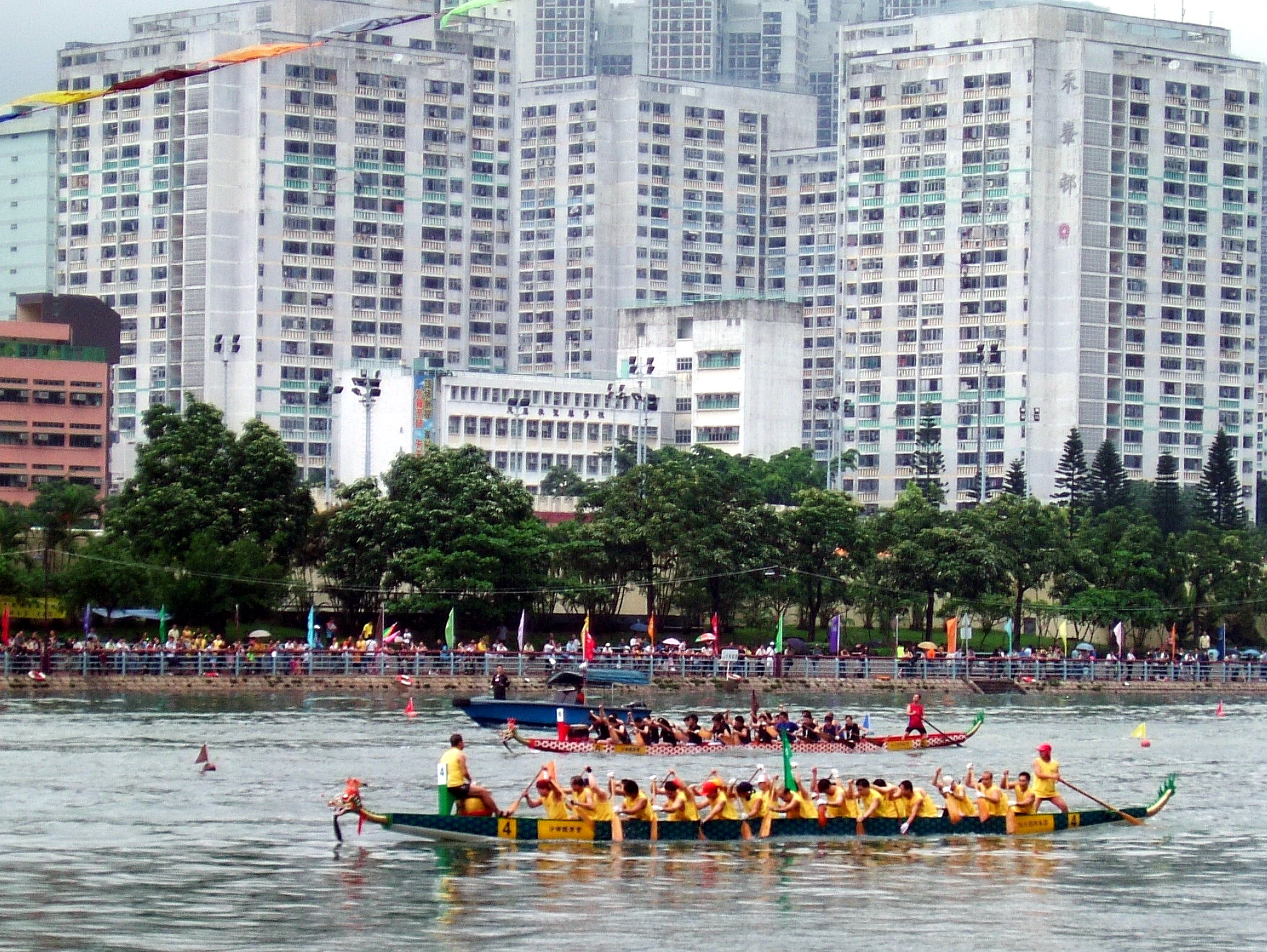
Carreras de barco-dragón, un deporte tradicional chino muy popular

China cuenta con una de las culturas deportivas más antiguas en el mundo. Existe evidencia de que durante la dinastía Han se jugaba una forma de fútbol llamada cuju.
Algunos de los deportes más populares en el país incluyen la artes marciales como el combate de Sanda, el baloncesto, el fútbol, el tenis de mesa, el bádminton, la natación y el snooker. Los juegos de mesa como el go (conocido como weiqi en China), el xiangqi y más recientemente el ajedrez, se juegan a un nivel profesional.
El cuidado físico es ampliamente enfatizado en la cultura china, muchos realizan ejercicios matutinos como el qigong y el taichí, y los gimnasios y clubes deportivos comienzan a cobrar popularidad en el país.
Los jóvenes también practican fútbol y baloncesto, especialmente en las zonas urbanas con áreas verdes y espacios abiertos limitados. La NBA tiene un gran número de seguidores entre la juventud china, incluso algunos jugadores nacionales como Yao Ming y Jeremy Lin han jugado en la liga.
Además, China es la patria de un gran número de ciclistas, de hecho en 2012 había más de 470 millones de bicicletas en el país.
También son muy populares varios deportes tradicionales como las carreras en barco-dragón, la lucha mongólica y las carreras de caballos. En China se disputan carreras internacionales de automovilismo tales como el Gran Premio de Macao, el Gran Premio de China de Fórmula 1, las 6 Horas de Shanghái del Campeonato Mundial de Resistencia y el ePrix de China de Fórmula E.
China participa en los Juegos Olímpicos desde 1932, aunque solo lo hace como República Popular China desde 1952. China organizó los Juegos Olímpicos de Verano de 2008 en Pekín, donde sus atletas recibieron 51 medallas de oro, el mayor número de medallas de oro de cualquier nación participante ese año. China también ganó la mayor cantidad de medallas de cualquier nación en los Juegos Paralímpicos de Verano de 2012, con 231 en total, incluyendo 95 medallas de oro. En 2011, Shenzhen, en Guangdong, acogió la Universiada de Verano de 2011. China organizó los Juegos de Asia Oriental de 2013 en Tianjin y los Juegos Olímpicos de la Juventud de verano de 2014 en Nankín; fue el primer país en acoger unos Juegos Olímpicos regulares y otros juveniles. Pekín y su ciudad vecina, Zhangjiakou, de la provincia de Hebei, fueron elegidas sedes de los Juegos Olímpicos de Invierno de 2022 en colaboración, lo que convirtió a Pekín en la primera ciudad del mundo en celebrar tanto los Juegos Olímpicos de Verano como los de invierno.